# Falschinformationen zur COVID-19-Pandemie
Falschinformationen zur COVID-19-Pandemie und zu SARS-CoV-2, in Teilen als „Corona-Mythen“ oder „Corona-Lügen“ bezeichnet, werden seit dem Ausbruch der Krankheit COVID-19 verbreitet. Sie umfassen Falschmeldungen, Fake News, pseudowissenschaftliche Gesundheitstipps, Desinformation und Verschwörungstheorien zu allen Aspekten der Krankheit. Die angesichts einer neuen, bisher unbekannten Viruserkrankung relative wissenschaftliche Unkenntnis begünstigt die Verbreitung von Falschinformationen.
Ihre Verbreiter berufen sich zum Teil auch auf wissenschaftliche Minderheitenmeinungen. Bisweilen wurden die Falschinformationen aus politischen Motiven verbreitet. Die Herkunft des Virus und sich darauf beziehende Verschwörungstheorien stehen dabei insbesondere bei Antisemiten und Rechtsextremisten, aber auch bei einigen Staatsregierungen und deren Staatsmedien im Mittelpunkt. Teilweise entstammen sie Personenkreisen, die bereits vor der Pandemie der Medizin oder Wissenschaft ablehnend gegenüberstanden, wie Impfgegner oder Esoteriker. Ein kleiner Teil der Ärzte hat Corona verharmlost; einige haben vorsätzlich ungerechtfertigte Maskenatteste ausgestellt. Gezielt gestreut wurden Falschinformationen auch von der russischen Auslandspropaganda mit dem Ziel der Destabilisierung westlicher demokratischer Gesellschaften. Die Propaganda bediente sich dabei der Auslandsprogramme russischer Staatsmedien, Internet-Trolle sowie pro-putinscher Persönlichkeiten wie Hannes Hofbauer, Andrea Komlosy und Rainer Rupp.
Die Weltgesundheitsorganisation (WHO), Regierungen, politische Instanzen, nationale medizinische Institutionen, seriöse Medien, Netzwerkbetreiber, gemeinnützige Vereine und Ärzte treten solchen Falschinformationen mit Aufklärung und Faktenchecks entgegen, unter anderem weil Falschinformationen potentiell lebensgefährliche Folgen haben können. Zum Teil werden auch Strafverfolgungsbehörden aktiv.
Geäußerte Hypothesen werden erst nach erfolgter Falsifizierung zu einer Falschinformation. Falschinformationen sollen nicht mit kritischem Diskurs aufgrund fehlender Konsensbildung (normaler wissenschaftlicher Dissens) und mangelnder Einigkeit in der Wissenschaft verwechselt werden.

## Falschinformationen zu Eigenschaften des Virus

### Lebensdauer und Symptome
Am 23. Januar 2020, als Wuhan wegen der Infektionsgefahr unter Massenquarantäne gestellt wurde, behauptete ein Unbekannter in einem über WhatsApp weit verbreiteten YouTube-Video: „Die Corona-Pandemie ist weitaus schlimmer, als man euch glauben machen will.“ Dann gab er an:
- Die Inkubationszeit des Virus, innerhalb derer keine Symptome auftreten, betrage 14 Tage, so dass eine Infektion spät erkannt werde.
- Flüssigkeiten verlängerten und verstärkten seine Lebensdauer.
- Es rufe einen bestimmten Hautausschlag („rote Punkte mit schwarzem Punkt in der Mitte, verhärtet und stark juckend“) hervor.
- Es könne nur „mit eigener Körperkraft besiegt“ werden. Ärztliche Heilung gebe es nicht.
- Schon am 12. Januar 2020 hätten Ärzte empfohlen, Wuhan abzuriegeln, „weil die Situation völlig außer Kontrolle“ sei.
- Menschen würden auf offener Straße „einfach umkippen“. Dazu zeigten Bilder unklarer Herkunft Menschen am Boden liegend, teilweise blutend.
- Gewöhnliche deutsche Medien würden nicht oder nicht genug darüber berichten und würden „die wirkliche Gefahr“, etwa die Lage in der Provinz Hubei, verschweigen.
- Man solle Menschenansammlungen meiden. Alle aus Asien einreisenden Menschen könnten Überträger sein.
- Der Kanal „Odysseus“, auf dem das Video erschien, besitze geheime, exklusive Informationen zu der Gefahr.[3]

Laut WHO kann die Inkubationszeit zwar bis zu 14 Tagen dauern, dauert meist aber fünf Tage. Laut Hartmut Hengel, Präsident der Gesellschaft für Virologie, können Flüssigkeiten die Infektiosität des Virus nicht steigern. Es wird durch Tröpfchen wie auch durch Aerosole übertragen, kann sich aber nicht außerhalb eines Wirts vermehren. Der angebliche Hautausschlag konnte nicht belegt werden und ist für Coronaviren atypisch, ebenso ein Umkippen ohne Vorwarnung. Deutsche Medien berichteten zeitnah über die Quarantäne in Wuhan und die Entwicklung der Infektionszahlen.
Dass es keine ärztliche Heilung gab, wurde als „größtenteils richtig“ eingestuft, wobei die Symptome behandelt werden können. Der Faktenchecker Correctiv bewertete das Video als „teilweise falsch“, teils als unbelegt und irreführend. tagesschau.de bezeichnete es wegen des dramatisierenden Tons als „Panikvideo“.

### Hohe Infektiosität
Ende Januar 2020 verbreitete sich ein Video im Netz, dessen englische Untertitel eine Frau mit Gesichtsmaske und Schutzkleidung an unbekanntem Ort als Krankenpflegerin aus Wuhan und Whistleblowerin darstellten. Das Video wurde millionenfach in sozialen Medien aufgerufen. Sie nannte nur ihren Namen und gab an, in China seien 90.000 Menschen mit dem neuen Virus infiziert. Ohne sofortige Quarantäne könne eine infizierte Person das Virus an mindestens 14 weitere Personen weitergeben. Sie bat die Chinesen, nicht nach draußen zu gehen und niemanden zu besuchen. Sie warnte vor einer zweiten Mutation des Virus und einer noch schnelleren Ausbreitung.
Bis zum 26. Januar 2020 hatte die WHO 1985 Infizierte in China registriert. Chinas Regierung hatte mitgeteilt, das Virus sei auch während der Inkubationszeit ansteckend. Experten und Gesundheitsbehörden warnten von da an vor einer raschen Ausbreitung der Epidemie.
Faktenchecks verwiesen auf die Basisreproduktionszahl (R0) des Virus, die die WHO Ende Januar 2020 auf durchschnittlich 1,4 bis 2,5 Personen schätzte. Für eine Infektionszahl von 90.000 hätte R0 bei ungefähr 14–15 liegen müssen. Die Kleidung der Frau entsprach nicht der Berufskleidung in der Provinz Hubei. Da sie eine Reihe unbegründeter Aussagen über das Virus machte, halten Experten sie für eine Chinesin ohne Fachkenntnis. Die intransparente Informationspolitik der Regierung Chinas begünstigte die Verbreitung des Videos.

### Grippevergleiche
Unter dem Begriff „Grippe“ werden umgangssprachlich zwei grundlegend unterschiedliche Erkrankungen verstanden. Die oft so bezeichneten „grippalen Infekte“ (Erkältung) werden von Bakterien, aber überwiegend von verschiedensten Viren (auch aus der Familie Coronaviridae) verursacht. Aufgrund der hohen gegenseitigen Anpassung der Menschen und der Krankheitserreger (siehe dazu evolutionäre Anpassung) sind Erkältungserkrankungen weit verbreitet und verlaufen in der Regel harmlos. Die „echte Grippe“ (Influenza) ist dagegen eine durch Viren der Gattungen des Influenzavirus ausgelöste Infektion. Durch Mutationen von Influenzaviren kommt es saisonal zu jeweils unterschiedlich schweren Grippe-Epidemien (Grippewellen). Bei einzelnen Influenza-Erreger-Stämmen kann es auch zu besonders schweren Epidemien oder Pandemien (z. B. Spanische Grippe) kommen, ansonsten wird von der saisonalen Grippe gesprochen.
Michael Spitzbart, Wolfgang Wodarg und Sucharit Bhakdi vertraten im März 2020 die Ansicht, COVID-19 sei nicht schlimmer als frühere Grippewellen. Laut ECDC sterben jährlich in Europa durchschnittlich etwa 0,1 Prozent der an der saisonalen Grippe Erkrankten. Damals war der durchschnittliche Anteil der Todesfälle an allen an COVID-19 Erkrankten (die „Infektionssterblichkeit“) laut dem Robert Koch-Institut (RKI) noch nicht ermittelt, da damals nur getestete Fälle registriert wurden. Von diesen getesteten Fällen starben bis April 2020 je nach Region und Messzeitpunkt 0,8 bis 7,7 Prozent. Correctiv bewertete die Aussagen, die COVID-19 mit einer Grippe gleichsetzen, als teils falsch, teils unbelegt und irreführend. Laut diverser Faktenchecker vernachlässigten solche Aussagen dabei zudem die aktuellen Fallzahlen, die exponentielle Zunahme der Infektionen, die fehlende Immunität der Bevölkerung, den fehlenden Impfstoff und die begrenzten Kapazitäten des Gesundheitssystems, schwerkranke COVID-19-Fälle zu behandeln. Ein Faktencheckteam der Deutschen Presseagentur verwies außerdem auf die RKI-Angaben zu einem Anteil von 20 % schwerer oder lebensgefährlicher Verläufe bei an COVID-19 Erkrankten.
Correctiv nannte Spitzbart als Beispiel für Mediziner, die sich als Coronaexperten ausgeben, ihr Fachgebiet verschweigen und fragwürdige Gesundheitstipps geben. Zwei Redakteure der Süddeutschen Zeitung bezeichneten Wodarg, Bhakdi und andere ähnlich agierende Mediziner als „Corona-Meinungsmacher“, deren Videos „mit Wissenschaft nichts zu tun haben“. Recherchen von Correctiv und etablierten Medien zu ihren Behauptungen hätten übereinstimmend ergeben: „Was Wodarg und Bhakdi sagen, ist nicht völlig falsch, jedoch vermischen sie Fakten mit Spekulation und Desinformation.“ Es handle sich bei ihren Videos um „gefährliche Irreführungen“ in einem „Dschungel der Halbwahrheiten“, denen zahlreiche völlig fachfremde angebliche Experten auf YouTube nacheiferten (siehe auch Clickbaiting) und so Millionen Zuschauer beeinflussten.
Im April 2020 wurde von offiziellen Seiten in den USA behauptet, die COVID-19-Pandemie sei nur wie die gewöhnliche, saisonale Grippe einzuordnen, obwohl die Krankenhaus-Ressourcen in nie dagewesenem Ausmaß beansprucht wurden. Auch der damalige US-Präsident Trump verharmloste COVID-19 und verbreitete Falschinformationen (Näheres hier und Donald Trumps Präsidentschaft#COVID-19-Pandemie).
Das RKI schrieb am 8. Oktober 2020, COVID-19 verursache eine höhere Letalität als schwere Grippe und beatmungspflichtige COVID-Patienten müssten länger beatmet werden als solche mit Grippe.

### Eingrenzung auf bestimmte Bevölkerungsgruppen
In den ersten Monaten des Jahres 2020 kamen Spekulationen auf, Asiaten seien wegen bestimmter Rezeptoren empfänglicher für das Virus. Diese Hypothese wurde widerlegt.
Aus der Beobachtung, dass Ältere und Vorerkrankte zu COVID-19-Risikogruppen gehören, verallgemeinerten manche, Jüngere ohne Vorerkrankungen wären nicht gefährdet. Ebenfalls kursierte die Behauptung, an COVID würden fast nur diejenigen Menschen sterben, die ohnehin nicht mehr lange zu leben hätten. Eine statistische Analyse des NDR der auf Deutschland bezogenen Daten zeigte hingegen, dass zum Mai 2020 jeder in Deutschland verstorbene Mensch, bei dem das Virus nachgewiesen wurde, statistisch betrachtet über neun Lebensjahre verlor. Bundesweit hätten die verstorbenen Männer ohne die Erkrankung durchschnittlich 10,7 Jahre länger gelebt, die verstorbenen Frauen durchschnittlich 9,3 Jahre. Eine Studie der Universität Glasgow zu Italien und Großbritannien kam zum Ergebnis, dass an COVID gestorbene Männer ohne die Erkrankung durchschnittlich 14 Jahre und verstorbene Frauen durchschnittlich zwölf Jahre länger gelebt hätten.
Eine Analyse mit deutschen Daten errechnete für einen unkontrollierten Verlauf der Pandemie einen Verlust von 0,36 Lebensjahren pro Bundesbürger.
Der schweizerische Chirurg Walter Schweizer verwies in einem Facebook-Post vom 3. Mai 2020 auf die wöchentliche Sterblichkeits-Statistik des Bundesamts für Statistik (BFS) und sprach von einer „unbedeutenden Verschiebung“ in der Sterblichkeit. Ferner vertrat er die Ansicht, dass viele Verstorbene, bei denen das Coronavirus nachgewiesen wurde, „jetzt oder sehr bald an etwas anderem gestorben“ wären. Die BFS-Zahlen, auf die Schweizer sich berief, zeigten allerdings eine stark erhöhte Sterblichkeit, die den Rahmen des im Vergleich mit Vorjahreszahlen Erwartbaren überstieg. Laut Analysen des Tages-Anzeigers stimmte diese Übersterblichkeit sehr genau mit den Zahlen zu COVID-19-Todesfällen überein.

### Warnungen vor NSAR
Im März 2020 kursierten in sozialen Medien anonyme Warnungen: Forscher der Universitätsklinik Wien hätten herausgefunden, dass Ibuprofen und andere entzündungshemmende Medikamente wie Acetylsalicylsäure (Aspirin) eine COVID-19-Erkrankung verschlimmern. Die Medizinische Universität Wien dementierte dies.
Die Gerüchte verstärkten eine Expertendebatte über den Einfluss von nichtsteroidalen Antirheumatika (NSAR) auf den Verlauf von COVID-19. Frankreichs Gesundheitsminister Olivier Véran riet bei Fieber zu Paracetamol statt Ibuprofen. Gesundheitsdirektor Jérôme Salomon riet COVID-19-Patienten generell von NSAR ab. Das Schweizer Bundesamt für Gesundheit sah keinen Beleg für deren negativen Einfluss auf COVID-19. Laut dem Virologen Jonas Schmidt-Chanasit fehlten klinische Daten für einen solchen Zusammenhang. Laut Christian Drosten hätte man diesen schon bei älteren Coronaviren entdeckt, wenn es ihn gäbe. Die WHO zog nach 24 Stunden eine Warnung zurück, Ibuprofen nicht ohne ärztlichen Rat einzunehmen, weil es keine Belege für den negativen Einfluss auf COVID-19 gab.

### Luftanhalten als Schnelltest
Seit März 2020 kursierte massenhaft ein Kettenbrief, der einen Schnelltest als angeblichen Rat von Experten aus Taiwan behauptete: Um eine Ansteckung mit SARS-CoV-2 festzustellen, genüge es, tief einzuatmen und zehn Sekunden lang die Luft anzuhalten. Wem das gelinge, der habe keine Fibrose in der Lunge und könne sich somit nicht angesteckt haben. Tatsächlich ist das Luftanhalten völlig ungeeignet für diesen Test, weil das Virus sich zu Beginn vor allem im Rachen vermehrt, nicht in der Lunge. Ob jemand problemlos zehn Sekunden die Luft anhalten kann oder nicht, ist von vielen verschiedenen individuellen Faktoren abhängig. So können Erkrankungen wie Asthma das Luftanhalten erschweren.
Damals gab es noch keinen Schnelltest für COVID-19. Eine Fibrose ist kein Symptom für COVID-19, kann aber eine Folgeerkrankung schwerer Verläufe sein.

## Pandemie-Leugnung
Von Pandemie-Skeptikern wurde behauptet, die steigenden Fallzahlen (z. B. im November 2020 in Deutschland) wären nur durch steigende Testkapazitäten zu erklären und nicht durch einen echten Anstieg der Fallzahlen; die COVID-Pandemie sei eine Pseudopandemie (vgl. Pseudoepidemie).
Ein Artikel im Bayerischen Rundfunk widerlegte das mit Zahlen: Testkapazitäten und Infektionsverlauf in Deutschland entwickelten sich auf Basis der zurückliegenden Statistiken unabhängig voneinander, die steigenden Fallzahlen seien auf eine tatsächlich zunehmende Verbreitung zurückzuführen, was man auch an der steigenden Positivrate (Anteil positiver Tests) erkennen könne.
Auch die von der Weltgesundheitsorganisation online bereitgestellten Zahlen und Diagramme belegen, dass die COVID-Pandemie tatsächlich eine Pandemie ist.

### PCR-Tests
Der PCR-Test gilt als „Goldstandard“ für die Diagnostik zum direkten Erregernachweis von SARS-CoV-2. Von einigen Wissenschaftlern wird allerdings bestritten, dass flächendeckende PCR-Tests der angemessene „Goldstandard“ zur Bewertung der öffentlichen Gesundheit im Hinblick auf SARS-CoV-2 darstellen.
Aufgrund der hohen Empfindlichkeit des PCR-Testes wurde von z. B. Sucharit Bhakdi (im Interview mit hr-info im Oktober 2020) geäußert, ein positives Testergebnis könne nicht aussagen, ob tatsächlich eine aktive Infektion vorliegt, da der Test nicht standardisiert sei und bereits bei wenigen vorhandenen Erbmolekülen positiv ausfalle. Somit solle ein Test nicht allein für die Diagnose herangezogen werden. Der Ct-Wert gibt an, wie oft die Erbgutspuren verdoppelt werden mussten, um die Nachweisgrenze der zugrundeliegenden photometrischen Bestimmung zu überschreiten, wodurch ein positiver Nachweis der Erbgutspuren detektiert werden könne. Bei entsprechend niedrigen Ct-Werten könne auf eine tatsächlich aktive Infektion geschlossen werden. Da unterschiedliche Tests und unterschiedliche Labore keine einheitlichen Ergebnisse liefern (die Testkits unterschiedlicher Hersteller sind nicht standardisiert), ergeben sich Unterschiede bei den Ergebnissen der Ct-Werte. Die Interpretation dieser Ergebnisse ist schwierig, speziell ab welchem Ct-Wert eine Infektion gegeben sei oder ob zu hohe Ct-Werte falschpositive Ergebnisse liefern.
Der frühere SPD-Gesundheitspolitiker und Arzt Wolfgang Wodarg vertrat
- die Ansicht, das angeblich neue Virus sei erst durch einen neuen Test bekannt geworden. Dieser sei an der Charité nur anhand der bekannten Coronaviren entwickelt und nicht genug validiert worden.
- Die Regierungsmaßnahmen gegen die Pandemie seien wie bei der Impfung gegen die Schweinegrippe Panikmache aus politischen und finanziellen Interessen, was Wodarg damals der WHO in einer von ihm initiierten Anhörung im Europarat vorwarf,[33] aber später von unabhängigen Experten zurückgewiesen wurde, da die WHO sich nicht von der Pharmabranche dazu verleiten habe lassen, unnötig die Impfstoffproduktion anzukurbeln.[34] Bestimmte Wissenschaftler hätten mit der Panikmache angefangen, „weil sie Geld brauchen für ihre Institute. Sie wollen wichtig werden.“
- In Wuhan gebe es „Sicherheitslabore“ für Viren, darum habe man das Virus dort entdeckt. Damit bestritt er den dramatischen Ausbruch der Pandemie in Wuhan und behauptete indirekt, COVID-19 trete wie die Grippe überall zugleich auf.

Er forderte, die „Corona-Panik“ zu beenden. 2010 hatte Wodarg im Europarat den WHO-Vorstoß abgelehnt, die Schweinegrippe zur Pandemie zu erklären, und Interessen der Pharmaindustrie als Motiv dafür vermutet. Nachdem die vorangegangene Pandemie schwächer als erwartet verlaufen war, sprach er nun erneut von „Unternehmen, die Seuchen erfinden, um aus Angst Profit zu schlagen“. Laut WHO waren bis dahin weltweit 180.000 Menschen mit SARS-CoV-2 infiziert, 7426 daran gestorben.
Der Virologe Christian Drosten widersprach Wodarg und erläuterte am 18. März 2020 seine Einschätzung zur Zuverlässigkeit des neuen Tests: Er wurde anhand von SARS-Coronaviren entwickelt, die sich genetisch völlig von gewöhnlichen Grippeviren unterschieden, und sei an zwei Universitäten, der britischen Gesundheitsbehörde und der Charité validiert worden. Hunderte klinische Vergleichsproben und Proben einer enormen Menge der nahe verwandten Fledermaus-Coronaviren hätten kein einziges Mal eine falsche positive Reaktion ergeben. Sein Institut verdiene mit dem Test letztlich „keinen Cent“. Wodarg hielt seine Thesen aufrecht und vertrat sie auf KenFM, Rubikon, Geolitica und in einem Interview mit der früheren Tagesschausprecherin Eva Herman.

### Falschnachricht: Todesursache Corona gegen Angehörigenprämie
In den sozialen Netzwerken verbreitete sich im Mai 2020 ein Video, in dem ein in einer baden-württembergischen Reha-Klinik angestellter Physiotherapeut behauptete, ein Patient der Klinik habe ihm erzählt, dass sein Bettnachbar gestorben sei und man den Angehörigen 5000 Euro geboten habe, um COVID-19 als Todesursache eintragen zu können. Andere Behauptungen, wie z. B. dass er in Kurzarbeit sei, da die Klinik Betten für Corona-Patienten freihalte, aber lediglich sieben solcher Betten besetzt seien, zog er selbst später wieder zurück. Die sieben Betten waren in Wirklichkeit von genesenen COVID-Patienten, die sich auf Rehabilitation befanden, belegt und eine Reha-Klinik ist ohnehin nicht auf Akutbehandlungen von COVID-Erkrankten eingerichtet. Hinsichtlich der angeblichen Prämie sagte der Therapeut auf Anfrage nun, sein vermeintlicher Gewährsmann sei Patient in einem Haus des zuständigen Klinikverbunds gewesen, der „Bettnachbar“ sei jedoch in einer wieder anderen ihm unbekannten Klinik gelegen. Ein Aufbauschen der Corona-Zahlen ist schon deshalb sehr unwahrscheinlich, da die Corona-Krise, beispielsweise aufgrund verschobener Operationen, erhebliche Umsatzeinbußen bei Kliniken mit sich bringt. Die Sprecherin der Klinik, an der der Therapeut beschäftigt war, erklärte zudem, es seien ihr keine Formulare bekannt, die Angehörige unterzeichnen müssten.

### Angeblich gleich gebliebene Belegung der Intensivstationen
In der Anfang 2021 von den „Freiheitsboten“ herausgegebenen Broschüre Kliniksterben trotz Pandemie? hieß es, Schließungen diverser Krankenhäuser 2020 würden belegen, dass die „verbliebene Bettenkapazität […] zu jeder Zeit ausreichend“ gewesen sei und es keine Knappheit gegeben habe. Zudem wurden Daten des Intensivregisters angeführt, laut denen die Belegung der Intensivstationen im Pandemiejahr 2020 weitgehend gleich blieb. Erwähnt wurde jedoch nicht, dass planbare sowie nicht notwendige Operationen verschoben wurden, um Kapazitäten für Covid-19-Patienten freizuhalten. Weniger kranke Patienten wurden auf andere Stationen verlegt. Die in dem Flyer verlinkte Seite des Intensivregisters zeigte zudem deutlich, dass die für Covid-Patienten wichtigen Kapazitäten zur invasiven Beatmung dramatisch sanken, etwa von ca. 8000 Freikapazitäten Anfang Oktober 2020 auf ca. 3000 zum Ende des Jahres. Die Isolierung von Infizierten erzeugte weiteren Personal- und Raumbedarf. Der Verweis auf einen Blogbeitrag auf der Website des „Deutschen Ärzteblatts“ sollte laut der Broschüre beweisen, dass in Deutschland als Folge der Klinikschließungen das Personal in Kurzarbeit geschickt oder entlassen wurde. Der als Beleg angeführte Text bezog sich jedoch ausschließlich auf Krankenhäuser in den USA. Außerdem war für den größten Teil der in Deutschland 2020 geschlossenen Kliniken dies schon länger beschlossen, viele von ihnen hatten auch keine Intensivstation.

### Behauptung: Mehrfachtestungen als neue Fälle gezählt
Die Ärztin Katrin Kessler behauptete in einem Video (mit dem Titel „RKI gibt Betrug zu – wann bricht die Pyramide zusammen?“), das Robert-Koch-Institut würde positive Coronatests von mehrfach getesteten Menschen jedes Mal als neue Infektion erfassen. Das rechte Blog Journalistenwatch griff diese Aussage auf. Das RKI teilte dazu mit, dass ein Fall „bei weiteren Tests im Verlauf des Fallmanagements“ nicht erneut an das RKI übermittelt wird; es gibt keine Mehrfach-Zählungen. Von Correctiv. Faktencheck angefragte Gesundheitsämter bestätigten dieses Vorgehen. Man ordne die Tests einem bestehenden Fall bzw. einer Person zu. Aus dem Dortmunder Gesundheitsamt hieß es, mit Hilfe der verwendeten Software sei es möglich, erneute Testungen des gleichen Menschen „im Rahmen einer noch nicht ausgeheilten Infektion“ zu erkennen. Derselbe Mensch könne allerdings bei einer (äußerst seltenen) erneuten Infektion mit SARS-CoV-2 als weiterer Fall erfasst werden.
Kessler zog ihre Behauptung später zurück (in einem Video mit dem Titel „Wichtiger Nachtrag zum RKI-Video“).

## Antiwissenschaftliche Fehlinformationen

### International
Die World Doctors Alliance ist eine aus zwölf Akademikern bestehende Organisation von Impfgegnern, COVID-19-Skeptikern und Verschwörungstheoretikern, die im Mai 2020 von Mohammad Iqbal Adil gegründet wurde. Das Ziel der Organisation ist es, den medizinischen Forschungsstand zur COVID-19-Pandemie in Frage zu stellen. Behauptungen der World Doctors Alliance wurden von führenden medizinischen Gesellschaften abgelehnt und gelten als Quelle für Fehlinformationen in Bezug auf die COVID-19-Pandemie. Zahlreichen Mitgliedern dieses Verbundes wurde die Zulassung als Arzt entzogen. Heinrich Fiechtner, ehemaliges Mitglied der AfD, gehörte ebenfalls dieser Organisation an. Auch das World Council for Health verbreitet pseudowissenschaftliche Falschinformationen zu COVID-19, insbesondere zu Impfungen und zur Rolle von Ivermectin.

### Deutschland
Die Bild-Zeitung veröffentlichte Ende Mai 2020 einen Bericht über eine Vorabveröffentlichung von Christian Drostens Team, die eine ähnlich hohe Viruskonzentration des SARS-CoV-2 bei Kindern und Erwachsenen im Rachenraum nahelegte. Die Bild behauptete, die Studie sei „grob falsch“ und habe zu Unrecht als Entscheidungsgrundlage für die Schließung von Schulen und Kindergärten gedient. Es wurden andere Wissenschaftler zitiert, die sich kritisch mit der Studie auseinandersetzen. Allerdings ist ein kritischer Diskurs von wissenschaftlichen Veröffentlichungen ein normaler Vorgang; er belegt nicht, dass die Studie grob falsch war. Die zitierten Wissenschaftler distanzierten sich später ausdrücklich von der Bild-Berichterstattung. Sie wiesen darauf hin, dass Schulen und Kindergärten in Deutschland bereits Mitte März geschlossen wurden, die Virologen ihre Erkenntnisse aber erst Ende April veröffentlichten. Schon dies belegt, dass Drostens Studie nicht Grundlage für die Schließung von Schulen und Kindergärten war.
In Deutschland bzw. im deutschen Sprachraum bildeten sich Zirkel, in denen Ergebnisse der Wissenschaft bezweifelt wurden oder werden, etwa
- Mediziner und Wissenschaftler für Gesundheit, Freiheit und Demokratie (MWGFD), ein am 6. Mai 2021 gegründeter Verein, Sitz Passau, mit Beteiligten wie Sucharit Bhakdi, Stefan Homburg, Christof Kuhbandner, Werner Müller, Bodo Schiffmann, Harald Walach, Wolfgang Wodarg und anderen
- Ärzte für Aufklärung unter Führung der Ärzte Walter Weber und Marc Fiddike[48]
- Außerparlamentarischer Corona-Untersuchungsausschuss (ACU 2020) um Bodo Schiffmann, Heiko Schöning und Martin Haditsch
- Stiftung Corona Ausschuss, gegründet durch vier Rechtsanwälte, darunter Viviane Fischer, anfangs auch mit Rainer Fuellmich, sowie mit regelmäßiger Beteiligung von Wolfgang Wodarg[49]

### Österreich
In der Initiative für evidenzbasierte Corona-Information forderten Anfang Oktober 2020 Mediziner wie Andreas Sönnichsen und Martin Haditsch auf einer Pressekonferenz eine Rücknahme der Anti-COVID-19-Maßnahmen.
Sönnichsen initiierte im Dezember 2021 einen offenen Brief mit Falschinformationen als Kritik an der Corona-Impfung.

### Vereinigte Staaten
In den Vereinigten Staaten attackierten konservative Akteure die wissenschaftlichen Grundlagen der epidemiologischen Modellierung der Coronavirus-Pandemie und bezeichneten diese als gänzlich unzuverlässig. Einige Akteure zogen Parallelen zur Modellierung der globalen Erwärmung, die sie ebenfalls für unzuverlässig halten. Mehrere Wissenschaftler wie Aaron Bernstein von der Harvard-Universität widersprachen dieser Darstellung und verwiesen darauf, dass die Modelle wie erwartet funktionierten und dazu beitrügen, geeignete Maßnahmen zu ergreifen, um die COVID-Pandemie zu verlangsamen. Zwar sehe es dann so aus, dass die prognostizierte stärkere Verbreitung des Virus nicht eingetreten sei, was jedoch als Erfolg der getroffenen Gegenmaßnahmen gewertet werden müsse und nicht auf eine Unzuverlässigkeit der Modellierung zurückzuführen sei.

## Falschinformationen zu Schutz- und Heilmitteln

### Alkohol und Methanol
Ein im Internet verbreiteter Artikel eines Boulevardblatts behauptete, mehrere an COVID-19 Erkrankte hätten sich durch Einnahme von Whiskey und Honig selbst geheilt. Dieses Gerücht verknüpften viele mit dem offiziellen Rat, Händedesinfektionsmittel auf Alkoholbasis zu benutzen, und folgerten daraus irrtümlich, mit Alkohol könne man Viren auch im Körper abtöten. Im Iran, wo die erste Welle der COVID-Pandemie im Frühjahr 2020 Zehntausende Menschen betraf, ist der Alkoholkonsum verboten. Die Falschmeldung führte dort dazu, dass viele Iraner selbstgebranntes Ethanol oder Methanol tranken. Bis Ende März 2020 starben nach Angaben eines für das Gesundheitsministerium tätigen Mediziners 480 Personen an einer Alkoholvergiftung bzw. an den durch Methanol bewirkten Organschäden. 2850 weitere seien daran erkrankt.
Das Alkoholverbot im Islam, mangelnde Bildung und die Verharmlosung der Pandemie durch die Regierung begünstigten die Verwendung von selbst und unkontrolliert gebranntem Alkohol im Iran. Mitte April 2020 ließ der Gouverneur von Nairobi County in Kenia Cognac in Hilfspakete mit Nahrung laden und begründete dies öffentlich damit, dass Alkohol laut der WHO-Forschung eine größere Rolle beim Abtöten des Virus spiele. Er sprach dann über den Alkoholgehalt von Desinfektionsmitteln. Die Gesundheitsorganisation Amref Health Africa verurteilte die Aktion.

### Homöopathie
Die Homöopathie-Organisation Hahnemann-Gesellschaft behauptete, COVID-19 ließe sich mit Homöopathie medikamentös behandeln, und zweifelte die Wirksamkeit und Notwendigkeit verschiedener Schutzmaßnahmen wie auch Impfungen an, da sich das Infektionsgeschehen selbst limitiere. Urban Wiesing stufte diese Behauptungen als unwissenschaftlich und unbewiesen ein.
In einer Apotheke in Wien konnten Interessenten Nosoden gegen das Coronavirus in Auftrag geben. Eine weitere Apotheke warb für einträgliche Globuli gegen das Virus, eine Apothekerin bot „informierte Schwingungsglobuli“ an. Nachdem der kritische Blog „Stiftung Gurutest“ darauf aufmerksam machte, verschwanden die Werbeanzeigen. Die Österreichische Apothekerkammer drohte bei Werbung und Verkauf homöopathischer Mittel gegen das Coronavirus mit Anzeige beim Disziplinarrat.
In Indien empfahl das für Naturheilkunde und Homöopathie zuständige Ayush-Ministerium 2020 zur Verhütung einer Ansteckung mit dem Virus unter anderem Arsenicum album C30 (hochverdünntes Arsenik). Deutsche Homöopathen verabreichen das Mittel etwa bei Magenverstimmungen oder Angstzuständen.

### Bleich- und Desinfektionsmittel
Als die Pandemie Europa erreichte, empfahlen Posts auf Facebook, Bleichmittel zu trinken, um das Virus im Körper abzutöten. Auf YouTube hatten manche Influencer schon öfter behauptet, Chlordioxid sei ein Heilmittel gegen Krebs. Die Pharmalobby habe diese „Wunderbleichmittel“ („Miracle Mineral Supplement“, MMS) für noch mehr Profite verbannt. Facebook löschte die falschen und lebensgefährlichen Ratschläge von seinen Seiten.
Ab Januar 2020 propagierten in den USA Anhänger der QAnon-Szene MMS als angebliches Heilmittel, darunter Jordan Sather und Jim Humble, ein selbsternannter „Erzbischof“, der behauptet, er habe MMS in Südamerika entdeckt. Er vertrieb das Mittel als „20-20-20“-Spray für 45 US-Dollar pro Flasche über eine Sekte in Mexiko namens Genesis II Church of Health and Healing. Auch der Benutzer „Chief Police 2“ empfahl es seinen fast 18.000 Followern, ebenso neue Twitterkonten. Ein Tweet kombinierte MMS und Kolloidales Silber. Die Geschäftemacher verknüpften ihre Werbung für ein erwiesen schädliches bis tödliches Mittel mit gängigen Verschwörungstheorien zur künstlichen Herstellung des Virus.
Die Sekte Genesis II mit Hauptsitz in Florida ist der größte Hersteller und Händler des für Menschen hochgiftigen Bleichmittels MMS in den USA. Sie behauptete schon vor der Pandemie, es könne 99 % aller Krankheiten wie AIDS, Autismus, Krebs und Malaria heilen. Bis zum 20. April 2020 verbot ein US-Gericht der Sekte den Verkauf von MMS als „unbewiesenes und potentiell schädliches Mittel gegen COVID-19“ und ordnete an, Werbung dafür von Webseiten zu entfernen. In den Folgetagen schrieben etwa 30 Anhänger der Sekte an US-Präsident Donald Trump und riefen ihn auf, ihre Sekte und deren angebliches Heilmittel zu schützen und damit gegen COVID-19 vorzugehen. Der Sektenführer („Erzbischof“) Mark Grenon nannte MMS eine „wunderbare Entgiftung, die 99 % der Krankheitserreger im Körper töten“ und „den Körper von COVID-19 befreien“ könne. Am 19. April 2020 verlas Grenon seinen Werbebrief in seiner wöchentlichen Radioshow und rief Trump direkt auf, mit MMS gegen die Pandemie vorzugehen. Am 23. April 2020 abends behauptete Grenon, er habe MMS an das Weiße Haus gesandt, Trump habe es erhalten und könne nun „die Wahrheit erkennen“. Auch Alan Keyes, ein gegen Barack Obama unterlegener Senatskandidat und wie Trump führender Propagandist der „Birther“-Bewegung, die Obama die Geburt in den USA und damit die Wählbarkeit zum Präsidenten abzusprechen versuchte, bewarb MMS bei Trump und in seinem Onlinesender Let’s Talk America als Wundermittel gegen COVID-19.
Bob Sisson, der rechtsextreme Inhaber des zugehörigen Webkanals, bewarb das Mittel ebenfalls und kündigte an, es sei nur eine Frage der Zeit, bis Trump die MMS-Anhänger einladen und die Wirkung des Mittels entdecken werde. Vermutet wurde, dass diese Kampagne Trumps öffentliche Falschaussagen über Desinfektionsmittel vom 23. April 2020 beeinflusste. Mark Grenon und seine Söhne wurden im Oktober 2023 zu Freiheitsstrafen von fünf bis zwölfeinhalb Jahren wegen Betrugs durch den Vertrieb einer falsch deklarierten Substanz verurteilt. Grenon hatte im Prozess eingeräumt, Genesis II Church of Health and Healing nur gegründet zu haben, um den Vertrieb der Chlorbleiche als Heilmittel zu legalisieren.
Am 23. April 2020 schlug Trump anwesenden Experten bei einer Pressekonferenz im Weißen Haus vor, Desinfektionsmittel in den Körper infizierter Personen zu injizieren oder das Virus mit ultraviolettem oder starkem Licht im Körper zu bestrahlen, um es zu töten, und dies als Behandlungsmethoden zu testen. Dem widersprachen zahlreiche Experten umgehend: Die Injektion von Reinigungs- und Desinfektionsmitteln, gleich welcher Art, in den Körper sei eine verbreitete Suizid-Methode. So etwas anzuraten sei unverantwortlich und gefährlich. Der britische Mikrobiologe Paul Hunter (University of East Anglia) erklärte, Trumps Aussagen seien „bislang einer der gefährlichsten und bescheuertsten Vorschläge zur Behandlung von Covid-19“. Der Rechtsprofessor Robert B. Reich riet, Trumps Pressekonferenzen zu boykottieren, da sie die öffentliche Gesundheit bedrohten. Der britische Hersteller von Lysol (Sagrotan) versandte eine weltweite Warnung, keine Desinfektionsmittel zu injizieren oder einzunehmen. Auch die Environmental Protection Agency der USA und die Katastrophenschutzbehörde des US-Bundesstaats Washington rieten dringend davon ab.
Der Katastrophenschutz von Maryland versandte eine landesweite Warnung vor der Einnahme von Desinfektionsmitteln, nachdem er mehr als 100 Anrufe mit Fragen dazu erhalten hatte.
In Illinois stieg die Zahl der Notrufe bei der Giftzentrale nach Trumps Aussagen deutlich an, etwa weil Menschen mit Bleich- und Desinfektionsmitteln gurgelten, um das Virus zu töten. Die Direktorin des Gesundheitsamts warnte daraufhin eindringlich vor potentiell tödlichen Folgen der Einnahme von Haushaltsreinigern. Trump erklärte seine Aussagen nachträglich zu Sarkasmus gegenüber der Presse und ließ keine Rückfragen bei der folgenden Pressekonferenz zu.
Von Januar bis Ende März 2020 registrierten die Behörden in den USA 17.392 Vergiftungen mit Desinfektionsmitteln (35 % mehr als im Vorjahreszeitraum), 28.158 mit Reinigungsmitteln (12 % mehr).

### Chloroquin und Azithromycin
Seit 21. März 2020 bewarb US-Präsident Donald Trump eine Kombination aus Chloroquin und Azithromycin als Behandlung von COVID-19-Patienten. Er legte zudem tatsachenwidrig nahe, die Food and Drug Administration (FDA) habe diese Mittel zur Therapie genehmigt. Dem widersprach öffentlich sein eigener Gesundheitsberater, der Immunologe Anthony Fauci. In den USA wie auch in Nigeria waren mehrere Personen nach der Einnahme von Chloroquin gestorben, so dass Nigerias Gesundheitsbehörde davor warnte. Starke Nebenwirkungen und Gefährdung von Patienten mit Vorerkrankungen sind erwiesen. Andere Studien, die eine gewisse Erfolgsaussicht der kombinierten Mittel andeuten, beruhen auf einer sehr kleinen Datenbasis und gelten laut Experten wie Christian Drosten methodisch als unzuverlässig.
Aufgrund von Trumps Werbung für Chloroquin nahm ein Ehepaar in Arizona zur Vorbeugung vor einer Corona-Infektion ein Zierfisch-Antiparasitikum zu sich, welches Chloroquinphosphat enthielt. Der Mann starb daran, die Frau überlebte. Sie rief danach öffentlich dazu auf, Trumps Aussagen nicht zu glauben. Der führende Impfstoffentwickler der US-Regierung Rick Bright wurde aus dem Ministerium für Innere Sicherheit der Vereinigten Staaten versetzt und gab an, der Grund sei gewesen, dass er Chloroquin zur Behandlung von COVID-19 nicht empfehlen wollte.
Ende Juli veröffentlichte eine Gruppe namens America’s Frontline Doctors aus dem Umfeld der Tea-Party-Bewegung ein Video zur Behandlung von COVID-19. Darin stellte die texanische Ärztin Stella Immanuel aufgrund anekdotischer Behauptungen die Kombination aus Hydroxychloroquin, Zink und Azithromycin als wirksam und krankheitspräventiv dar. Ebenso erklärte sie die vom CDC empfohlenen Gesichtsmasken für unnötig. Der zum Zeitpunkt aktuelle wissenschaftliche Kenntnisstand, der sowohl zur Behandlung als auch zur Prävention keinen Wirkungsnachweis bietet, wurde im Video verschwiegen. Das Video fand weite Verbreitung und wurde unter anderem von US-Präsident Donald Trump via Twitter verbreitet. Das Video wurde schließlich von Facebook, YouTube und Twitter als Falschinformation von ihren Plattformen entfernt.

### Heißluft
Im Februar 2020 veröffentlichte der umstrittene New Yorker Rabbiner Yosef Mizrachi ein YouTube-Video, in dem er behauptete, die einzige Heilung für COVID-19 sei, sich mit einem Haartrockner heiße Luft durch den Mund in den Hals zu blasen. Der Besuch in einem Krankenhaus verspreche dagegen keinen Erfolg.
Im März 2020 behauptete ein Dan Lee Dimke in einem weit verbreiteten Video, man könne das Virus durch Einatmen heißer Luft durch die Nase abtöten, sei es mit einem gegen das Gesicht gehaltenen Haartrockner oder durch einen Saunagang. Das Video beruhte auf grundlegender Unkenntnis der Wirkungsweise von Viren: Sie sammeln sich weder primär im Nasenraum noch kann ihre Vermehrung durch Heißluft aufgehalten werden, da sie sich auf zellulärer Ebene vermehren. – Dimke behauptete auf seiner Webseite, er sei Futurologe und habe einen Doktorgrad für Erziehung erworben, zeigte aber keinerlei Qualifikation als medizinischer Ratgeber. Obwohl YouTube das Original nach Medienanfragen löschte, blieben Kopien des Videos erhalten. Viele davon trugen das Logo des CDC und erweckten so den Eindruck einer behördlichen Information. Mediziner in den USA stuften das Video daher als gemeingefährlich ein und gingen mit Strafanzeigen und Eingaben bei Internetfirmen dagegen vor.
Bryant Culpepper, Verwaltungschef des Okeechobee County (Florida), behauptete am 20. März 2020, die Infektion könne mit einem auf die Nase gerichteten Haartrockner besiegt werden. Drei Tage darauf entschuldigte er sich öffentlich und erklärte, er habe die Falschangabe von einem Doktor im Sender One America News Network gehört. Er habe nur nicht krankenversicherte Familien seines Bezirks beruhigen wollen. Er werde keine Therapievorschläge mehr machen, außer sie seien geprüft und bewiesen.

### Ivermectin
Nach ersten Meldungen einer Wirkung gegen COVID-19 aus Australien wurde das gegen Parasiten und Würmer eingesetzte Mittel Ivermectin im Internet angepriesen. In den Vereinigten Staaten wurde Ivermectin, das für tiermedizinische Verwendung an großen Säugetieren wie Kühen und Pferden verkauft wird, aufgekauft, trotz nicht bei Menschen erforschter Beimischungen und zu großer Dosen.
Es wurde behauptet, dass Ivermectin in Südafrika als Mittel gegen COVID-19 zugelassen wurde, was eine Falschmeldung ist. Die WHO, das US-amerikanische FDA, die EMA und zahlreiche Gesundheitsbehörden warnen vor dem Einsatz von Ivermectin bzw. raten allenfalls zur Nutzung im Rahmen klinischer Prüfungen.
Im September 2021 berichteten Giftnotrufzentralen in den USA von einem dramatischen Anstieg von Anrufen von Menschen, die sich selbst aufgrund von Falschinformationen aus dem Internet oder von Talkshow-Moderatoren mit hohen Dosen von Ivermectin, oftmals als Tierarzneimittel für die Behandlung von Parasiten bei Kühen oder Pferden erworben, behandelt hatten.

### Knoblauch und Zwiebeln
Besonders in der Volksrepublik China, wo die Pandemie begann, hielt sich das Gerücht, Knoblauch helfe gegen das Virus. Dort sollen auch traditionelle Ärzte dazu geraten haben, heißes Knoblauchwasser zu trinken. Nach Berichten aus China aßen manche Chinesen kiloweise Knoblauch und zogen sich dadurch Rachenbeschwerden zu. Die WHO betonte deshalb, dass Lebensmittel generell keine wirksamen Gegenmittel gegen SARS-CoV-2 sind.
Im Februar 2020 kursierte im Netz ein Kettenbrief, der Zwiebeln als Mittel anpries, das das neuartige Coronavirus abtöte. Die Fitnesstrainerin Carmen Geiss verwies auf den Brief und empfahl, angeschnittene Zwiebeln im Wohnraum auszulegen. Dies würde Viren und Bakterien aus dem Körper und der Luft „saugen“. Die These, Zwiebeln hätten eine Art Schwammfähigkeit gegen Keime, war schon lange widerlegt worden. Der Verein Mimikama veröffentlichte am 28. Februar 2020 einen Faktencheck dazu.

### Zistrosenextrakt
In einem Artikel des österreichischen Blogs Wochenblick wurde 2021 die Behauptung aufgestellt, die Einnahme des Extrakts der Zistrose in Lutschtablettenform sei eine sinnvolle Alternative zu COVID-19-Impfungen. Erwähnt und gelobt wurde in dem Bericht ausschließlich ein bestimmtes Produkt, was dem Artikel einen werblichen Charakter verlieh. Die als Quelle angegebenen Personen und Institutionen stellten auf Rückfrage jedoch klar, dass keine Studien bezüglich der Wirksamkeit des besagten Präparats gegen SARS-CoV-2 beim Menschen durchgeführt worden seien. In den Versuchsreihen ging es teilweise um Influenzaviren in Zellkulturen und bei Mäusen bzw. um Patienten mit durch andere Viren verursachten Erkrankungen der oberen (nicht der tiefen) Atemwege. Für eine Übertragbarkeit der Ergebnisse auf das neuartige Coronavirus fehle jeder Beleg. Ebenso könne eine bei einer Laboruntersuchung festgestellte hohe In-vitro-Aktivität des Extrakts in Zellkulturen gegen SARS-CoV-2 nicht auf In-vivo-Untersuchungen übertragen werden; von einer, wie auf Wochenblick behauptet, „100prozentigen Wirksamkeit“ könne nicht gesprochen werden, ebenso wenig von einer Alternative zur Impfung.

### Traditionelle Medizin
Weil Kühe im Hinduismus Indiens als heilig gelten, folgern manche traditionellen Hindus, dass Kuhdung und Kuhurin therapeutisch wertvoll seien, etwa zur Behandlung von Krebskrankheiten. Seit Frühjahr 2020 behauptete die Politikerin Suman Haripriya der nationalistischen Bharatiya Janata Party, Kuhdung oder Kuhurin könne gegen COVID-19 nützen. Der Hinduführer Chakrapani Maharaj kündigte eine Feier mit Kuhdung-Kuchen und Räucherstäbchen an, die das Virus sofort abtöten würden.
Anfang Februar 2020 wies Chinas Regierung die eigenen Ärzte an, einen Cocktail aus westlichen antiviralen Medikamenten, ergänzt um die traditionelle chinesische Medizin (TCM), als Mittel gegen COVID-19 zu erwägen. Die Empfehlungen entsprachen der Linie des Staatspräsidenten Xi Jinping, der TCM als Bestandteil der nationalen Identität Chinas fördert. Nach der SARS-Pandemie 2002/2003 hatte die WHO die Wirkung einiger TCM-Pflanzenextrakte geprüft und festgestellt, dass sie sicher seien und manche bei gezielter Anwendung eventuell Symptome wie Erschöpfung und kurzen Atem mildern. Für ihre Wirksamkeit gegen COVID-19 gibt es jedoch keine Belege. Die Wissenschaftsjournalistin Laurie Garrett und das Magazin Nature warnten, TCM ohne wissenschaftliche Standards und Dosierungsregeln könnten Patienten gefährden, und verwiesen auf Fälle von Nierenversagen.
Zwei von der Regierung unterstützte Forschungsinstitute behaupteten, der traditionelle Kräuterextrakt Shuanghuanglian sei wirksam gegen COVID-19, worüber in chinesischen Medien berichtet wurde. Daraufhin gab es in vielen chinesischen Städten aufgrund der verunsicherten Bürger einen Ansturm mit langen Warteschlangen auf dieses Mittel. Chen Xi, Assistenzprofessor an der Yale University, bat chinesische Medien eindringlich, sorgfältiger über solche Themen zu berichten, damit sich Vorfälle wie diese nicht wiederholen. Dies könnte die Anstrengungen, Menschenansammlungen zu vermeiden, untergraben.

## Ungenaue oder unbelegte Informationen über Nahrungsergänzungsmittel
Eine unsichere Datenlage über verschiedene Nahrungsergänzungsmittel führte früh zur Verbreitung von ungenauen und unbelegten Informationen bezüglich der Wirksamkeit zur Vorbeugung oder bei der Behandlung von COVID-19. Solche Meldungen verbreiteten sich rasch über soziale Medien und teilweise über Nachrichtenportale. Da viele dieser Nahrungsergänzungsmittel frei verkäuflich sind, besteht durch Selbst-Medikation hierbei die Gefahr einer nicht für die Patienten geeigneten Dosierung.

### Vitamin D
Ob Vitamin D zur Bekämpfung einer COVID-19-Erkrankung geeignet ist, wird noch erforscht (Stand: Oktober 2020). Ein Kommentar in The Lancet und ein Beitrag in der Deutschen Apothekerzeitung fassten im August bzw. Oktober 2020 die Studienlage zu Vitamin D zusammen. Zwar gibt es Studien, die eine statistische Korrelation zwischen dem Vitamin-D-Spiegel und der Schwere des Krankheitsverlaufes nahelegen. Nach den neuen Referenzwerten haben aber bis zu 50 % der Bevölkerung einen Vitamin-D-Mangel. Ob ein niedriger Vitamin-D-Spiegel deshalb Ursache, Folge oder nur zufällige Begleiterscheinung schwerer Krankheitsverläufe ist, ist durch die Studienlage bisher nicht geklärt. Für die Behauptung, ein Vitamin-D-Mangel führe zu schweren Krankheitsverläufen oder die Einnahme von Vitamin D verhindere oder mildere die Erkrankung, sind keine Belege vorhanden. Ein möglicher Zusammenhang könne aufgrund unzureichender Daten noch nicht grundsätzlich ausgeschlossen werden.
Eine Empfehlung zur Einnahme von Vitamin-D-Präparaten sei höchstens bis zur empfohlenen Tagesdosis vertretbar. Beachtet werden sollte, dass insbesondere Menschen mit eingeschränkter Nierenfunktion von einer zu hohen Dosis Gesundheitsschäden davon tragen könnten. Eine Hypervitaminose kann zu einer Hyperkalzämie führen, als deren Folge eine Nierenschädigung infolge übermäßiger Ausscheidung von Calcium sowie eine Osteoporose infolge übermäßiger Freisetzung von Calcium aus der Knochenmasse auftreten können. Dementgegen verbreiteten verschiedene Autoren sowie Influencer in sozialen Medien Botschaften, die eine stark überdosierte Einnahme von Vitamin D für COVID-19-Erkrankte oder präventiv für die Bevölkerung anrieten. Solche Empfehlungen werden von fachwissenschaftlicher Seite als nicht evidenzbasiert und damit als spekulativ und möglicherweise gefährlich angesehen.
Die BBC berichtete von der Empfehlung des National Health Service zur Einnahme von Vitamin-D-Präparaten, falls Personen aufgrund von Ausgangsbeschränkungen nicht genug Sonnenlicht erhalten. Das physiologisch wichtige Vitamin D3 wird mit Hilfe der UV-Strahlung der Sonne in der Haut gebildet.
Eine Analyse verschiedener YouTube-Videos von 2020 hat ergeben, dass diese überwiegend Falschaussagen über gesundheitsbezogene Aspekte von Vitamin D (z. B. „Steigerung“ des Immunsystems) und auch unabhängig bei COVID-19 hatten – so wurde öfters suggeriert, dass eine Supplementation präventiv gegen COVID-19 schütze oder therapeutisch wirke. Ein großes Problem war hierbei, dass diese irreführenden Informationen größtenteils von Accounts stammen, die einen medizinischen Hintergrund angaben.

### Andere Nahrungsergänzungsmittel
Auch zu Vitamin C und Zink gab es entsprechende unbelegte Meldungen zur Wirksamkeit gegen COVID-19. Es gibt keinen Beweis, dass Vitamin C zur Vorbeugung oder Behandlung von COVID-19 wirksam ist.

## Falschinformationen über Corona-Gegenmaßnahmen

### Masken
Es wurde behauptet, bei der Verwendung von Mund-Nasen-Schutzmasken (MNS) aufgrund einer Alltags-Maskenpflicht würde zu viel Kohlenstoffdioxid (CO2) rückgeatmet und im Verhältnis zu wenig Sauerstoff eingeatmet, bei Kleinkindern würden selbstgenähte Masken zu Atemlähmungen führen. Teils wurde auf eine Studie im Rahmen einer Dissertation aus dem Jahr 2004 Bezug genommen. Diese bewies die Anreicherung von CO2-Gehalt im Blut der Träger von medizinischen Operationsmasken, ohne dass es zu einer Steigerung der Atemfrequenz oder Abfall der Sauerstoffsättigung gekommen war (Messung bei Personen im Ruhezustand auf einem Sessel sitzend). Postuliert wurde in der Studie eine mögliche Steigerung der Atemfrequenz „bei körperlicher Arbeit und psychischer Anspannung“.
Aus anderen dort zitierten Studien wäre bekannt, dass vermehrte Rückatmung von Kohlenstoffdioxid zu „eingeschränkten kognitiven Fähigkeiten“ und „Zunahme der Reaktionszeiten“ und „Abnahme der Geschwindigkeit und der Genauigkeit beim Lösen von psychomotorischen Aufgaben“ käme.
Dies wurde insofern widerlegt
- mit der Behauptung, die 15 Jahre alte Studie[93] wäre überholt,
- Testobjekte der Studie waren zwei handelsübliche MNS Typ-II-Masken, die zwar der Norm EN 14683 entsprachen. FFP-Masken oder selbstgenähter Mundschutz wurden nicht getestet. Erstere werden insbesondere bei beruflicher Tätigkeit als Schutz Dritter vor Partikeln, Tröpfchen und Aerosolen eingesetzt,[98] letztere dienen vor allem dem Schutz anderer, indem sie den Tröpfchenauswurf des Trägers verringern. Medizinischer MNS und FFP-Masken[99] unterliegen europäischen Normen.

Allerdings haben Babys nur ein geringes Atemvolumen, der Luftraum zwischen Maske und Atemöffnungen (der sogenannte Atemluft-Totraum) führt – ebenso wie Bauchlage beim (Ein)Schlafen – zu erhöhter Rückatmung von ausgeatmetem CO2. Der Berufsverband der Kinder- und Jugendärzte rät, Kinder unter zwei Jahren sollten keinen Mundschutz tragen, auch, weil sie sich häufig ins Gesicht fassen. Bei älteren Kindern sollten Eltern für den richtigen Sitz der Maske sorgen. Erwachsene atmen bei dicht sitzender Maske ohne Totraumvolumen (wegen des geringeren Totraumvolumens im Verhältnis zum gesamten Atemvolumen) nicht soviel CO2 ein, dass es zu Störungen käme. Ausatmen kann bei Menschen mit Infektionen zu einer Minderung der Viruslast im Körper führen. Eine Rückatmung von in der Maske festgehaltenen Viren kann allerdings diese Minderung herabsetzen, also wiederum zu einer Erhöhung der Virusbelastung führen.
Es wurde behauptet, dass feuchte Masken gefährliche Keime nährten und diese sich in der Lunge vermehrten. Bei falscher Anwendung der Masken können sich in der durch Feuchte der Atemluft angefeuchteten Maskenstoffen tatsächlich ein- und ausgeatmete Keime wie in einem Nährboden vermehren. Durchfeuchtete Masken sollen deshalb und wegen der dann nicht mehr ausreichend vorhandenen Schutzwirkung gewechselt werden.
Das Bundesinstitut für Arzneimittel und Medizinprodukte empfahl, Masken grundsätzlich zeitlich begrenzt zu tragen, Einweg-Masken regelmäßig zu wechseln und selbstgenähte Alltagsmasken bei mindestens 60 Grad zu waschen. Eine Vermehrung der Keime in der Lunge fände nicht statt, sondern allenfalls im Mund-Rachen-Raum.
In Schreiben, die in Kleinheppach verteilt wurden, wurde berichtet, dass ein sechsjähriges Kind in der Nähe von Schweinfurt bewusstlos zusammengebrochen sei. Ursache sei eine CO2-Vergiftung aufgrund des Tragens einer Atemschutzmaske. In ganz Unterfranken, insbesondere im Raum Schweinfurt, ist so ein Fall jedoch nie aufgetreten, wie die dortige Polizei mitteilte. Dennoch verbreitete sich diese Nachricht wie auch Meldungen über weitere angeblich an CO2-Vergiftung gestorbene Kinder in den Social-Media-Kanälen.
Im Herbst 2020 kursierte auf Facebook das Gerücht, dass Kinder durch das Tragen von Masken Impetigo, auch bekannt als „Borkenflechte“, bekämen. Als Quelle wurde die „pädiatrische Notaufnahme des Ärztekrankenhauses“ einer nicht genannten Stadt angegeben. Auch die als Beleg auf Facebook gezeigten Bilder von Kindern mit entsprechendem Hautausschlag waren zu diesem Zeitpunkt bereits mehrere Jahre alt. Nachfragen bei Gesundheitsämtern und Dermatologen ergaben keine Hinweise auf einen Anstieg von Impetigo seit Beginn der Pandemie.
Auch die auf Facebook veröffentlichte Aussage, eine Ärztin habe bestätigt, dass in Wien zehn Kinder mit einer Lungenpilzinfektion, verursacht durch das Tragen eines Mund-Nasen-Schutzes, in Kliniken eingeliefert worden seien, erwies sich nach Anfragen in Wiener Kliniken und beim Wiener Gesundheitsverbund als Falschbehauptung. Zudem erklärten Pneumologen, dass nach aktueller Kenntnis die Möglichkeit derartiger Infektionen aufgrund des Tragens von Masken weitestgehend ausgeschlossen werden könne.
Eine Studie, die Ende Juni 2021 in der pädiatrischen Fachzeitschrift „JAMA Pediatrics“ veröffentlicht wurde, nahm für sich in Anspruch, nachgewiesen zu haben, dass Kinder nach wenigen Minuten des Maskentragens durch den Kohlendioxidgehalt der Einatemluft „höchsten gesundheitlichen Gefahren“ ausgesetzt seien, was, so die Autoren, „eindeutig den Tatbestand der Körperverletzung“ erfülle. Bei der Veröffentlichung handelte es sich jedoch um einen Research Letter, der nicht der wissenschaftlichen oder methodologischen Überprüfung nach den Peer-Review-Regeln für eine vollständige Forschungsstudie unterliegt. Finanziert wurde dieser Forschungsversuch von dem Verein „Mediziner und Wissenschaftler für Gesundheit, Freiheit und Demokratie“ (MWGFD), der bereits mehrere Fehlinformationen zur Corona-Pandemie verbreitet hatte. Der Psychologe Harald Walach als Hauptautor sowie drei der sieben Mitautoren sind selbst Vereinsmitglieder; zudem befanden sich unter den Verantwortlichen keine ausgewiesenen Fachleute für Atemluftmessungen.
Fünf von ihnen waren zuvor durch laut Tagesschau.de „fragwürdige Aussagen“ aufgefallen. Das für die besagte Studie genutzte Gerät wurde laut Vertriebsfirma für medizinische Inkubatoren entwickelt und ist für Atemluftuntersuchungen weder geprüft noch zugelassen. Das wurde von dem Verein MWGFD mit der Aussage zurückgewiesen, ein CO2-Messgerät unterscheide nicht „bzgl. der Herkunft des Gases CO2 […] Gas ist Gas“. Allerdings ermittelt das System lediglich einen über einen längeren Zeitraum gemittelten Wert und braucht bis zu 20 Sekunden, um einen Messwert mit 90-prozentiger Genauigkeit festzustellen, außerdem zeigt es einen Wechsel zu hoher Konzentration viel schneller an als umgekehrt. Fragen an die Autoren, wie man damit trotzdem bis zu 15 Einzelmessungen einzelner Atemphasen in drei Minuten durchführen konnte, blieben unbeantwortet. Mitte Juli 2021 zog die Redaktion von „JAMA Pediatrics“ diese Maskenstudie wegen zahlreicher Bedenken in Bezug auf die Studienmethodik zurück.

### Schnelltest
In den sozialen Medien wurde verbreitet, dass sich in den Abstrichstäbchen für die Schnelltests (aber auch auf und in den FFP2-Masken) Parasiten (Morgellons), Metallfäden oder Roboter befänden. Zahlreiche Amateurvideos zeigen sich bewegende, dunkle Fäden im Wattematerial der Teststäbchen. Die Schmarotzer würden nach dem Abstrich über die Nasen- oder Mundschleimhaut unter die menschliche Haut gelangen und wären dort als Bewegungen und Juckreiz wahrnehmbar (siehe auch Dermatozoenwahn). Tatsächlich sind die vermeintlichen Lebewesen Textilfasern, Pflanzenteile, abgestorbene Hautschuppen oder Staub, die sich unter dem Einfluss von Trockenheit bzw. Feuchtigkeit, Luftbewegungen oder Elektrostatik (z. B. Reibungskräfte während des Herstellungsprozesses) bewegen.

### Genetische Impfstoffe

#### Falschbehauptung der Integration in das menschliche Erbgut
Bei einigen der für SARS-CoV-2 verfügbaren Impfstoffe handelt es sich um genetische Impfstoffe (RNA-Impfstoffe, viraler Vektor), für die teilweise zuvor noch nie eine Zulassung erfolgte. Vor allem in den sozialen Medien verbreiteten sich Falschinformationen, wonach vor allem RNA-Impfstoffe zu Veränderungen im genetischen Code der Geimpften führen würden, vergleichbar mit gentechnischen Veränderungen an Pflanzen.
Dies wird von Experten bei RNA-Impfstoffen aber ausgeschlossen, da der genetische Code als DNA im Zellkern vorliegt, wogegen die im Impfstoff verwendete mRNA eine andere chemische Struktur aufweist und erst in DNA umgewandelt werden müsste. Es gebe keine Enzyme im menschlichen Körper, die die mRNA wieder in eine DNA umschreiben könnten.
Bei den viralen Vektor-Impfstoffen (z. B. Vaxzevria, zuvor AZD1222) wird die DNA für das Spike-Protein durch Trägerviren (z. B. Adenoviren) in die menschlichen Zellen gebracht. Die Integration von Virus-DNA in das menschliche Genom sei – wie es auch bei natürlichen Virusinfektionen stattfindet – grundsätzlich zwar denkbar, jedoch fehle insbesondere den typischerweise verwendeten Adenoviren die dafür notwendigen Enzyme – sie sind nicht-integrierend und die virale DNA liegt getrennt von der menschlichen DNA „episomal“ vor. Adenoviren als Trägerviren seien darüber hinaus seit Jahrzehnten gut erforscht. Schließlich wird die befallene Zelle im Zuge der Immunantwort ohnehin zerstört. Stefan Kochanek, Direktor der Abteilung Gentherapie am Uniklinikum Ulm, äußerte dazu: „Ich sehe deshalb in den Corona-Impfstoffen auf Basis von Adenoviren keine langfristige Gefahr.“

#### Nebenwirkungen
Die im März 2020 gegründete Organisation Ärzte für Aufklärung warnte zusammen mit Stefan Hockertz vor „80.000 Toten und 4 Millionen Impfgeschädigten durch eine Corona-Zwangsimpfung in Deutschland“. Das Paul-Ehrlich-Institut erklärte dazu, dass weder in den klinischen Prüfungen an mehreren zehntausend Personen noch bei den Impfungen in Großbritannien folgenschwere Reaktionen oder gar Todesfälle beobachtet worden seien. Auch das Deutsche Ärzteblatt warnte vor den Ärzten für Aufklärung. Aus Kreisen des Netzwerks Impfentscheid Deutschland (der deutsche Ableger eines gleichnamigen Schweizer Netzwerks eines Impfgegners) wurde behauptet, es werde „unkontrolliert“, ohne differenzierte Diagnostik auf Vorerkrankungen geimpft und es habe keine präklinischen Studien auf Toxizität gegeben. Das Paul-Ehrlich-Institut (PEI) widersprach auch diesen Behauptungen: Ärzte informierten Impfwillige selbstverständlich über Risiken und Nebenwirkungen und würden sie daraufhin befragen und untersuchen. Zudem seien bei den klinischen Prüfungen auch Angehörige von Risikogruppen geimpft worden. Das vermeintliche Fehlen präklinischer Toxizitätsstudien ist laut PEI eine Falschbehauptung, denn eine klinische Prüfung werde nur mit diesen Daten genehmigt.
Im November 2020 behaupteten Wolfgang Wodarg und Sucharit Bhakdi in Videos, mRNA-Impfungen gegen SARS-CoV-2 würden bei Frauen eine Unfruchtbarkeit hervorrufen. Es wurde fälschlich behauptet, die Antikörper könnten die Spike-Proteine der SARS-CoV-2-Viren mit dem körpereigenen Protein Syncytin-1 verwechseln („Kreuzreaktion“). Syncytin ist als Schlüsselsubstanz für die Entwicklung der Plazenta nötig. Wenn es durch das eigene Immunsystem zerstört würde, wäre eine Schwangerschaft nicht möglich. Es gibt keinerlei Hinweise darauf, dass Frauen nach einer durchgemachten Corona-Infektion unfruchtbar wären.
Die Ähnlichkeit Syncytins mit dem Spike-Protein ist zu gering, um eine entsprechende Immunantwort zu provozieren. Der Präsident der Deutschen Gesellschaft für Gynäkologie und Geburtshilfe Anton Scharl unterstrich, dass es für diese These weder Belege noch eine „theoretische Grundlage“ gibt. Es gebe auch „keinen biologischen Mechanismus“, der die mRNA des Impfstoffs in die DNA einbauen könne; somit sei eine Veränderung des Erbguts ausgeschlossen. Der Virologe und Immunbiologe Lars Dölken gab zu bedenken, dass selbst eine Ähnlichkeit zwischen Syncytin-1 und dem Spike-Protein des Virus nicht bedinge, dass die Immunabwehr auch das plazentabildende Syncytin angreife.
Im Fall einer derartigen erweiterten Reaktion hätte dann bereits eine Covid-Erkrankung selbst auf Schwangere schädliche Auswirkungen, da der Körper bei einer Infektion dieselben Abwehrmechanismen bilde wie nach einer Impfung. In Studien sei keine erhöhte Zahl an Fehlgeburten oder Komplikationen festgestellt worden. Im Mai 2021 wurde etwa bei 33 Millionen US-Amerikanern eine SARS-CoV-2-Infektion nachgewiesen (Dunkelziffer bei etwa 100 Millionen), trotzdem fiel die Geburtenrate nicht signifikant ab. Gegen die Behauptung Wodargs und Bhakdis spricht auch, dass im Zuge der placebokontrollierten Studien von mRNA-Impfstoffen etwa 18 Teilnehmerinnen in der Impfstoffgruppe schwanger wurden. Zusammenfassend gibt es keine Hinweise darauf, dass die Corona-Impfung die Fruchtbarkeit von Frauen verringern könnte.
Der russische Auslands-Fernsehsender RT DE behauptete im Januar 2021, „Impfungen für die Alten“ würden „ausgesetzt“. Der ehemalige DDR-Spion Rainer Rupp sprach in einem Beitrag für RT DE von einem „Impfmassaker“. Dieser Beitrag wurde in sozialen Medien von Konten der „Querdenker“-Bewegung und von rechtsextremen Organisationen geteilt. Hintergrund war eine Untersuchung in Norwegen von 13 Todesfällen kurz nach einer COVID-Impfung. Laut norwegischen Experten handelte es sich um schwerstkranke und sehr alte Menschen. Das norwegische Institut für Gesundheit wies darauf hin, dass bereits kleine Nebenwirkungen wie allergische Reaktionen für Schwerstkranke gravierende Konsequenzen haben können. Anhand einer Gebrechlichkeitsskala von 1 bis 9 bezog sich das Institut auf die höchsten Klassen acht und neun, also schwerstkranke Menschen mit einer Aussicht auf nur noch kurze Lebenszeit. Bei diesen Menschen sei eine Abwägung angebracht. Von einer generellen Aussetzung der Impfungen war hingegen nicht die Rede.
In Deutschland wurden nach den ersten, innerhalb von 18 Tagen vorgenommenen 613.000 Impfungen zehn Todesfälle innerhalb von vier Tagen nach der Impfung gemeldet. Alle diese Personen waren zwischen 79 und 93 Jahre alt. Experten des Paul-Ehrlich-Instituts halten einen Zusammenhang mit der Immunisierung für eher unwahrscheinlich, da alle Verstorbenen „sehr schwer kranke Patienten mit vielen Grunderkrankungen“ waren. Nach der wissenschaftlichen Auswertung dieser ersten 613.000 Impfungen wurden 325 Verdachtsfälle mit 913 Nebenwirkungen gemeldet (= 0,53 Verdachtsfällen pro 1000 Impfdosen) und 51 Verdachtsfälle mit schwerwiegenden Nebenwirkungen (= 0,08 Verdachtsfällen pro 1000 Impfdosen).
Nachdem beim Impfstoff AZD1222 in Deutschland vereinzelt Fälle von Hirnvenenthrombosen auftraten (11 auf 1,2 Mio. Geimpfte) und es zu vorläufigen Impfstopps kam, um den Sachverhalt näher zu untersuchen, wurden Vergleiche mit der Antibabypille gezogen, die bei „8-11 Frauen bei 10.000 Anwenderinnen“ ebenfalls gleichwertige „Thrombosefälle“ auslösen würde, aber dennoch wie ein „Hustenbonbon“ verschrieben werde. Dieser Vergleich wurde als irreführend eingestuft, da es sich bei der Thrombose als Nebenwirkung von hormonellen Verhütungsmitteln um die tiefe Venenthrombose handelt, die in ihrer Schwere aber nicht mit der gefährlicheren Hirnvenenthrombose vergleichbar ist.
Im März 2021 kursierte in Deutschland eine WhatsApp-Nachricht, die eine Übersetzung eines Interviews mit der Osteopathin Sherri Tenpenny ist. Tenpenny behauptete, die Impfung mit Biontech/Pfizer könne zu Schäden und zum Tod führen. In den USA ist sie als Anti-Impf-Aktivistin bekannt, die unter anderem die wissenschaftlich widerlegte These vertritt, Impfungen könnten Autismus auslösen. Die mRNA des Impfstoffs würde, so Tenpenny, in die menschliche DNA eingebaut. Die Reaktion auf das Spike-Protein des Virus erzeuge einen nicht-neutralisierenden Antikörper und eine antikörperabhängige Verstärkung und die ständige Selbstreplikation des Spike-Proteins. Der Vorstandsvorsitzende der Deutschen Gesellschaft für Infektiologie Bernd Salzberger bezeichnete das als „Unsinn“, da bei SARS-CoV-2 durch Antikörper eine Infektion nicht schwerer verlaufe, und auch das RKI stellte klar, dass nach dem Abbau der mRNA keine weitere Produktion des Antigens stattfindet. Auch für Tenpennys Behauptung, Spike-Protein und Antikörper könnten Lungengewebe zerstören, was zu Eiter und Blutungen führe, bzw. die gebildeten Antikörper gegen das Spike-Protein könnten die eigenen Makrophagen angreifen und zerstören, gibt es laut Salzberger keinerlei Indizien. Antikörper attackieren keine Makrophagen.
Salzberger äußerte: „Da kennt jemand die Grundlagen der Immunologie nicht.“ Für ihre Behauptung, die Impfung werde bei vielen Menschen innerhalb eines Jahres zu Autoimmunerkrankungen führen, bezog sich Tenpenny auf eine Studie, in der es jedoch um einen Zusammenhang zwischen SARS-CoV-2-Infektionen und der Entstehung von Autoimmunerkrankungen ging. Zudem gab es zum Zeitpunkt dieser Studie noch keine COVID-19-Impfstoffe, wie einer der Ko-Autoren, Aristo Vojdani, richtigstellte. Eine Verbindung zwischen Impfungen generell und Autoimmunerkrankungen wird durch bisherige Studien ebenfalls nicht belegt.
Der Psychologe Harald Walach versuchte Anfang Juli 2021 mit Kollegen in einer Studie den Nachweis zu erbringen, dass die Schäden der Impfungen gegen COVID-19 deren Nutzen überwiegen. Mehrere Wissenschaftler hielten dem Autorenteam daraufhin methodische Fehler und die Missinterpretation von Daten vor. Nachdem diese Kritik von den Verantwortlichen nicht entkräftet werden konnte, zog das veröffentlichende Journal die Studie wegen „mehrerer Fehler, die die Interpretation der Ergebnisse grundlegend beeinflussen“, zurück. Die Autoren gaben zu, „schwache Daten“ verwendet zu haben, blieben jedoch bei ihren Schlussfolgerungen und sprachen von einem angeblichen Druck auf die Redaktion. Auch die Universität Poznań distanzierte sich aufgrund des „Mangels an wissenschaftlicher Sorgfalt und angemessener Methodik“ von der Veröffentlichung und beendete die Zusammenarbeit mit Walach.
Die Aussage des – seit Längerem umstrittenen – Virologen Luc Montagnier, die Impfung gegen COVID-19 sei für die Virusvarianten verantwortlich, wurde von Wissenschaftlern, unter anderem dem Mikrobiologen und Experten für Coronaviren Stanley Perlman, zurückgewiesen. Die Ursache der Varianten seien Mutationen, die im genetischen Material eines Virus ständig natürlicherweise bei dessen Replikationsprozess aufträten und umso häufiger vorkämen, je mehr und ungehemmter ein Virus sich in einer Bevölkerung verbreiten könne. Die Reduzierung der Fallzahlen durch eine ausreichend hohe Impfquote wirke dem Entstehen weiterer Mutationen entgegen. Das von Montagnier der COVID-19-Impfung zugeschriebene Phänomen der infektionsverstärkenden Antikörper sei, so die Experten, während der SARS-CoV-2-Pandemie nicht beobachtet worden.
Im September 2021 veröffentlichte die Webseite Transparenztest einen Artikel über eine Studie der Medizinischen Universität Innsbruck, in der festgestellt wurde, dass die schwer erkrankten Personen viele Antikörper gegen SARS-CoV-2 aufwiesen. Ein hoher Antikörpertiter, so die Forscher, korreliere laut diesen Daten mit einem schweren Krankheitsverlauf. Daraus zog Transparenztest die Schlussfolgerung, dass auch durch Impfungen verursachte „hohe Antiköpertiter mit autoimmunen Reaktionen in Form eines Zytokinsturms zu schweren Verläufen führen können“. Einer der Autoren der Innsbrucker Studie, der Immunologe und Molekularbiologe Wilfried Posch, wies hingegen darauf hin, dass man nur ungeimpfte Patienten untersucht habe und die Ergebnisse nicht auf COVID-19-Geimpfte übertragen werden könnten. Auch liefern verfügbare Daten des Paul-Ehrlich-Instituts keine Anhaltspunkte auf Zytokinstürme (überschießende und gewebsschädigende Reaktionen des Immunsystems) nach COVID-19-Impfungen. Zudem erklärte Posch, dass durch die Impfung nur gegen das virale Spike-Protein gerichtete Antikörper produziert würden, bei ungeimpften SARS-CoV-2-Infizierten hingegen auch solche gegen weitere Proteine des Virus.
Die im Zuge der Impfung gegen das Spike-Protein gebildeten Antikörper, so Posch, würden bewirken, dass es auch im Fall von – teils vorkommenden – Impfdurchbrüchen bei der Delta-Variante nicht mehr zu schweren Krankheitsverläufen komme. Verbreitet wurde die unbelegte Behauptung eines Zytokinsturms auch von der Medizinerin Dolores Cahill, einem prominenten Mitglied des Netzwerks World Doctors Alliance (die von Tagesschau.de als „Superspreader der Desinformation“ bezeichnet wurden) und ehemaligen Vorsitzenden der rechtsgerichteten Irischen Freiheitspartei, die zuvor auch eine Reihe anderer Falschinformationen zur Covid-Pandemie publiziert hatte, von denen sich Cahills Universität ausdrücklich distanziert hatte.
Ende Dezember 2021 veröffentlichte der Mikrobiologe Sucharit Bhakdi auf der Plattform Rumble ein Video mit dem Titel „Der Beweis ist da: Impfung zerstört Immunsystem“ und verglich Impfungen von Kindern mit Hinrichtungen. Er berief sich auf zehn Obduktionsergebnisse zweier Pathologen im Ruhestand. Die Deutsche Gesellschaft für Pathologie hatte sich bereits im September 2021 von deren Ausführungen distanziert und bezeichnete die präsentierten Daten als „nicht wissenschaftlich fundiert“. Der Bundesverband Deutscher Pathologen distanzierte sich ebenfalls. Das Team des Deutschen Obduktionsregisters für SARS-CoV-2-Infektionen bemängelte, die gesamte „Methode der Auswertung“ der Obduktionsergebnisse sei nicht nachvollziehbar, es fehle an Angaben zu Vorerkrankungen und weiteren klinisch relevanten Angaben. Entscheidungskriterien für Zuordnungen seien nicht genannt, und eine „Kausalkette der Todesursache“ sei nicht hergestellt worden. Benjamin Ondruschka, Direktor des Instituts für Rechtsmedizin des Universitätsklinikums Hamburg-Eppendorf, kritisierte ebenfalls, dass nicht klar werde, woher die gezeigten Proben stammten; die Pressekonferenz der beiden Pathologen sei „weit von einem wissenschaftlichen Anspruch“ entfernt.
Experten erklärten zudem, dass die Befunde dieser „Pathologie-Konferenz“ auch nichts Außergewöhnliches oder Untypisches zeigten. Der Immunologe Carsten Watzl bezeichnete die Behauptung Bhakdis, es sei gefährlich, wenn das Spike-Protein durch die Impfstoffe in die Lymphknoten gelange, da sich die Immunzellen dann gegenseitig umbringen würden, als „Unsinn“. Bei einer Infektion gelange das Spike-Protein ebenso in die Lymphknoten, denn nur dort könne eine Immunreaktion stimuliert werden. Zur Aussage Bhakdis, der Impfstoff gelange in die Organe und richte dort Schäden an, sagte Watzl, das habe „nichts mit der Realität zu tun“; die Mengen seien viel zu gering, als dass es biologische Auswirkungen haben könne. So viel Impfstoff könne „man gar nicht spritzen, sodass dieser überall hinkommt“.
Im Januar 2022 wurde bekannt, dass der Bezirksverband Neukölln der Partei dieBasis Schreiben an Ärzte versandt hatte, in denen er Desinformationen über die COVID-19-Impfungen verbreitete. So wurden die Impfstoffe als „unnötig, unwirksam und gefährlich“ bezeichnet und den Ärzten vorgeworfen, dass die Impfkampagne „viele Menschen ihre Gesundheit und nicht wenige ihr Leben gekostet“ habe. Klaus Reinhardt, Präsident der Bundesärztekammer, bezeichnete das Schreiben als „durchsichtigen Versuch, Ärztinnen und Ärzte zu verunsichern“, und wies die Vorwürfe der Partei als falsch zurück.
Anfang Februar 2022 verglich der AfD-Politiker Björn Höcke im Thüringer Landtag die Impfungen mit den Menschenversuchen während des Nationalsozialismus und sprach von „Tausenden Menschen […], die mit mRNA-Impfstoff totgespritzt“ worden seien. Benjamin Hoff, Chef der thüringischen Staatskanzlei, sprach von einer „Entgleisung sondergleichen“ und sagte: „Es gibt Punkte, an denen selbst Sie einen Funken menschlichen Anstands an den Tag legen sollten.“
Im Mai 2022 erklärte Harald Matthes, Inhaber der Stiftungsprofessur für Integrative und Anthroposophische Medizin an der Berliner Charité, dass es bei Corona-Impfstoffen 40 Mal häufiger zu schweren Nebenwirkungen gekommen sei als vom Paul-Ehrlich-Institut (PEI) angegeben. Er bezog sich dabei auf eine noch unveröffentlichte Studie, an der 40.000 Geimpfte teilgenommen hätten. Demnach kämpften acht von 1000 Geimpften mit schweren Komplikationen, etwa 500.000 Geimpfte angesichts 179 Millionen verimpfter Dosen in Deutschland (Mai 2022). Das entspräche 0,8 Prozent der Geimpften, wohingegen das PEI 0,02 Prozent angibt. Matthes forderte deshalb, man müsse „zu Therapieangeboten kommen, auf Kongressen und in der Öffentlichkeit offen darüber diskutieren, ohne dass wir als Impfgegner gelten“. Der Impfstoffforscher der Charité und Direktor der Klinik für Infektiologie Leif Erik Sander kritisierte hingegen an den vorab geteilten Studienergebnissen, dass Matthes auf vergleichbare Daten aus Placebo-kontrollierten Studien verwiesen habe, jedoch, so Sanders, in den zitierten Studien alle sogenannten „unerwünschten Auswirkungen“ erfasst würden, also auch solche, die nicht unbedingt mit der Impfung in Zusammenhang stünden. Der Begriff „schwere Nebenwirkung“ sei klar definiert und könne nicht mit jedem „unerwünschten Ereignis“ gleichgesetzt werden. Bei einer Studie des Impfstoffherstellers Pfizer, auf die Matthes Bezug genommen hatte, seien bei 0,6 Prozent der Geimpften „schwere unerwünschte Ereignisse“ festgestellt worden; allerdings war das bei 0,5 Prozent der Kontrollgruppe, die lediglich einen Placebo erhalten hatte, ebenso der Fall.
Sanders verwies auf zahlreiche Untersuchungen mit detaillierten Gesundheitsdaten von mehreren Millionen Menschen, unter anderem aus Israel und den USA; eine Rate von 0,8 Prozent „schwerer Nebenwirkungen“ sei aus diesen „qualitativ hochwertigen, international unabhängig begutachteten Studien nicht ableitbar“. Ein weiterer Kritikpunkt an Matthes’ Ergebnissen war, dass die Teilnehmer nicht repräsentativ ausgewählt wurden und sich selbst anmelden konnten, wofür eine E-Mail-Adresse ausreicht. Eine Datenüberprüfung findet nicht statt. Thomas K. Bauer vom RWI – Leibniz-Institut für Wirtschaftsforschung erklärte, für die Validität und den Aufbau eines repräsentativen Datensatzes sei eine „freiwillige Internetbefragung“ schwierig. Der Datensatz sei selektiv, da Personen mit möglichen Impfreaktionen wahrscheinlich überproportional häufig an der Studie teilnähmen, und man könne auch nicht nachprüfen, ob „hier Personen mehrfach und korrekt auf die Fragen antworten“. Die Charité distanzierte sich von Matthes’ Arbeit und erklärte, es handele sich dabei „um eine noch nicht einmal abgeschlossene offene Internetumfrage, im engeren Sinne also nicht um eine wissenschaftliche Studie“. Die Datenbasis sei „nicht geeignet, um konkrete Schlussfolgerungen […] zu ziehen und verallgemeinernd zu interpretieren“.
Laut dem Paul-Ehrlich-Institut gibt es auch keine Hinweise auf einen öfter in Netzwerken beschriebenen angeblichen Zusammenhang zwischen der COVID-19-Impfung und einer erhöhten Anfälligkeit für Herpes- bzw. Gürtelrose-Infektionen. Auch das Vorstandsmitglied des Berufsverbands Deutscher Dermatologen Uwe Schwichtenberg konnte ein „wirklich massenhaftes Auftreten“ aus seinem Behandlungsalltag nicht bestätigen, ebenso wenig wie der stellvertretende Vorsitzende des Landeshausärzteverbands Sachsen-Anhalt Holger Fischer, der von ungefähr 3500 in seiner Praxis verabreichten Impfungen von keinem einzigen Herpes- oder Gürtelrose-Fall als Nebenwirkung berichtet bekam.
In einer Studie zur Übersterblichkeit verglichen der Psychologe Christof Kuhbandner und der Mathematiker Matthias Reitzner die Zahl der Totgeburten eines Quartals mit denen der Vorjahresquartale und errechneten einen Anstieg im zweiten Quartal von fast zehn Prozent und im vierten Quartal um fast 20 Prozent. Die Autoren legten nahe, dass die COVID-Schutzimpfungen für den Anstieg mitverantwortlich sein könnten, denn das Anstiegsmuster stimme „zeitlich überein mit den öffentlichen Empfehlungen zur Impfung während der Schwangerschaft“. Das bezeichnete Ekkehard Schleußner, Präsident der Deutschen Gesellschaft für perinatale Medizin, als „Unsinn“, denn die meisten Schwangeren seien damals nicht geimpft gewesen. Bis Anfang Juni 2021 konnten sich Schwangere kaum impfen lassen, da die Impfungen zunächst älteren Menschen, Risikopatienten und priorisierten Gruppen vorbehalten waren. Eine Umfrage des RKI im Juni 2021 habe ergeben, dass sich 90 Prozent der Schwangeren erst einmal nicht hätten impfen lassen wollen, und eine offizielle Impfempfehlung für Schwangere habe das RKI erst im September 2021 gegeben. Am Ende hätten sich, so Schleußner, damals insgesamt höchstens ein Drittel der Schwangeren impfen lassen. Plausibler für die Zunahme der Totgeburten ist die Infektion selbst, denn laut einer Studie von 2022 war die Totgeburtsrate von infizierten Schwangeren mit 12 von 1000 Fällen dreifach höher. Als weitere Gründe für den Anstieg der Totgeburten nennt Schleußner auch verschobene Arztbesuche sowie die schlechtere medizinische Betreuung von Schwangeren während der Coronakrise.
Als besonders empfänglich für gesundheitsbezogene Desinformation erwies sich innerhalb der Europäischen Union Rumänien. Es ist das einzige europäische Land, in dem eine Mehrheit der faktisch falschen Aussage zustimmte, eine Impfung gegen COVID-19 erhöhe das Risiko, vorzeitig zu sterben.

#### Gerücht über Geimpfte als „Superspreader“ und Ausscheider des Spike-Proteins
Der auf Computerwissenschaft und Biotechnologie spezialisierte Wissenschaftler Luigi Warren (dessen Thesen Ende Mai 2021 auf dem österreichischen Medium Wochenblick als Tatsachen dargestellt wurden) stellte die Behauptung auf, Geimpfte würden das Spike-Protein ausscheiden, nicht das Virus. Er relativierte jedoch dahingehend, dass die Mengen zu winzig seien, als dass sie anderen schaden könnten. Für jedwede angenommene Übertragbarkeit müsste der Impfstoff jedoch vermehrungsfähige Viren enthalten, was nicht der Fall ist. Der Virologe Friedemann Weber widersprach zudem der „Shedding“ (Ausscheider)-Theorie dahingehend, dass dieses Phänomen für einzelne Zellen, die das Protein herstellen, gelte, jedoch nicht für das geimpfte Individuum. In einem zweiten Tweet schrieb Warren, dass mit mRNA-Impfstoffen geimpfte Menschen aufgrund des Phänomens ADE (bei manchen Viren wie dem Dengue-Virus verstärken durch die Krankheit gebildete Antikörper bei Zweitinfektion das Krankheitsbild) selbst zu Verbreitern („Superspreader“) der Krankheit würden. Laut dem Paul-Ehrlich-Institut gibt es jedoch keinerlei Hinweise auf ein Auftreten von ADE nach COVID-19-Impfungen.
Auch bei Warrens Vermutung, aufgrund eines Mangels an weißen Blutkörperchen (Lymphozytopenie) könnten Geimpfte zu Virusverbreitern werden, handelt es sich um eine unbelegte Hypothese. Weber sagte dazu, er kenne keine Studie, die belege, dass eine COVID-19-Impfung Lymphozytopenie verursachen könne, er kenne „nur gegenteilige Daten, die zeigen, dass die Impfung die Bildung von Lymphozyten stimuliert“. Auch Warrens Beobachtung, dass die Corona-Fallzahlen in manchen Ländern (er berief sich auf Diskussionen auf Twitter, in denen von Indien und Schweden die Rede war) nach Beginn der Impfungen gestiegen seien, sind kein Beleg für einen Zusammenhang. Speziell in Indien war zu diesem Zeitpunkt (Anfang Juni 2021) der Anteil der geimpften Bevölkerung noch sehr gering. Zudem gibt es mehrere Beispiele von Ländern mit einer hohen Quote vollständig geimpfter Menschen (z. B. Anfang Juni 2021 in Israel fast 60 Prozent), in denen die Fallzahlen kontinuierlich zurückgingen.

#### Inhaltsstoffe
Auf einer der größten englischsprachigen Impfgegner-Seiten auf Facebook wurde das Gerücht verbreitet, der Vektor-Impfstoff AZD1222 enthalte Lungengewebe von abgetriebenen Föten. Dem widerspricht ein Bericht in der BBC, der sich auf David Matthews von der Bristol University beruft: Die Trägerviren werden zwar in geklonten Nachkommen embryonaler Stammzellen gezüchtet, dabei handelt es sich jedoch weder um Gewebe abgetriebener Föten, noch sind diese Zellen im späteren Impfstoff noch vorhanden. Matthews spricht von einer sorgfältigen Abtrennung der Zellen zu „außergewöhnlich hohen Standards“. Die Technik ist seit den 1960ern bekannt.
Nachdem Gerüchte aufgekommen waren, dass COVID-19-Impfstoffe nicht halal oder koscher seien, da sie Erzeugnisse aus Schweinefleisch enthielten, verlinkte das Faktencheck-Portal NewsGuard auf einen Artikel der Zeitung The Brussels Times vom Februar 2021, der besagte, dass – anders als in manchen anderen Impfstoffen zur Vermeidung thermischer Gefahren beim Transport – in den COVID-19-Impfstoffen von Biontech/Pfizer, Moderna und AstraZeneca keine Schweinegelatine oder Schweinefleischerzeugnisse enthalten seien. Dasselbe gelte für die zu diesem Zeitpunkt noch nicht zugelassenen Impfstoffe von Johnson & Johnson sowie Curevac. Newsguard wies zudem darauf hin, dass islamische und jüdische Behörden und Institutionen, darunter die British Islamic Medical Association, die Assembly of Muslim Jurists of America, der Rabbinical Council of America und das Board of Deputies of British Jews, dazu ermutigten, sich gegen COVID-19 impfen zu lassen.

#### Behauptung der vorgetäuschten öffentlichen Impfungen
Anfang Januar 2021 wurde in einem auf Facebook veröffentlichten Video, das die COVID-19-Impfung der künftigen US-Vizepräsidentin Kamala Harris zeigte, behauptet, Harris sei überhaupt nicht wirklich geimpft worden, da nach der Impfung angeblich keine Nadel zu sehen gewesen sei. Tatsächlich war die Nadel jedoch in Aufnahmen mit höherer Auflösung deutlich zu sehen. In sozialen Medien verbreitete sich ebenso ein Video des regionalen Fernsehsenders OTV, das den Tirschenreuther Landrat Roland Grillmeier bei einem Impfszenario zeigte. Auf der Nadel der Spritze befand sich jedoch eine Schutzkappe. Daraufhin wurde auf Facebook und Telegram behauptet, Grillmeier habe sich nur zum Schein impfen lassen.
Der Sender wie auch Grillmeier selbst stellten klar, dass weder der Landrat noch die anderen Teilnehmer an diesem Tag geimpft worden seien, denn die Bilder stammten von einem Probedurchlauf des Impfzentrums in Waldsassen, mit dem die Abläufe getestet werden sollten. Dass es sich um einen Testlauf handelte, wurde in dem Beitrag mehrfach erwähnt. Die Aufnahmen entstanden bereits am 18. Dezember 2020, also einige Tage vor der Zulassung des BioNTech/Pfizer-Impfstoffs.

#### Angebliche Zwangs-Impfungen während Kundgebungen
Am 18. November 2020, dem Tag einer Großdemo in unmittelbarer Nähe des Berliner Reichstagsgebäudes, hieß es in einer als Original-Twitternachricht der Berliner Polizei getarnten Meldung, die Polizei plane „neuartige Wasserwerfer“ einzusetzen, deren Wasser „eine Mischung aus Tetrabenzoldihydrochlorid (auch als Chemtrails bekannt) und neuartigen RNA-Impfstoffen enthalten“ – obwohl es zu dieser Zeit noch keinen freigegebenen Impfstoff gab. Über ihren Twitter-Kanal wies die Berliner Polizei darauf hin, dass dieser Tweet gefälscht sei. Anlässlich einer Kundgebung in Wien gegen die österreichischen Corona-Maßnahmen im November 2021 wurde in Telegram- und WhatsApp-Gruppen verbreitet, Hubschrauber seien mit „flüssigem Pfizer“ ausgestattet, um die Demonstranten zu impfen. Daher solle man „nicht direkt in den Nebel schauen“ und „Körperöffnungen möglichst dicht halten“, um ein Eindringen des Impfstoff-Nebels zu verhindern. Ebenso würden sich Mitarbeiter der Stadt Wien unter den Kanaldeckeln befinden, um den Demonstranten den ersten Stich „in die Waden“ verpassen zu können.

### Corona-Maßnahmen in Schweden
Die Autorin Rachel Elisabeth Irwin analysierte im August 2020 in einer Fachzeitschrift Falschinformationen über die in Schweden gegen die COVID-Pandemie getroffenen Maßnahmen. Schweden verfolgte zwar wie andere Länder die Strategie, die Ausbreitung zu verlangsamen („die Kurve abflachen“), setzte dabei aber mehr auf Freiwilligkeit als auf Vorschriften. In internationalen Medien wurde dies teilweise falsch oder übertrieben dargestellt.
Medien hätten durch einseitig ausgewählte Beispiele und Bildaufnahmen falsche Narrative geschaffen: Das Leben in Schweden würde unverändert weitergehen, Schweden würde eine Herdenimmunität anstreben, Schweden würde Empfehlungen von Experten und der WHO ignorieren.

### Aussagekraft von Antigentests
Bezüglich Corona-Antigentests, sogenannte Schnelltests, verbreiteten sich Videos, in denen durch einige Tropfen Bier oder anderer Lebensmittel wie Cola oder Apfelmus ein positives Testergebnis angezeigt wurde. Dies wird in besagten Videos als Beweis der Unwirksamkeit der Tests zum Nachweis von Covid-19 angesehen. Hierbei handelt es sich allerdings um eine falsche Anwendung der Tests, bei denen die Bedingungen so sehr verändert wurden, dass ein fehlerhaftes Ergebnis geliefert wird. So benötigt die Testflüssigkeit einen bestimmten pH-Wert, weshalb bei korrekter Anwendung die entnommene Speichelprobe in einer Pufferlösung geschwenkt werden muss, die die normalerweise geringe Menge an vorhandener Säure neutralisieren kann. In den Videos werden aber statt der Testflüssigkeit direkt säurehaltige Lebensmittel auf den Teststreifen aufgebracht. Die so gelieferten Testergebnisse sind damit so sehr verfälscht, dass sie nicht aussagekräftig bezüglich der Wirksamkeit der Schnelltests bei korrekter Anwendung sind.

### Angeblich hohe Inzidenz unter Geimpften
Die steigenden Inzidenzen bei höchster Durchimpfung in Gibraltar im November 2021 wurden von Verschwörungstheoretikern als Beweis für die Nutzlosigkeit der Impfung herumgereicht. Die Zahlen rührten von einer sehr hohen Zahl von Tests her, zudem musste niemand auf eine Intensivstation, nur zwei von 668 Fällen Mitte November kamen überhaupt ins Spital. Von 56 Fällen an einem Tag waren 29 ungeimpfte Minderjährige. In der kleinen Gruppe der Ungeimpften erkrankten also gleich viele wie im ganzen Rest der zu 90 Prozent geimpften Bevölkerung.

## Falschinformationen zu Ursachen

### Spekulationen über chinesische Essgewohnheiten
Als die Pandemie von China auf andere Staaten und Kontinente übergriff, erschienen zahlreiche Spekulationen über ihren Ursprung. So zeigte ein millionenfach verbreitetes Video eine prominente Chinesin, die eine gebratene Fledermaus in einer Suppe verzehrt, angeblich während des Pandemiebeginns in Wuhan. Der Begleittext macht chinesische Essgewohnheiten für den Ausbruch der Pandemie verantwortlich. Die Szene wurde aber nicht 2019 in China gefilmt, sondern 2016 in Palau auf einer Urlaubsreise. Die dargestellte Frau erklärte, sie habe nur das Leben lokaler Bewohner schildern wollen.
Das Video wurde unter anderem von der britischen Boulevardzeitung Daily Mail, russischen Staatsmedien und dem rechtsextremen YouTuber Paul Joseph Watson verbreitet. Die Chinesin gab an, sie habe deswegen Todesdrohungen erhalten.
Die Fledermaussuppen-These knüpfte an Vermutungen an, das Virus entstamme einem Tiermarkt in Wuhan, wo auch lebende Fledermäuse gehandelt wurden. Einige Infizierte waren dort gewesen. Sie waren aber laut einer neuen Studie nicht die ersten COVID-19-Kranken. Viren in Fledermäusen sind die nächsten Verwandten des COVID-Virus; damals war unklar, ob beim SARS-CoV-2-Virus eine Übertragung von Fledermäusen auf Menschen möglich ist. Dass Fledermausverzehr dazu beiträgt, gilt als unwahrscheinlich. Hintergrund der These ist laut der Zeitschrift Foreign Policy ein rassistisches Narrativ, das Asiaten und speziell Chinesen angeblich ekelhafte Essgewohnheiten, mangelnde Hygiene und Krankheitsübertragung nachsagt.
So schrieb eine amerikanische Zeitung 1854, Chinesen seien „unzivilisiert, unsauber, verdreckt jenseits aller Vorstellung“. In dieser Tradition stehen heutige Bilder und Kommentare, die „dreckige“ Chinesen als Urheber der Pandemie beschimpfen. Solche Vorurteile erhöhen die Bedrohung asiatischer Minderheiten in anderen Staaten, besonders jenen, wo sie schon gewaltsame Angriffe erleiden. Dabei werden die kulturelle Vielfalt in China und die relevanten Faktoren für hygienische Lebensmittel missachtet, etwa Arbeitsbedingungen und verlässliche Inspektionen. Die Ursachen von Nahrungsmittelskandalen seien in China und den USA vergleichbar.

### Auf Bill Gates bezogene Verschwörungsmythen
Nach dem ersten COVID-19-Fall in den USA (21. Januar 2020) erschienen Dokumente auf Twitter und Facebook, die nahelegten, Experten hätten das neue Virus schon seit Jahren gekannt und selbst gezüchtet. Der Verschwörungstheoretiker Jordan Sather verbreitete einen tausendfach geteilten Link auf ein Patent des Pirbright Institute in Surrey (Großbritannien), das die Entwicklung einer schwachen Coronavirus-Version für einen Impfstoff gegen Atemwegserkrankungen erörtert. Die Bill & Melinda Gates Foundation fördert das Institut und die Entwicklung von Impfstoffen. Mit Bezug darauf behauptete Sather, das Virus sei künstlich hergestellt und die gegenwärtige Pandemie absichtlich erzeugt worden, um mehr öffentliche Mittel für eine Impfstoffentwicklung zu erzwingen. Er verknüpfte die Investitionen der Gates Foundation in Impfprogramme mit der rhetorischen Frage, ob die „Freigabe dieser Krankheit geplant“ gewesen sei und die Medien zum Erzeugen von Angst davor benutzt würden. Sather hat auch behauptet, das Virus sei absichtlich parallel zum Amtsenthebungsverfahren gegen Donald Trump freigesetzt worden.
Der Patenttext zirkuliert auf Facebookseiten von Verschwörungstheoretikern und Impfgegnern. Diese unterschlagen, dass das Patent für einen Impfstoff gegen eine infektiöse Bronchitis bei Geflügel vergeben wurde, die ein anderes Virus der Coronavirusfamilie verursacht. Die Gates Foundation hat die spezifische Entwicklung dieses Impfstoffs nach eigenen Angaben nicht finanziert. Pirbright gab eine Richtigstellung heraus und betonte, dass der patentierte Impfstoff aus einem Virus gewonnen wurde, das Menschen nicht angreift.
In einem Instagram-Video vom März 2020 behauptete ein Benutzer (@thefallbackup), der Milliardär und Großspender Bill Gates hätte das Virus geschaffen und den Ausbruch der Pandemie geplant oder vorhergesagt. Dazu zeigte er Teile eines Vortrags von 2015, wo Gates vor einer Epidemie gewarnt und sie mit einem Krieg verglichen hatte, und deutete dies als Vorherwissen. Das Video wurde auch von Prominenten geteilt, kommentiert (etwa mit „Passt auf Big Pharma auf“) und millionenfach aufgerufen. Tatsächlich hatte sich Gates 2015 auf den Ausbruch des Ebolafiebers von 2014 bezogen und gefragt, wie man vergleichsweise auf Angriffe mit Biowaffen reagieren würde. Ein künftiges Virus könne sich durch die Luft verbreiten und anfangs von Infizierten nicht bemerkt, also ungehindert weiterverbreitet werden. Darauf müsse sich die Welt wie auf einen Krieg vorbereiten, Krankenhäuser, Testlabore und Infrastruktur besonders in unterentwickelten Gebieten vermehren.
Er sprach weder von Coronaviren noch von einer Pandemie, noch brach COVID-19 in einer unterentwickelten Region aus. Seine Warnung bezüglich der mangelnden Vorbereitung und der Defizite im Gesundheitswesen erwies sich auch und gerade in den USA als zutreffend. Auch das am 18. Oktober 2019 von der Bill-&-Melinda-Gates-Stiftung, dem Weltwirtschaftsforum und der Johns Hopkins University zu Übungszwecken veranstaltete Planspiel Event 201 war ein Krisenszenario mit einer erfundenen Coronavirus-Pandemie, keine Vorhersage oder Prognose tatsächlicher Geschehnisse.
Das auf Bill Gates bezogene Bündel an Verschwörungsthesen knüpft an seine jahrelangen Warnungen vor einer globalen Pandemie, sein Engagement für Impfstoffe, deren rechtzeitige Massenherstellung und gerechte Verteilung, den Ausbau globaler Gesundheitssysteme, Armutsbekämpfung und seine Großspenden an die WHO an. All das wurde oder wird als perfider Plan für ein angebliches Streben nach Weltherrschaft, Überwachung und Kontrolle der Menschheit und private Profite ausgelegt. Die AfD behauptete, Gates wolle COVID-19-Erkrankte „digital zertifizieren“. Gates sagte auf Nachfrage, er habe nur vermutet, Nationalstaaten würden irgendwann digital registrieren, „wer sich erholt hat, wer kürzlich getestet wurde oder […] wann geimpft wurde“, um die lebensnotwendige Versorgung in der Pandemie zu sichern. Auf der Webseite Watergate.tv wurde behauptet, „flächendeckende Zwangsimpfungen“ seien bestens geeignet, „Eugenikern wie Bill Gates die Macht über uns Menschen zu geben, über unsere Gesundheit, unsere Sterblichkeit und Fruchtbarkeit“.
Gates wolle Menschen bei solchen Massenimpfungen Mikrochips einsetzen lassen, um damit die Menschheit zu lenken und zu kontrollieren. Dazu werden Einzelaussagen isoliert und falsch interpretiert, Kontakte der Gates-Stiftung zu anderen Institutionen als geheimnisvolles Netzwerk dargestellt und zugleich eine Einzelperson zum übermächtigen Feindbild stilisiert. Die meist aus der rechten Szene in den USA stammenden Gates-Mythen ähneln den auf den jüdischen Milliardär George Soros bezogenen Verschwörungsthesen zur Migration. Beide kursieren weltweit und verstärken sich gegenseitig. So machte die verschwörungsideologische Szene Bill Gates zum globalen Sündenbock für die Pandemie. Laut NYT wurden zehn der beliebtesten YouTube-Videos mit Desinformationen über ihn bis April 2020 fast fünf Millionen Mal angeklickt. 16.000 Facebookposts über Gates und das Virus erhielten fast 900.000 Reaktionen und Kommentare.
Am 4. Mai 2020 veröffentlichte der frühere Radiomoderator Ken Jebsen ein Video „Gates kapert Deutschland“. Es wurde in den ersten sieben Tagen mehr als drei Millionen Mal angeklickt. Darin übernahm er folgende Verschwörungsmythen: Bill und Melinda Gates hätten die WHO gekauft, würden über sie diktatorisch die Welt regieren, würden alle Menschen bei Corona-Zwangsimpfungen chippen und digital versklaven, würden die Weltbevölkerung reduzieren wollen und dabei Profit machen wollen. Alle Corona-Berater der Bundesregierung stünden „auf der Gates-Lohnliste“. Diese führe eine Zwangsimpfung ein, die zum heimlichen Sterilisieren von Frauen benutzt werden solle. Festnahmen bei der „Hygienedemo“ in Berlin bewiesen angeblich eine Gates-Verschwörung gegen das Grundgesetz. Es gehe um eine „Weltverschwörung“, die aus einem „religiösen Wahn“ heraus Menschen vergifte. Das erinnere an die Euthanasie, die „in Auschwitz endete“.
Das Ehepaar Gates besitze mehr Macht als „Roosevelt, Churchill, Stalin und Hitler zusammen“. – Laut Faktenchecks ist jede Teilbehauptung Jebsens falsch: 2017 spendete die Gates-Stiftung der WHO nur rund 12,46 % (nicht wie behauptet 80 %) von deren Gesamthaushalt; 2019 spendete sie der im WHO-Aufsichtsrat vertretenen Impfallianz Gavi 13,09 % von deren Gesamthaushalt. Seriöse Kritik richtete sich gegen die zu niedrigen Pflichtbeiträge der WHO-Mitgliedsstaaten, nicht gegen Privatspender. Spenden der Gates-Stiftung an das Robert Koch-Institut dienten zur Erforschung der Pockenimpfung. Spenden an das Virologieteam der Berliner Charité erfolgten erst ab März 2020, weil die Gates-Stiftung dessen laufende Coronaforschung als aussichtsreich ansieht (nicht kontrolliert). Die Bundesregierung strich einen Immunitätsnachweis aus einem Gesetzentwurf und plant weder Zwangsimpfungen noch Sterilisierungen.
Die Behauptung, WHO und Gates-Stiftung hätten heimlich Sterilisierungen in Kenia durchgeführt, war mehrfach widerlegt worden. Die Gates-Stiftung forscht nicht an Mikrochips und plant nicht, Bewegungen von Individuen mit digitalen Mitteln zu verfolgen. Bei der unangemeldeten Hygienedemo konnte Jebsen selbst wie die meisten Teilnehmer unbehelligt demonstrieren; die Polizei ahndete nur Verstöße gegen Corona-Auflagen, Körperverletzung und Beleidigung. Jebsens Thesen werden daher von Jonas Mueller-Töwe als Agitation für die von ihm angestrebte Querfront aus Links- und Rechtsradikalen eingestuft, die antisemitische Motive enthält und den Holocaust relativiert.
Eine Umfrage Ende Mai 2020 ergab, dass 50 % der Menschen in den USA, die sich primär über Fox News informierten, die Verschwörungstheorie für wahr hielten, Bill Gates hätte das Virus geschaffen, um die Menschen zu impfen und dabei einen Mikrochip zur Überwachung zu implantieren. Bei Personen, die sich selbst als Republikaner bezeichneten, war der Glaube an Gates’ vermeintliche Impfverschwörung und den Gedankenkontrollchip weit verbreitet: 44 Prozent äußerten, sie
hielten die Verschwörungsgeschichte für wahr; nur 26 Prozent bewerteten sie als klar falsch. Bei Anhängern der Demokraten fand sie immerhin 19 Prozent Zustimmung.
Im Frühjahr 2021 kursierten dann auf den sozialen Medien Videos, in denen Menschen behaupteten, sie seien geimpft worden, und sich an die Einstichstelle am Oberarm einen Kühlschrankmagneten oder eine Münze klebten, die haften blieben. Dieses vermeintlich magnetische Phänomen wurde vielfach als Beleg für die Injektion eines Mikrochips gewertet. Andere Postings erklärten jedoch, keine magnetische Wirkung feststellen zu können. Nach Ansicht des Magnetismus-Experten Jürgen Lindner ist ein schwacher Effekt wie der natürlich vorkommende Diamagnetismus keine hinreichende Erklärung, allerdings könne das Phänomen der Adhäsion für die beschriebene Haftwirkung verantwortlich sein, die Anziehungskraft zwischen zwei Oberflächen, von denen eine feucht (wie etwa die Haut) und eine trocken ist.
Derselbe Effekt könne mit Feuchtigkeitscremes oder Körperöl erreicht werden. Nachdem die Unterseite der Magneten in den Videos ohnehin nicht zu sehen sei, könne auch ein simples Klebeband im Spiel sein. Außerdem seien Mikrochips überhaupt nicht magnetisch, da sie aus Silicium bestehen, einem nicht-magnetischen Stoff, daher sei ein derartiger „Test“ wie in den sozialen Netzwerken als Nachweis von Chips völlig ungeeignet. Bei Haustieren verwendete Mikrochips, die etwa die Größe eines Reiskorns besitzen, werden mit Spritzen injiziert, die deutlich breiter sind als solche, die bei der COVID-19-Impfung zum Einsatz kommen. Laut Lindner sei derzeit kein Mikrochip herstellbar, der unsichtbar in einer klaren Flüssigkeit schwimmt und mit einer winzigen Impfnadel injiziert wird.

### Verschwörungsthese zu biologischen Waffen
Menschen hätten das Virus in einem Geheimlabor als biologische Waffe hergestellt: Diese Verschwörungsthese legten ein früherer Offizier des israelischen Militärgeheimdienstes in der Washington Times, dann das Boulevardblatt Daily Star nahe. Andere verdächtigten ein chinesisches Virologenpaar, das Kanadas nationales Mikrobiologielabor 2019 wegen politischer Differenzen entlassen hatte, als Spione, die dem Labor in Wuhan Krankheitserreger gesandt hätten. Der Sender CBC/Radio-Canada, der über die Entlassung berichtet hatte, dementierte die Behauptungen als haltlos.
Im Februar 2020 vermutete der Soziologe Steven W. Mosher: Das Nationale Chinesische Labor für Biosicherheit in Wuhan habe das Virus am Institut für Virologie Wuhan (WIV) aus Fledermäusen gesammelt, um daraus eine Biowaffe zu entwickeln. Dabei sei es versehentlich entwichen. Mosher verwies auf Laborlecks des SARS-Coronavirus von 2002 in China, auf Besuche des Biowaffenexperten General Chen Wei am Institut Wuhan und dessen Nähe zum lokalen Tiermarkt, wo die Pandemie ausgebrochen sein soll.
Der populäre Finanzblog Zero Hedge stellte einen Virologen aus Wuhan mit Namen und Foto als Urheber der Pandemie dar. Twitter sperrte den Blog darum im Januar 2020. Der US-Senator Tom Cotton, ein Republikaner, übernahm die Laborthese ab Februar in Tweets und bekräftigte auf dem Sender Fox News: Wegen Chinas „Doppelzüngigkeit und Unehrlichkeit“ seit Pandemiebeginn müsse man prüfen, ob das Virus eine chinesische Biowaffe aus einem Regierungslabor sei. Auf Widerspruch von Genetikern nannte er die Annahme eine Hypothese und forderte die Belege dafür von Chinas Regierung. Die KPC müsse die Herkunft des Virus beweisen und sich dazu internationalen Experten jetzt öffnen.
Die Washington Post verwies dagegen auf die relative Offenheit des Wuhan-Instituts und seine engen Kontakte zu gleichartigen Instituten in den USA. Laut Hu Xijin, dem Herausgeber der chinesischen Staatszeitung Global Times, kursiert in China der umgekehrte Verdacht, die USA hätten das Virus geschaffen. Vipin Narang vom Massachusetts Institute of Technology zufolge ist es unlogisch und hochgradig unverantwortlich, das Virus ohne jeden Beleg als absichtlich hergestellte, aber unabsichtlich entwichene Biowaffe darzustellen. Eine Biowaffe wäre weit tödlicher und zugleich weniger ansteckend.
Nach einer repräsentativen Umfrage des Pew Research Center vom März 2020 glaubten 23 Prozent der befragten US-Bürger, das Virus sei absichtlich in einem Labor hergestellt worden. In Europa verbreitete der Sektenprediger Ivo Sasek die Biowaffenthese über seinen Online-Sender klagemauer.tv.
Auch RT Deutsch, Sputnik, Pravda TV, das Magazin Compact, die Blogs Philosophia Perennis und unzensuriert.at verbreiteten die Biowaffenthese, ebenso der frühere AfD-Politiker Wolfgang Gedeon.
Zahlreiche Virologen, Genetiker, Biochemiker und andere Wissenschaftler haben das seit 7. Januar 2020 international bekannte Genom von SARS-CoV-2 analysiert: Es ist zu 96 Prozent identisch mit Coronaviren in Fledermäusen. Es zeigt keine eindeutigen Merkmale einer künstlichen Herstellung. Die Unterschiede zu älteren Coronaviren ließen sich aus dem bekannten Mutationstempo dieser Virenart erklären. Am 13. Februar 2020 erklärten der Genetiker Trevor Bedford, danach weitere Wissenschaftler wie der Virologe Kristian G. Andersen mit Genanalysen die These einer künstlichen Herstellung des Virus für sehr unwahrscheinlich. Andersen führte in seiner Studie vom März 2020 jedoch einschränkend aus, dass es zu jenem Zeitpunkt nicht möglich war, andere Hypothesen, wie die Zoonose, zu bestätigen oder zu verwerfen. Zwei Studien vom Juli 2022, beide veröffentlicht im Magazin Science, kamen zu dem Ergebnis, dass das Virus erstmals auf einem Tiermarkt in der chinesischen Metropole Wuhan ausgebrochen sei. Die ersten 155 Infektionen hätten sich eng um den Huanan-Markt gruppiert, während spätere weit in der Millionen-Metropole verteilt aufgetreten seien.
Chanel Rion, Mitarbeiterin des rechtsradikalen Radiosenders One America News (OAN), behauptet ohne Belege, das Coronavirus sei in einem Labor in North Carolina geschaffen worden. Rion und ihr Kollege Jack Posobiec verbreiten seit Jahren über OAN und andere Netzmedien verschiedene Verschwörungstheorien sowie antisemitische Cartoons zu George Soros.
Der US-Geheimdienst wies in einer Untersuchung von 2021 zum Ursprung des Coronavirus die Behauptung zurück, das Virus sei als Biowaffe entstanden. Plausibel sei lediglich, dass es von Tieren auf Menschen übertragen worden oder aber aus einem Labor ausgetreten sein könnte. Medien berichteten 2025, der deutsche Auslandsgeheimdienst BND habe 2020 berichtet, dass wahrscheinlich ein Laborunfall im chinesischen Wuhan die Ursache der weltweiten Corona-Pandemie gewesen sei. Der BND habe hierfür öffentliche Daten analysiert und zusätzlich Material ausgewertet, das im Rahmen einer nachrichtendienstlichen Operation mit dem Codenamen „Saaremaa“ beschafft worden sei. Diese Daten werden derzeit durch deutsche Wissenschaftler geprüft.

### Gerüchte um 5G-Strahlung
Das 5G-Mobilfunknetz wird wie seine Vorläufer seit Jahren für mögliche Gesundheitsschäden verantwortlich gemacht. Früh wurden Gerüchte verbreitet, 5G-Strahlung schädige menschliche Zellen und mache sie wehrlos gegen COVID-19. Die Pandemie solle gesundheitliche Schäden durch 5G-Strahlen vertuschen. Das 5G-Netz sei am 1. November 2019 in der Region Wuhan gestartet worden, daraufhin seien dort Menschen direkt „tot umgefallen“ und die Pandemie ausgebrochen. Nach Recherchen der schwedischen Earhart Business Protection Agency verknüpften dutzende Videos seit Jahresbeginn 2020 das Coronavirus mit 5G und zeigten tote Vögel, tote Fische und umfallende Passanten als angebliche 5G-Folgen.
35 der Videos wurden bis Februar 2020 insgesamt fast 13 Millionen Mal aufgerufen. Prominente wie Woody Harrelson, Piers Corbyn (Bruder von Jeremy Corbyn) und Eamonn Holmes verteidigten die 5G-Gegner in britischen Radio- und Fernsehsendern wie London live und This Morning als Kritiker eines „staatlichen Narrativs“. Laut der Firma Yonder in Texas und der NGO Meedan, die Falschinformationen im Netz aufspüren, verbreiten vor allem Impfgegner und Anhänger der QAnon-Theorie die 5G-Thesen und verknüpfen sie mit anderen Verschwörungstheorien wie der eines globalen „tiefen Staates“. Laut Desinformationsexperten der Firma Yonder verbreiten besonders russische Staatsmedien die 5G-Thesen und schleusten sie seit 2019 in die USA ein.
Im Mai 2020 wurde auf dem alternativen Gesundheitsportal „Politaia“ behauptet, eine Studie eines Biologen der Universität Barcelona habe eine Korrelation zwischen 5G und dem Coronavirus nachgewiesen. Laut den Recherchen des Faktencheck-Portals Correctiv sind diese Behauptungen unbelegt oder falsch; zudem existierte an der Universität von Barcelona der genannte Autor überhaupt nicht.
Der US-amerikanische Arzt Thomas Cowan vertrat die 5G-These auf einer Konferenz von Impfgegnern und Wissenschaftsleugnern in Arizona. Cowans Berufszulassung wurde behördlich auf fünf Jahre begrenzt, er darf weder Krebs behandeln noch Aufsicht über medizinisches Personal ausüben. In seinem weit verbreiteten Videovortrag vom 12. März 2020 behauptete er, die Pandemie habe mit und wegen der in Wuhan installierten 5G-Satelliten begonnen. In Afrika gebe es keine derartigen Todesfälle, weil der Kontinent keine 5G-Netze habe.
Am 19. März 2020 meldete die WHO jedoch bereits 640 Infektionen in mehreren afrikanischen Staaten. Cowans Angaben wurden sofort widerlegt, etwa durch ein ausführliches Gegenvideo auf dem YouTube-Kanal TechMagnet. 5G-Gegner sahen darin wiederum eine konzertierte Regierungspropaganda und riefen dazu auf, die Long Term Evolution des Mobilfunks komplett einzustellen und auf Handys zu verzichten. Georges C. Benjamin, Direktor der American Public Health Association, erklärte dagegen öffentlich: „COVID-19 wird durch ein Virus verursacht, das aus einer natürlichen tierischen Quelle stammt und keine Beziehung zu 5G oder einer mit Technik verbundenen Strahlung hat.“ In einer Dokumentation im November 2020 wies der Terra-X-Moderator Harald Lesch darauf hin, dass die Theorie „je mehr 5G-Masten, desto mehr Corona-Infektionen“ nicht zutreffend sei, da es in Deutschland zwanzigmal so viele Corona-Tote gegeben habe wie in Südkorea, wo 5G seit 2019 flächendeckend im Einsatz ist. Auf tagesschau.de wurde zudem hervorgehoben, dass in vielen Ländern mit Corona-Fällen überhaupt keine 5G-Netze existierten, beispielsweise im Iran.
Auch Ali Erhan, ein esoterischer Anbieter von Geistheilung, behauptete auf seinem Blog: Wuhan besitze über 30.000 5G-Sendemasten, 5G werde auch als militärische Waffe bezeichnet, und die Pandemie solle von den tödlichen Folgen der 5G-Industrie ablenken.
Bereits im Juni 2020 wurde auf der Webseite „Liebe isst Leben“ über vermeintliche Forschungen italienischer Ärzte berichtet, die ergeben hätten, dass für Covid-19 nicht Viren, sondern Bakterien verantwortlich seien. Im März 2021 verbreitete sich auf WhatsApp und Facebook eine Meldung über angebliche russische Obduktionen von Covid-Toten, die den Nachweis erbracht hätten, dass es sich beim Coronavirus in Wahrheit um ein Bakterium handle, das, wenn es „5G-Strahlen ausgesetzt“ sei, tödliche Thrombosen verursache. Die Infizierten würden an „erweiterter elektromagnetischer Strahlung“ sterben. Heilung versprächen „Antibiotikatabletten“ und „Aspirin“. Ein zusätzlich in dem Text behauptetes Obduktionsverbot durch die WHO hat es nie gegeben. Die WHO listet aktuell (April 2021) kein Medikament, das Covid-19 heilen kann; Antibiotika haben gegen Covid-19 keine Wirkung und sind laut WHO lediglich gegen bakterielle Infektionen wirksam, die im Gefolge der Erkrankung auftreten können.
Teile der Reichsbürger-Szene gehen davon aus, dass die angeblich mit den COVID-Schutzimpfungen implantierten Überwachungschips erst durch die Verbreitung der 5G-Technologie aktiviert würden.
Seit April 2020 wurden Mitarbeiter von Mobilfunkanbietern, Ingenieure und Bauarbeiter von 5G-Mobilfunkmasten tätlich angegriffen, zuerst in Großbritannien. Bis Ende April 2020 griffen 5G-Gegner dort 80 Telecom-Mitarbeiter im Dienst an, zündeten mindestens 50 Telefonmasten an sowie 16 Masten in den Niederlanden, weitere in Belgien, Irland, Schweden und Zypern. Darunter waren auch Masten für Notdienste, die nichts mit 5G zu tun hatten, und Masten, die Krankenhäuser versorgen. Der bekannte englische Verschwörungsideologe David Icke rechtfertigte die Angriffe in einem Interview auf der verschwörungstheoretischen Webseite London Real: Werde 5G fortgeführt, sei menschliches Leben in der bekannten Form vorbei, also müsse man sich entscheiden. In seinem Video „Gibt es ein Virus?“ behauptete er, „sie“ würden an Grippe und 5G Gestorbene auf COVID-19 zurückführen, um „unabhängiges Einkommen zu zerstören“ und eine „massive faschistische globale Orwellsche Kontrolle“ zu errichten.
„Sie“, das sei ein Prozent der Weltbevölkerung, konkret ein “ultra-zionistischer Milliardär”. Die USA und Israel benutzten COVID-19 als Biowaffe gegen den Iran und planten, die Leute mit einer „Flut von giftiger Scheiße“ zu infizieren. Wissenschaftler vom King’s College London zeigten, dass Ickes Thesen die öffentliche Gesundheit gefährden, weil seine Anhänger Schutzmaßnahmen als gigantische Lüge ablehnen. Das britische Office of Communications beurteilte das Icke-Interview als potentiell gesundheitsgefährdend und verbot dem Fernsehsender London Live die weitere Ausstrahlung. Nach einem Interview mit Eamonn Holmes drohte ein Gericht dem Sender Strafgelder an, falls er die 5G-These weiter ohne kritische Einordnung verbreite. Ickes Originalvideo blieb jedoch auf YouTube zugänglich und erreichte bis 20. April 2020 rund sechs Millionen Zuschauer.
In sozialen Medien wurden Videos von den Brandanschlägen geteilt und mit Hashtags wie #coronavirus und #5gtowerchallenge verknüpft. So reizten 5G-Gegner zur Nachahmung an und benutzten die Pandemie, um den Widerstand gegen den Netzausbau zu verstärken. Dabei galten die bislang versteigerten 5G-Frequenzen in Bezug auf ihre Strahlung als gut erforscht. Britische Netzbetreiber riefen die britische Bevölkerung daher auf, Angriffe auf die Infrastruktur zu verhindern und Desinformation zu widersprechen. Die Mobilfunkvereinigung GSM Association forderte von Internetkonzernen und Social-Media-Plattformen, Falschinformationen zu 5G und dem Virus zu entfernen.
Vertreter der britischen Regierung erklärten, die 5G-These sei „absoluter Unsinn“; es gebe keinen einzigen Hinweis auf eine ursächliche Verbindung zwischen dem neuen Mobilfunkstandard und COVID-19. Viele Telefonfirmen mahnten öffentlich, besonders während der Pandemie seien Millionen Menschen auf ein funktionierendes Internet und gute Infrastruktur für Telekommunikation angewiesen. Die WHO dementierte jede Verbindung zwischen der Pandemie und 5G. Die International Commission on Non-Ionizing Radiation Protection erklärte, 5G-Signale seien für die menschliche Gesundheit unschädlich.
Die 5G-Thesen stehen in einer langen Tradition von Ängsten und Ablehnung von unsichtbarem „Elektrosmog“, dem auch schon die Erhöhung des Krebsrisikos nachgesagt wurde. Die Forschung bestätigt dies nicht, auch wenn noch über Strahlungsgrenzwerte gestritten wird. Bei jeder neuen Infrastruktur flammten gleichartige Sorgen wieder auf. Die Verknüpfung von 5G mit der Coronapandemie gilt als Beispiel für die Funktionsweise verschwörungstheoretischen Denkens: Es knüpft an berechtigte Sorgen an und konstruiert abwegige oder höchst unwahrscheinliche Zusammenhänge. Es behauptet, es gäbe eine simple Lösung, während die komplexe Lösung erst gefunden werden muss, und fördert Misstrauen in neue Technik.

### Antisemitische Verschwörungstheorien
Aktivisten der Anti-Defamation League verwiesen in ihrem Blog auf Beiträge auf Facebook und Twitter, in denen die Ersteller behaupteten, Israel bzw. „die Juden“ hätten die Pandemie erzeugt, um andere Länder unter Kontrolle zu bringen oder mit einem Impfstoff weltweit Geld zu verdienen. Paul Nehlen, ein Vertreter der White Supremacy, behauptete im Januar 2020, Juden hätten China mit einer Biowaffe angegriffen, um so Kontrolle über das Land zu erlangen. Auf dem Gab-Netzwerk erschienen im März 2020 Posts, die den jüdischen Investor George Soros und die Rothschild-Familie als Erzeuger, Verbreiter oder Profiteure des Virus darstellten. Sie stammten unter anderen vom US-Sheriff David A. Clarke.
Auch die Biowaffenthese wird mit Antisemitismus verknüpft. So behauptete Muhammad Sadeq Al-Hashemi am 26. Februar 2020 im irakischen Fernsehsender Al Ayam, das neuartige Coronavirus sei Teil eines jüdisch-amerikanischen Plans, die Weltbevölkerung zu dezimieren. Dies beweise der Roman The Eyes of Darkness (Die Augen der Dunkelheit) von Dean Koontz von 1981, der eine fiktive, für jeden Infizierten sofort tödliche Pandemie durch einen Virus namens Wuhan-400 beschrieb. Gemäß dieser „Prophezeiung“ seien in den letzten zehn Jahren in den USA zwei Virusstämme mit dem Namen „Corona“ patentiert worden. Dahinter stehe die Rothschild-Familie, die ein Monopol auf Laboratorien für Biowaffen und Kernwaffen besitze. Die Rothschilds hätten über die Atombombenabwürfe auf Hiroshima und Nagasaki im August 1945 entschieden.
Ebenso hätten die amerikanischen Juden 86 Prozent der Indianer mit absichtlicher Infektion durch Anthrax ausgerottet, um die USA als ihr Heimatland in Besitz zu nehmen. Auf dieselbe Weise habe die „zionistische Lobby“ ein Drittel der Bevölkerung Schottlands ausgerottet. Die Rothschilds hätten diese Völkermorde bezahlt. Die amerikanische Politik beruhe völlig auf solchen Verschwörungen.
Weit verbreitet ist den Aktivisten der Anti Defamation League zufolge auch das antisemitische Klischeebild des jüdischen Kaufmanns, der sich am Unglück anderer bereichert. Seit Dezember 2019 stellten solche Memes auf dem Messengerdienst Telegram die Pandemie als Hoax zum Durchsetzen von Massenimpfungen für geldgierige Juden dar. Diese würden den Impfstoff gezielt umso mehr verknappen und verteuern, je mehr er gebraucht werde. Sie würden Börsen manipulieren und von fallenden Aktienkursen im Pandemieverlauf profitieren. In antisemitischen Karikaturen werden Juden nicht nur als Verbreiter des Virus, sondern selbst als Virus porträtiert, von dem die Welt geheilt werden müsse. Manche stellen Israel als Militärmacht dar, die wehrlose Palästinenser dem Virus aussetze.
Christliche Antisemiten wie Rick Wiles deuteten Infektionen von Israelis, etwa nach Synagogenbesuchen, als Strafe Gottes für ihre angebliche Ablehnung Jesu Christi. Der Rechtsextremist David Duke spekulierte, Israel und „die globale zionistische Elite“ hätten US-Präsident Donald Trump mit dem Virus infiziert. Aus einem Bericht, dass Israels Staatspräsident Benjamin Netanyahu negativ getestet worden war, folgerten manche, er habe das Virus geschaffen. Auf Spiegel Online wurde zudem wahrheitswidrig behauptet, in Israel seien Kundgebungen „wegen der Coronakrise verboten“.
Eine Collage von Uwe Ostertag auf vk.com zeigte George Soros als Piloten, der entspannt auf einer Wiese sitzende Menschen mit Coronaviren bombardiert. Das Bild trug den Titel „Globalization of Covid 19“. Der Holocaustleugner Henry Hafenmayer stellte ein öffentliches Gebet orthodoxer Juden in einem Video als angeblichen Lobpreis für die Pandemie dar und kommentierte: „Natürlich nur Zufall... Wacht endlich auf!“ Tobias Steiger, Chef der Basler Sektion der rechtsextremen Partei National Orientierter Schweizer (PNOS) in der Schweiz, nannte Corona „ein Virus der Zionisten“. Auf der PNOS-Website wurde gefragt, ob Corona nicht „eine geplante Reduktion der Weltbevölkerung zum Schutz des Klimas“ sei. Den Parteianhängern wurde unter dem Titel der nationalsozialistischen Organisation Kraft durch Freude geraten, einander Bilder vom eigenen Gemüsegarten zu senden.
Die französische Ärztin Eve Engerer, die medizinische Bescheinigungen zur Befreiung von der Maskenpflicht ins Internet stellte, auf denen nur noch der Name einzutragen war, verbreitete Behauptungen über vermeintliche pädokriminelle staatliche Organisationen, die unter dem Vorwand der Pandemie Kinder aus ihren Familien entführen würden, und verknüpfte diese mit Hinweisen auf eine angeblich weltweite „zionistische Verschwörung“. Über den Twitter-Hashtag #COVID48 werden judenfeindliche Inhalte vermittelt, unter anderem wird der Staat Israel mit dem Coronavirus verglichen.
Der ehemalige Fernsehkoch Attila Hildmann verbreitet, vor allem auf dem Messenger-Dienst Telegram, im Zusammenhang mit der Pandemie und den Impfungen antisemitische Hetze. 2021 wurden antisemitische Aussagen des emeritierten Mikrobiologen Sucharit Bhakdi aus einem Video bekannt, in dem er die israelische COVID-19-Impfstrategie kritisierte. Er sagte darin, es gebe „kein Volk“, das besser lerne als Juden, aber sie hätten jetzt „das Böse […] gelernt – und umgesetzt“. Israel sei jetzt „living hell – die lebende Hölle“ und zu etwas geworden, „was noch schlimmer ist, als Deutschland war“, womit Bhakdi Israel mit dem nationalsozialistischen Deutschen Reich verglich.
Mit dem Hinweis auf die jüdische Herkunft des Vorsitzenden des Pharmakonzerns Pfizer Albert Bourla (der von einer griechischen Zeitung mit dem Lagerarzt im Vernichtungslager Auschwitz-Birkenau Josef Mengele verglichen wurde) oder den Chefmediziner von Moderna, Tal Zaks, der israelischer Jude ist, wurde von Antisemiten suggeriert, es handle sich bei der weltweiten Kampagne zur COVID-19-Impfung um einen ausgefeilten langfristigen Plan zur Schaffung einer „jüdischen Weltregierung“, indem Mikrochips oder Nanokristalle injiziert würden, die die Menschen gefügig machten. Andere behaupteten, mit dem Impfstoff solle die „weiße Rasse“ sterilisiert werden oder angebliche jüdische Hintermänner, die mit dem Ausdruck „Zionist Occupied Government“ bezeichnet werden, planten eine „Versklavung der gesamten Menschheit“, indem Nichtgeimpfte von der Arbeit, Reisen oder Schulbesuchen abgehalten würden. Von Vertretern der White-Supremacy-Bewegung wurde zudem verbreitet, der Impfstoff verändere die DNA, sodass diese tödliche Proteine produziere, wenn sie von Juden mittels 5G (siehe Absatz #Gerüchte um 5G-Strahlung) darauf programmiert werde.
Auf Demonstrationen gegen den Corona-Gesundheitspass in Frankreich 2021 waren Schilder und Plakate mit der Aufschrift „Mais qui?“ („Aber wer?“) bzw. „Qui?“ („Wer?“) zu sehen. Zudem wurden zahllose Tweets, die sich mit der vermeintlichen Rolle von Pharmaunternehmen befassten, mit dem Hashtag #qui gepostet. Der Slogan bezieht sich auf ein in einem französischen rechtsextremen Nachrichtensender ausgestrahltes Interview mit einem pensionierten Armeegeneral, in dem dieser angedeutet hatte, dass eine bestimmte Gruppe die Medien kontrolliere. Auf die Frage des Interviewers, wer das sei, antwortete er „die Gemeinschaft, die Sie gut kennen“, also eine Umschreibung der Verschwörungserzählung eines angeblich existierenden Weltjudentums.
All diese Mythen bedienen sich alter antisemitischer Klischees und Feindbilder, etwa des jüdischen Parasiten, der Brunnenvergifter oder der jüdischen Weltverschwörung, ähnlich wie bei den Judenverfolgungen zur Zeit des Schwarzen Todes.
Felix Klein, Antisemitismus-Beauftragter der Bundesregierung, warnte wiederholt vor der erheblichen Zunahme antisemitischer Verschwörungstheorien in der Pandemie: Diese liefere Beschuldigungen einzelner Personengruppen einen idealen Nährboden. Angesichts der historisch bekannten Folgen dieses Judenhasses müsse jeder Einzelne etwas dagegen tun und antisemitische Hetze dem Plattformbetreiber melden. Der Antisemitismusbeauftragte Baden-Württembergs Michael Blume verwies auf antisemitisch-antiamerikanische Videos des deutschen YouTubers Mazdak und auf die rasche Kombination von Verschwörungsthesen: „Das war in nur drei Schritten, dass man gesagt hat: In Wuhan gibt es ein Biolabor, Bill Gates und Melinda Gates, die entwickeln Impfstoffe und verdienen also Geld, und die seien ja Juden. Nichts davon stimmt.“ Juliane Wetzel vom Zentrum für Antisemitismusforschung an der TU Berlin sagte: „Im Internet kursieren Bilder mit den alten, langnasigen Fratzen, wie man sie aus dem ‚Stürmer‘ kennt.“ Nur sei heute eben noch das Virus mit im Bild.

### Rechtsextremistische und rassistische Ansichten zu Globalisierung und Migration
Besonders Rechtsextremisten führten die Pandemie auf Globalisierung und Einwanderer zurück. Wie Miro Dittrich von der Amadeu Antonio Stiftung beobachtete, behaupten einige mit Berufung auf Wolfgang Wodarg, die Pandemie sei geschürte Panikmache für heimliche politische Ziele, etwa um das Bargeld abzuschaffen oder von der Flüchtlingskrise in Europa ab 2015 abzulenken. Der rechte YouTuber Henryk Stöckl behauptet, die geschürte Panik solle von dem bevorstehenden Börsenkrach ablenken, der ohnehin eingetreten wäre und nun auf das Virus geschoben werden könne. Die Identitäre Bewegung sieht Überfremdung als Ursache der Pandemie und versucht, Infektionen mit Migranten zu verknüpfen. Dazu verbreitete ihr Chef Martin Sellner Berichte über angebliche Einreisen von Asylbewerbern und deren Quarantäne. Auf der neurechten Seite sezession.de unterstellte Sellner (der später auch an Demonstrationen gegen die Corona-Maßnahmen teilnahm) Zugewanderten, diese seien „nicht bereit […], die kollektiven Opfer zu bringen“. Durch Corona würden, so Sellner, die „Unvereinbarkeit der importierten Kulturen mit unserer Leitkultur“ sowie das „Problem des Bevölkerungsaustausches“ sichtbar.
Der führende NPD-Ideologe Karl Richter beschrieb auf der NPD-Facebookseite ein Umsturzszenario als baldige Folge der Pandemie: Mit Ausgangssperren lasse sich die Panik „nicht lange niederhalten“: „Ab hier wird es blutig. (…) Am Ende steht der Höllensturz des Regimes und seiner europäischen wie transatlantischen Hintermänner“. Richter beschuldigte als Verantwortliche namentlich Bundeskanzlerin Angela Merkel, den jüdischen Investor George Soros, die Präsidentin der Europäischen Zentralbank Christine Lagarde und Bundestagspräsident Wolfgang Schäuble.
Die NPD warnte vor einer „Globalisierungsseuche“. Der NPD-Funktionär Jürgen Gansel kommentierte Infektionsfälle in einer Flüchtlingsunterkunft mit dem Satz „Zuwanderung macht krank“. Der als „Volkslehrer“ auftretende Rechtsextremist Nikolai Nerling behauptete in seinem Video „Corona Conto Holocaust“, das Infektionsschutzgesetz diene der Regierung dazu, unliebsame Bürger einzusperren. Bei verschärften Grenzkontrollen dürften Deutsche nicht ausreisen, „andere“ dürften nach wie vor „rein“. Er stellte die Existenz des Virus in Frage. Reichsbürger behaupten, der Staat wolle Menschen mit erzwungenen Impfungen Mikrochips in die Blutbahnen „chippen“, um sie total überwachen zu können.
Laut Michael Klarmann (Blick nach Rechts) beschreiben Rechtsextremisten die staatlichen Maßnahmen gegen COVID-19 als „Ermächtigungsgesetz“, „Ausnahmezustand“ oder „Kriegsrecht“ gegen die eigene Bevölkerung. Manche behaupteten, Regierungspolitiker hätten längst einen eigenen Impfstoff, Flüchtlinge würden heimlich nachts mit Bussen in Deutschland verteilt, um die Pandemie zu beschleunigen. Henryk Stöckl mischte Biowaffen- und Weltordnungsthesen mit verharmlosenden Aussagen von Ärzten. Billy Six zeigte eine leere Notaufnahme für Coronakranke in Berlin und folgerte, es gebe keine gefährliche Pandemie. Die frühere Nachrichtensprecherin Eva Herman rief alle Zweifler dazu auf, sichtbar ein Handtuch ans Fenster zu hängen. Der AfD-Mann Theo Gottschalk schrieb auf Facebook, die Deutschen würden bei Verstößen gegen Ausgangsbeschränkungen in „Lager“ gesperrt, während „Invasoren“ (Zuwanderer, Flüchtlinge) frei blieben.
Die AfD-Landtagsfraktionen in Thüringen und Nordrhein-Westfalen stellten die Behauptung auf, dass die Lockerung der Gottesdienstverbote ganz bewusst zu Beginn des Ramadan am 23. April 2020 erfolgt sei, wohingegen kurz zuvor Gottesdienste zum Osterfest und das Feiern des Weißen Sonntags mit Erstkommunionen noch untersagt gewesen seien.
Auf sozialen Netzwerken kursierte Anfang April 2020 auch die Meldung, laut dem „Krisenzentrum für Berlin und Brandenburg“ seien Lockerungs-Sonderregelungen für Muslime geplant, falls zu Beginn des Ramadan die Ausgangsbeschränkungen noch gelten würden. Das zitierte gemeinsame Krisenzentrum für Berlin und Brandenburg existiert jedoch nicht, sondern in Brandenburg gibt es ein Corona-Krisenzentrum in Potsdam und in Berlin einen Krisenstab der Senatsverwaltung für Gesundheit, Pflege und Gleichstellung. Die Bild-Zeitung behauptete hingegen eine Woche vor Ramadanbeginn, dass die allgemeinen Beschränkungen der Religionsausübung „aus Sorge“ vor einem angeblichen „Ramadan-Chaos“ länger aufrechterhalten würden und dadurch auch die christlichen Kirchen entsprechend länger geschlossen blieben. Ebenfalls in der BILD behauptete der Psychologe und Buchautor Ahmad Mansour, „Clan-Hochzeiten“ würden in Metropolen zu Coronatreibern.
Nachdem oft vom „Virus made in China“ oder vom „China-Virus“ die Rede war, kam es vielen Ländern zu Fällen von antiasiatischem Rassismus. Auch Roma wurden als vermeintliche Verbreiter des Coronavirus stigmatisiert und waren antiziganistischen Anfeindungen ausgesetzt. Im Juni 2020 warnte Romani Rose, der Vorsitzende des Zentralrats Deutscher Sinti und Roma, wenn die Verbreitung des Coronavirus „gezielt Roma zugeschrieben“ werde, werde „damit sozialer Sprengstoff produziert“.
In Videos bezweifelte der AfD-Politiker Hansjörg Müller die Letalität des Virus und behauptete, die allermeisten Coronatoten seien an anderen Ursachen gestorben. Die AfD-Landeschefin Corinna Miazga sprach von „Polizeipatrouillen“, „Passierscheinen“, warnte vor „Zwangsimpfungen“ und einer „drohenden Währungsreform“, die die Existenzgrundlage der deutschen Wirtschaft bedrohe. Die Politikwissenschaftlerin Ursula Münch nannte solche AfD-Videos als Beispiele absichtlich gestreuter Falschinformation, die Verschwörungstheorien bedienen, um Panik und empirisch unbelegte Zweifel am ganzen politischen System zu verbreiten. Andere AfD-Abgeordnete bejahten die Regierungsmaßnahmen als notwendigen Schutz der Bürger.
Ende September 2020 beantragte die AfD einen Parlamentarischen Untersuchungsausschuss, der das Handeln der Bundesregierung in der Pandemie aufklären sollte und von dem auch folgende Frage geklärt werden sollte: „Auf welche Weise kann für die Zukunft sichergestellt werden, dass die Bundesregierung durch ihre Sars-CoV-2- und Covid-19-Bekämpfungsmaßnahmen sowie dem (sic!) daraus resultierenden ökonomischen, gesundheitlichen und sozialen Schäden keinen unabsichtlichen Prototyp für hocheffiziente Angriffe gegen unsere Gesellschaft und Realwirtschaft durch Terroristen und böswillige Finanzakteure geschaffen hat?“ Laut Matthias Kamann und Annelie Naumann wurde mit dieser Frage, die „durch das Wort ‚unabsichtlich‘ ins scheinbar Wohlwollende gedreht“ wurde, der „Eindruck erweckt, die Schutzmaßnahmen könnten von feindlichen Kräften für Großangriffe auf Deutschland genutzt werden“. Das seien „groteske[] Ideen“. Der im Antrag benutzte Begriff „böswillige Finanzakteure“ erinnere zudem an das von dem AfD-Politiker Björn Höcke verwendete Wort „Geldmachtelite“, das antisemitische Assoziationen beinhalte.
Der Wiener FPÖ-Chef Dominik Nepp machte im Zusammenhang mit einer Evakuierung eines Asylbewerberheims nach positiven Covid-Tests Asylbewerber für einen Anstieg der Infektionen in Wien verantwortlich und sprach von einem „Asylantenvirus“ und „Virenschleudern“. Gleichzeitig warb Nepp jedoch mit FPÖ-Klubchef Herbert Kickl und Generalsekretär Michael Schnedlitz für die FPÖ-Petition gegen einen „Corona-Wahnsinn“. Die vorgeschriebene Mund-Nasen-Bedeckung bezeichnete Nepp als „Regierungsburka“. Auf der Webseite von Erziehungkunst, dem Magazin des anthroposophischen Bundes der Freien Waldorfschulen, verglich der Chefredakteur Mathias Maurer im Dezember 2020 ebenfalls Schutzmasken mit Burkas.
Als Ende 2020 die Diskussionen um den Wintersportort Ischgl und Österreichs Versäumnisse zu Pandemiebeginn zunahmen, behauptete Bundeskanzler Sebastian Kurz, Österreich habe das Virus fast besiegt, bevor es von „Reiserückkehrern aus dem Balkan wieder eingeschleppt“ worden sei. Im Januar 2021 – im Zuge der Debatte über unzureichende Prävention in den Wintersportorten – gab das ÖVP-geführte Innenministerium Mobilfunkdaten an die Medien, die belegen sollten, dass die Rodelhügel vor Wien vor allem von Einwohnern eines großen Wiener Bezirks mit hohem Migrationsanteil besucht würden. Nicht etwa die Maßnahmen der österreichischen Bundesregierung (wie die Abschaffung der Maskenpflicht über den Sommer 2020) hätten demnach das Infektionsgeschehen in die Höhe getrieben, so die Politikwissenschaftlerin Natascha Strobl, sondern eine „klar markierte Gruppe von ohnehin schon marginalisierten Menschen“.
Anfangs lobte das Magazin Compact Notstandsmaßnahmen in Italien gegenüber der Haltung der Bundeskanzlerin, sprach dann aber ebenso wie der Blog Politically Incorrect von einer „Corona-Diktatur“ in Deutschland. Laut Thüringens Innenminister Georg Maier und Stephan J. Kramer (Amt für Verfassungsschutz Thüringen) versuchen Rechtsextremisten, die Coronakrise verschwörungstheoretisch auszunutzen. Kramer zufolge behaupten sie dazu ein angebliches Staatsversagen, Flüchtlinge hätten das Virus verbreitet oder die Krise diene zum Einrichten eines Polizeistaats. Manche überlegten, die Krise durch Anschläge zuzuspitzen, andere böten sich Bürgern als Helfer an. Im Dezember 2020 sagte Markus N. Beeko, der Generalsekretär der deutschen Sektion von Amnesty International, in der Coronakrise hätten „die über Jahrhunderte bei Seuchen gepflegten Rassismus-Rituale wieder Konjunktur“ und würden dazu genutzt, den Flüchtlingsschutz einzuschränken.
Ende Januar 2021 schrieb die Gruppierung Ärzte für Aufklärung in einem Telegram-Post von der „‚Partei von Davos‘ (Steve Bannon) um den Great-Reset-Strategen und WEF-Chef Klaus Schwab“, die an einem „globalen Covid-Pass“ arbeite. Weiter hieß es: „Die Vision der Globalisten: Reise- und Bewegungsfreiheit für Geimpfte, ‚Kerkerhaft‘ für Ungeimpfte. Und natürlich sind auch die üblichen Verdächtigen wieder mit dabei: Bill Gates und der Rockefeller-Moloch.“ Die Quelle dieser Behauptungen war ein Online-Artikel des extrem rechten Magazins Compact vom Vortag, der den Titel trug: „Rockefeller, Bill Gates und Davos: Wie die Eliten an einem weltweiten Impfpass arbeiten.“
In Indien wurden Muslime für den Ausbruch der Krankheit verantwortlich gemacht, wobei der Ausdruck „Corona-Dschihad“ sich verbreitete. Zuvor war eine Veranstaltung einer muslimischen Sekte zu einem Ansteckungsherd geworden. In der Folge wurden Muslime nicht mehr auf Märkte gelassen, und die Polizei ging gegen sie vor. Führende Politiker verbreiteten Gerüchte, dass muslimische Händler ihre Waren bespuckten, um das Virus weiter zu verbreiten.
Laut dem Counter Extremism Project (CEP) und dem Southern Poverty Law Center benutzen Rechtsextreme in den USA die Lage zum Stiften von Chaos. Sie rufen auch Erkrankte zum Gang nach draußen auf, etwa um die Nationalgarde zu stören, mit kleinen selbstgebauten Sprengkörpern Panik zu erzeugen oder Polizisten und Juden mit dem Virus aktiv anzustecken. Damit wollen sie gemäß dem Akzelerationismus den erwarteten Zusammenbruch der westlichen Gesellschaft beschleunigen, um einen weißen Ethnostaat zu schaffen. Sie hoffen auf den Kontrollverlust der Regierung, um ihn zum Rekrutieren neuer Anhänger auszunutzen. Sie geben Chinesen, Amerikanern asiatischer Herkunft, Juden oder Israel die Schuld an der Pandemie. In rund hundert rechtsextremen Telegramkanälen deuten manche die Ausgangsbeschränkungen als jüdisches Komplott, freiwilligen Hausarrest von Weißen durchzusetzen.
Ein versuchter Bombenanschlag auf ein Krankenhaus im Bundesstaat Missouri, bei dem die Polizei den Täter erschoss, soll auf solche Motive zurückgehen. Andererseits wurde von einem Teil weißer Rassisten, die behaupten, dass eine Impfung gegen COVID-19 unfruchtbar macht, unter dem Hashtag #VaxTheBlacks dazu aufgerufen, Schwarzen daher den Vortritt zu lassen bzw. sie zur Impfung zu überreden – auch unter dem Deckmantel der Nächstenliebe und Fürsorglichkeit –, Weiße jedoch davon abzuhalten, damit die Welt auf diese Weise „reif“ werde „für die Rückeroberung durch den arischen Menschen“.

### Esoterische Verschwörungserzählungen
Ab 11. März 2020 erschien ein Text mit dem Titel „Lasst euch nicht verarschen“ im Internet, der behauptete: Die „Corona-Hysterie“ solle nur Bürgerrechte einschränken oder ganz abschaffen. Sie bewege Menschen, sich freiwillig in Haft (nichts anderes sei Quarantäne) zu begeben, sich an Polizei- und Militärpräsenz auf den Straßen zu gewöhnen und sich die Versammlungsfreiheit verbieten zu lassen. Nun könnten Menschen gegen ihren Willen „geimpft und zugleich verchippt“, das Bargeld abgeschafft, totale Überwachung ermöglicht werden. Corona sei „das perfekte Alibi für den Zusammenbruch des Finanzsystems“ und verdecke „die wirklichen Gründe und wahren Verursacher im Hintergrund“. Es lenke von 5G-Strahlung als Krankheits- und Todesursache in Wuhan ab. Es erzeuge Angst, die ansteckender als das Virus sei. „Und das scheint gewollt! Denn hat der Mensch erst Angst, dann lässt er alles mit sich geschehen und sich alles einreden.“
Laut dem Faktenchecker Mimikama stammt der Text aus einem Artikel der esoterischen Website „Lichtweltverlag“ vom 11. März. Dieser erklärte die Pandemie aus der „Panik der NWO-Eliten“. Für sie werde es immer schwerer, „die Neue Weltordnung und die absolute Kontrolle der Menschheit durchzusetzen“. Nicht zufällig trete das Virus während der Flüchtlingskrise in Europa und einer sich täglich zuspitzenden Finanzkrise auf. So werde „enorm viel Druck aufgebaut“, weil „sich dieses System im Abbruchmodus befindet.“ Somit deuten der oder die Verfasser das neue Virus als Mittel für angebliche Weltordnungspläne ungenannter „Eliten“, an die sie glauben. Diese Verschwörungstheorie spiegelt laut Mimikama das Bedürfnis, Ordnung ins unverstandene Chaos der Komplexität zu bringen, auch um selbst keine Verantwortung mehr zu haben.
Auch die Schweizer Esoterikerin Christina von Dreien schrieb in ihrem Newsletter, dass die „Menschen, die auf der Erde das Sagen“ hätten, „dieses Virus in die Welt gesetzt“ hätten, „um ihre Pläne zu verwirklichen“. Der Pastor Jella «J» Wojacek von der schweizerischen Freikirche You Church, die auf Facebook die Teilnahme an ihren Sonntagsgottesdiensten als „Anti-Corona-Serum“ bezeichnete, sagte in einer Videoansprache, man müsse sich in diesen Zeiten klarmachen, dass „böse Männer und Gruppierungen versuchen, etwas hochzuspielen und ihre Macht zu behalten“.
Im Klappentext des Buchs Durch Corona in die Neue Weltordnung des Autors Peter Orzechowski heißt es, dass „Politik und Medien […] uns glauben machen [wollen], die Bedrohung sei ein Virus. […] Aber dieses Virus dient einer global operierenden Elite nur als Vorwand, unser Zusammenleben komplett neu zu ordnen“. Diese Elite würde darauf hinarbeiten, die Grundbausteine der Gesellschaft zu zerstören, nämlich die Familie, Vertrauen in Recht und Gesetz und vor allem die Freiheit.
Am 9. Mai 2020 erschien ein Aufruf von Erzbischof Carlo Maria Viganò in mehreren Sprachen, der die Maßnahmen zur Eindämmung der Pandemie als „Auftakt zur Schaffung einer Weltregierung, die sich jeder Kontrolle entzieht“, beschrieb. Man habe Grund anzunehmen, „dass es Kräfte gibt, die daran interessiert sind, in der Bevölkerung Panik zu erzeugen“, und habe „Zweifel an der tatsächlichen Ansteckungsgefahr“ des Coronavirus. Die Kardinäle Gerhard Ludwig Müller und Joseph Zen Ze-kiun sowie weitere katholische Geistliche, Journalisten, Mediziner und Anwälte unterzeichneten den Aufruf. Der Präfekt der Gottesdienstkongregation Kardinal Robert Sarah teilte dessen „Sorgen“. Er und Müller hatten zuvor Gottesdienstverbote im Kampf gegen das Coronavirus als unangemessenen Eingriff in die Religionsfreiheit kritisiert. Die Deutsche Bischofskonferenz dagegen erklärte durch ihren Vorsitzenden Georg Bätzing, sie bewerte die Pandemie grundlegend anders.
Klaus Pfeffer, Generalvikar des Bistums Essen, kritisierte, der Aufruf verbreite „krude Verschwörungstheorien ohne Fakten und Belege, verbunden mit einer rechtspopulistischen Kampfrhetorik“, sowie „wirre Thesen, die Ängste schüren, Schwarz-Weiß-Denken verfolgen, üble Feindbilder zeichnen und das Miteinander in unseren Gesellschaften vergiften“. Das habe mit Jesus Christus nichts zu tun. Das Internationale Auschwitz Komitee erklärte, es sei ein fatales Signal für den demokratischen Zusammenhalt der europäischen Gesellschaften, wenn sich auch noch Bischöfe der katholischen Kirche der rechtsextremen und antidemokratischen Verschwörungshysterie annäherten. Die Taz wies zudem darauf hin, dass bei Formulierungen in dem Aufruf wie „Einmischung von fremden Mächten“ und „unklaren Absichten supranationaler Einheiten“ Experten der Antisemitismusforschung „schnell die Ohren“ klingen würden.
Ende 2021 sprach Kardinal Gerhard Ludwig Müller in einem Interview erneut davon, dass hinter Maßnahmen gegen die Pandemie eine finanzkräftige Elite stecke, die eine Gleichschaltung der Menschen plane, und nannte in dem Zusammenhang auch die Namen von Bill Gates, Klaus Schwab und George Soros. Leute, die „auf dem Thron ihres Reichtums“ säßen, sähen ihre „Chance jetzt, um ihre Agenda durchzusetzen“. Wissenschaftler wie auch der Zentralrat der Juden in Deutschland warfen Müller verschwörungsideologische Aussagen, antisemitische Chiffren sowie eine Verharmlosung des Nationalsozialismus durch die Verwendung von Begriffen wie „Gleichschaltung“ vor.
Im Dezember 2020 äußerte der emeritierte katholische Erzbischof von Saint Louis Kardinal Raymond Leo Burke, das Coronavirus SARS-CoV-2 werde von „gewissen Kräften“, die Familien und der Freiheit von Staaten gegenüber feindlich gesinnt seien, benutzt, um ihre „bösen Pläne“ voranzutreiben. Bereits zuvor hatte Burke von „einer Art Mikrochip“ gesprochen, der den Menschen mit der Impfung implantiert werde, um sie zu kontrollieren.
Der emeritierte katholische Erzbischof von Guadalajara Kardinal Juan Sandoval Íñiguez behauptete Anfang 2021 in einem Video mit dem Titel „Das Komplott zur Schaffung einer Neuen Weltordnung ohne Christus“, die Impfung gegen das Coronavirus enthalte einen „satanischen Mikrochip“. Facebook versah dieses Video mit einem Warnhinweis. Einzelne Vertreter der römisch-katholischen Kirche behaupteten, die COVID-19-Pandemie selbst sei ein krimineller Plan der Welteliten, um eine Welt ohne Gott zu errichten, in der der Satan die Macht habe.
Im Sommer 2021 machten Screenshots eines Kalenders als angeblich geheimer Zeitplan für Coronavirus-Varianten in sozialen Medien die Runde. Ende 2021 tauchten sie im Zusammenhang mit dem Aufkommen der SARS-CoV-2-Variante Omikron erneut auf. Diese Liste sollte beweisen, dass die Pandemie von mächtigen Institutionen „geplant“ und gesteuert sei. Die darauf abgebildeten „Starttermine“ der Varianten passten allerdings nicht zu deren tatsächlichem ersten Auftreten der entsprechenden Varianten, beispielsweise trat die Delta-Variante bereits im Oktober 2020 und nicht – wie behauptet – im Juni 2021 erstmals auf. Alle vier auf dieser Varianten-Liste genannten Organisationen – die Weltgesundheitsorganisation, das Weltwirtschaftsforum, die Bill & Melinda Gates Foundation und die US-amerikanische Johns Hopkins University – erklärten, es gebe keine Verbindung zwischen ihnen und der Grafik sowie deren Verbreitung.
Die vermeintliche „Vorhersage“ einer Variante mit dem Namen Omikron bewies zudem nichts: Nachdem nach der WHO-Nomenklatur von Ende Mai 2021 neu auftretende „Variants of Concern“ (besorgniserregende Varianten) mit Buchstaben des griechischen Alphabets bezeichnet werden sollten, war eine Variante dieses Namens in absehbarer Zeit erwartbar. Natürlich auftretende Virenmutationen lassen sich nicht planen; nach Angaben des deutschen Gesundheitsministeriums waren im Dezember 2021 rund 1500 verschiedene Varianten von SARS-CoV-2 bekannt, fünf davon listete die WHO als „besorgniserregend“.
Der Geschäftsmann und vermeintliche Wunderheiler Leonard Coldwell, der bereits vorhergesagt hatte, dass im September 2021 die bis dahin gegen COVID Geimpften sterben würden, behauptete im Oktober 2021, dass hinter den COVID-Impfungen eine „außerirdische Agenda“ stecke. Der Impfstoff sei eine „biologische Waffe“, in dem „die Eier der außerirdischen Spinnen, die dann innerlich bis zu zwei Meter wachsen“, enthalten seien, außerdem Leichenteile, abgetriebene Föten sowie Krebszellen.
Der bayerische Sektenbeauftragte Matthias Pöhlmann verwies auf einige typische esoterische Thesen zur Pandemie. So behauptet die Schweizerin Nancy Holten, sie habe eine Botschaft der „Weißen Bruderschaft“ an die Menschheit empfangen: Das Virus solle eine neue Zeit einleiten und menschliches Bewusstsein für innere Heilkräfte statt äußere Sicherheiten öffnen. An COVID-19 Verstorbene hätten sich schon vorher zum Tod bereit erklärt. Dieter Potzel, Vertreter der vielfach kritisierten neuen religiösen Bewegung Universelles Leben, zitierte einen Bericht des Gemeinschaftsblogs Rubikon News, wonach das Coronavirus eventuell durch Schweinemast übertragen werde, und schrieb, dass auch in Europa „die Lobby der Schweinemäster in Verbindung mit den Kirchenmännern die Politik und die Wissenschaft massiv beeinflusst, so dass es nicht so kompliziert ist, mögliche Antworten auf die bei rubikon.news gestellte Frage zu ahnen“. Der als Geistheiler „Natara“ auftretende Physiotherapeut Jörg Loskant verbreitet über sein Institut „Kamasha“ in Fulda den Zahlencode 537354 „zum Schutz, zur Heilung und für die geheilte Form des Corona-Virus“. Diese „Zauberformel“ habe man „von Wesen aus der unsichtbaren Welt bekommen“. Er rief auf, diese „Informationen“ überall im öffentlichen Raum zu verbreiten, „damit wir gesund bleiben!“ Eine „Energetikerin“ sandte einen entsprechenden Aufruf an Politiker in Österreich. Laut Pöhlmann sind solche „Botschaften eines vermeintlich exklusiven Überwissens“ ein in Krisenzeiten üblicher Ausdruck von Angst und Ablenkung vom nötigen Schutz für andere und sich selbst.
Die Schas-Partei in Israel wurde von der Wahlaufsicht zu einer Strafzahlung verurteilt, nachdem sie Kerzen und Glücksbringer verteilt hatte, die angeblich Schutz vor dem Coronavirus bieten sollten. Ähnlich versprach die NGO Kupat Ha’ir aus Bnei Berak gegen eine Spende von 850 US-Dollar ein Amulett und eine Zusicherung von Rabbiner Chaim Kaniewski, dass man nicht am Virus erkranken werde.
Im Pandemieverlauf wurde End of Days: Predictions and Prophecies About the End of the World, ein 2008 erschienenes Buch der amerikanischen Autorin Sylvia Browne (1936–2013), die sich als Medium bezeichnete, zum Bestseller. Darin behauptet die Autorin, sie habe seit ihrer Kindheit Botschaften empfangen und aufgezeichnet, so auch die Vorhersage: Um 2020 werde eine schwere, der Lungenentzündung ähnelnde Krankheit sich um den Globus verbreiten, allen Therapieversuchen trotzen, plötzlich aufhören, zehn Jahre später wieder auftauchen und dann vollständig verschwinden. Die Faktcheck-Seite Snopes beurteilte dies als vage, verwies auf viele widerlegte Vorhersagen der Autorin und vermutete, sie habe auf gut Glück an die SARS-Pandemie 2002/2003 angeknüpft. Brownes Buch hatte nach dem Ende des Maya-Kalenders 2012 keine Neuauflage mehr erlebt. Das britische Boulevardblatt Daily Star stellte es am 20. Januar 2020 als Beschreibung und Vorhersage der Pandemie dar, obwohl sich COVID-19 keineswegs „allen bekannten Behandlungen“ widersetzte.
Der Roman von Dean Koontz Die Augen der Dunkelheit (1981) erwähnt ein im Labor geschaffenes Virus als Test an einem Gefangenen, aber nur in Kapitel 39. Der Autor beschrieb es als in 24 Stunden fast 100-prozentig tödlich und nannte es zuerst „Gorki-400“, erst seit 1991 „Wuhan400“.
Eine in sozialen Medien kolportierte angebliche Vorhersage der Pandemie durch Nostradamus ist frei erfunden. Dessen Texte von 1551 nennen fast nie konkrete Jahresdaten und wurden als poetische Vierzeiler verfasst, so dass das angebliche Zitat viel zu lang gewesen wäre. Die angeblich auf die Epidemie bezogenen Begriffe kommen in seinem Werk teils überhaupt nicht, teils in anderem Zusammenhang vor.
In christlichen Kreisen, so zum Beispiel innerhalb einiger evangelikaler Gemeinschaften, wurde die Behauptung aufgestellt, dass die Covid-19-Impfstoffe wie auch die Vorschriften zum Tragen einer Maske beim Einkaufen die Erfüllung einer Vorhersage aus der biblischen Johannesoffenbarung seien, wonach in der Endzeit Menschen mit dem Zeichen eines apokalyptischen Tiers, das mit dem andernorts in der Bibel beschriebenen Antichristen identifiziert wurde, versehen werden und ohne dieses Erkennungszeichen „niemand kaufen oder verkaufen“ könne. Auch der Rapper Kanye West brachte die Covid-Impfungen mit dem Zeichen des Tiers in Verbindung.

## Staatliche Falschangaben

### China
Im Dezember 2019 brachte Chinas Regierung die Ärzte aus Wuhan, die erstmals vom Ausbruch der Pandemie berichteten (darunter Li Wenliang), zunächst zum Schweigen. Erst nach drei Wochen begann sie die betroffene Region abzuriegeln. In dieser Zeit wurde relativ offen im Internet über die Krise berichtet und die Regierung kritisiert. Diese startete Ende Februar 2020 eine massive Gegenoffensive. Chinesische Statistiken behaupteten einen drastischen Rückgang der Neuansteckungen außerhalb Wuhans. Die Propagandakampagne folgte der Leitlinie: Das Ausland komme weniger gut als China mit der Pandemie zurecht, Ausländer brächten Infektionen nach China, und das Virus stamme eventuell aus dem Ausland. In chinesischen sozialen Medien kursierte die Verschwörungsthese, das US-Militär habe das Virus als heimliche Biowaffe nach Wuhan gebracht. In den Staatsmedien dominieren Heldengeschichten von selbstlosen Helfern, Ärzten und Pflegekräften und einer landesweiten Mobilisierung. Sie sollen auch die Überlegenheit der eigenen Diktatur darstellen. Dazu wird auch auf die Mängel und Fehler westlicher Regierungen hingewiesen, besonders auf die von Donald Trump.
Ab 12. März 2020 behauptete auch ein Sprecher von Chinas Außenministerium auf Twitter, die US-Armee könne das Coronavirus nach Wuhan gebracht haben. Dazu verwies er auf die „Military World Games“ in Wuhan vom Oktober 2019, an denen auch ein US-Team teilnahm. Diese These stammt von Michel Chossudovskys Webseite „Global Research“, die auch Verschwörungstheorien zum 11. September 2001 vertritt und oft von russischen Staatsmedien zitiert wird.
Diese Desinformation wird mit der „Operation Infektion“ des KGB aus den 1980er Jahren verglichen, der die Krankheit Aids als Biowaffe aus einem US-Labor darstellte und sich dazu ebenfalls auf vermeintlich unabhängige ausländische Quellen berief. Die Universität Stanford zeigte Chinas gezielte Coronapropaganda in einer Studie auf.
Im Januar 2020 nahm die Polizei in Wuhan mindestens acht Ärzte fest, die über die beliebte App WeChat Gerüchte über das Virus gestreut haben sollen. Gegen 40 weitere Chinesen soll deswegen ermittelt worden sein. Tatsächlich waren über WeChat auch viele Falschinformationen und private Videos mit ungeprüften Angaben geteilt worden. Westliche Medien schätzten die Festnahmen dennoch als Vorwand zur Zensur sozialer Medien in China ein. Auch Regierungsbeamte und Staatsmedien hatten Fake News verbreitet, so ein Video vom Neubau eines angeblichen Krankenhauses in Wuhan, das tatsächlich ein Apartmenthaus in einer anderen Stadt zeigte. Nachdem sie kritische Berichte, Videos und Fotografien aus Zuständen in Krankenhäusern Wuhans und der Provinz Hubei publizierten, verschwanden im Februar 2020 in China mehrere Journalisten und Blogger, darunter der Menschenrechtsanwalt Chen Qiushi und der Journalist Li Zehua.
Seit 10. April 2020 müssen Chinas Wissenschaftler jede medizinische Fachpublikation zu COVID-19, besonders mit Angaben zur Herkunft des Virus, von der Regierung vorher genehmigen lassen. Deren interne Dienstanweisung dazu wurde im Netz entdeckt und dann gelöscht, ist aber bei Suchmaschinen noch im Cache. Noch im März hatten chinesische Forscher Aufsätze zur Herkunft des Virus problemlos auch in westlichen Zeitschriften veröffentlicht. Nun wurde befürchtet, die Regierung werde objektive Forschung dazu unterdrücken und die Theorie eines ausländischen Imports des Virus stärken.

### Russland
Russische Staatsmedien wie Russia Today und Sputnik sowie Plattformen wie SouthFront.org verbreiten seit Januar 2020 gezielt Hunderte von Falschmeldungen zur Pandemie. Dies ermittelte die Taskforce „Strategische Kommunikation“ des Europäischen Auswärtigen Dienstes (EAD). Die russische Desinformationskampagne behauptet vor allem eine künstliche Herstellung des Virus durch geheime Eliten, die USA oder die Pharmaindustrie zu einem niederen politischen Zweck. Laut EAD und Thomas Rid (Johns Hopkins University) soll die Kampagne wie in früheren Fällen Verwirrung stiften, Vertrauen in das westliche Gesellschaftssystem, seine Regierungen, Medien und Behörden untergraben, Misstrauen und Zwietracht in der EU und zwischen ihr und den USA säen. Die Methoden und Ziele hätten sich dabei seit dem Kalten Krieg kaum verändert und nur den jeweiligen technischen Möglichkeiten angepasst.
Einige der von der EAD-Taskforce ermittelten Falschmeldungen oder Verschwörungsthesen dieser Desinformationskampagne lauten etwa: Das Coronavirus sei in Biolaboren der NATO entwickelt worden (Sputnik). Es sei eine Biowaffe (Sputnik, Sender des russischen Verteidigungsministeriums TV Swesda, Sender des Oligarchen Malofejew Zargrad TV u. a.) oder Provokation der USA (RIA Novosti). Bill Gates und George Soros hätten seine Herstellung in Wuhan finanziert; diese richte sich nur gegen Asiaten. Es sei zur Ausrottung von Mongoliden und Asiaten entwickelt worden (Komsomolskaja Prawda u. a.). Es sei eine Erfindung aus Großbritannien (News Front) oder Frankreich (Russia Today) oder sei aus dem Weltraum auf die Erde gelangt (Sputnik). Die Pandemie werde durch westliche Medien aufgebauscht, um Staaten in faschistische Hygienediktaturen zu verwandeln (Sputnik) oder den Kapitalismus zu stärken (Geopolitica.ru). Liberalismus habe die Verbreitung des Virus erleichtert. Freiheit und Demokratie in Europa verhinderten seine wirksame Bekämpfung (Perwy kanal). Diktaturen seien erfolgreicher beim Kampf gegen die Pandemie (Russia Today). Hinzu kamen direkte Angriffe auf WHO-Empfehlungen und schädliche falsche Gesundheitstipps, etwa, dass Händewaschen nicht vor einer Infektion schütze (Russia Today), Hydroxychloroquin gefahrlos als Heilmittel ausprobiert werden könne (Russia Today), eine isotonische Kochsalzlösung eine Infektion heile (Antikor) oder Zink Coronaviren töte (Russia Today u. a.).
RT Deutsch streute gezielt solche Fake News und verbreitete ein Video mit dem Titel „Die Epidemie, die nie da war“ im Netz. Das Bundesinnenministerium sah darin eine Bedrohung der öffentlichen Sicherheit und gab am 24. März 2020 die schon länger bestehende Beobachtung des Senders bekannt.
Sputnik Armenien und Ren TV verbreiteten die Biowaffenthese und forderten, die USA müssten die von ihnen finanzierten Biolabore in Georgien und Armenien internationalen Beobachtern öffnen. Internationale Beobachter hatten in den vergangenen Jahren bereits Zutritt zu beiden Laboren, auch russische Journalisten hatten das georgische Labor schon öfter besucht, ohne Belege zu finden, dass die Labore Krankheiten verbreiten. Analog zu dieser Kampagne hatte der KGB schon um 1985 die Behauptung verbreitet, ein US-Militärforschungslabor in Maryland habe das HI-Virus entwickelt. Die russischen Plattformen Southfront oder Katehon verbreiten gezielt verunsichernde Meldungen über eine kommende „Tyrannei“ und veröffentlichen entsprechende Texte von Autoren wie dem Börsenmakler Dirk Müller, dem russischen Eurasianisten Alexander Dugin und dem Rechtsextremisten Manuel Ochsenreiter.
In Russland kursiert auch die These, das Virus sei in Lettland oder in einem britischen Militärlabor entwickelt worden. Laut dem japanischen IT-Sicherheitsanbieter Trend Micro nutzt eine Gruppe, die seit 2013 für Angriffe auf Einrichtungen der Ukraine bekannt ist, Desinformation zum Coronavirus von russischen Servern aus als Mittel für Advanced Persistent Threats.
Die Theorie, Bill Gates stecke hinter dem Virus, verbreiten laut dem Historiker Ilja Jablokow in Russland rechte wie linke Extremisten. Dort seien Verschwörungstheorien beliebter als im übrigen Europa, weil die Gesellschaft seit 15 Jahren einer „Gehirnwäsche“ über angebliche äußere Feinde unterzogen werde. Er erwartete, die Pandemie werde diesen Theorien in ganz Europa Zulauf verschaffen und so auch Wahlergebnisse beeinflussen.
Der Sekretär des Russischen Sicherheitsrats und vermutliche Putin-Stellvertreter Nikolai Patruschew nannte die These eines vom Menschen verursachten Coronavirus – von Clinton, Rockefeller, Soros und Biden finanziert – auch noch im Mai 2022 eine „Expertenmeinung“.

### Brasilien
Seit dem Übergreifen der Pandemie auf Brasilien verharmloste Staatspräsident Jair Bolsonaro die Gefahr und weigerte sich, Schutzmaßnahmen anzuordnen. Nach einem Besuch einer Delegation aus Brasilien in den USA wurden zwei Mitglieder am 13. März 2020 als infiziert getestet. In den Folgetagen wurden mindestens 23 Mitglieder der Delegation als infiziert getestet. Bolsonaro unternahm nichts.
Ab 18. März 2020 protestierten täglich Tausende Brasilianer in mehr als zwölf Großstädten mit Topfschlagen gegen sein Verhalten. Nachdem einzelne Gouverneure und Bürgermeister für ihren Bereich Ausgangssperren angeordnet hatten, sprach er am 25. März 2020 in einer Rede an die Nation von einer „Corona-Hysterie“, beschuldigte die Medien, Angst zu verbreiten, und forderte eine Rückkehr zur Normalität. Die für Ausgangssperren Verantwortlichen sollten das „Konzept der verbrannten Erde“ aufgeben: „Die Risikogruppe sind Personen über 60 Jahre. Wozu Schulen schließen?“ Er behauptete, Infizierte bekämen nur eine „kleine Grippe“ (gripezinha) oder „kleine Erkältung“ (resfriadinho). Bis dahin waren offiziell 2000 Brasilianer als infiziert gemeldet und 46 Personen gestorben.
Bis zum 25. März 2020 gab es mehr als 25.000 Coronavirustote weltweit und Hunderttausende Infizierte. Seither gilt Bolsonaro als Anführer der Coronaleugnerbewegung, die keinerlei Rücksicht auf wissenschaftliche Erkenntnisse nimmt. Trump hatte ihm am 7. März 2020 die Hand geschüttelt. Bis Ende März, auch als eigene Kabinettsmitglieder erkrankt waren, ignorierte Bolsonaro den Rat seines Gesundheitsministers, sich zwei Wochen lang zu isolieren, große Versammlungen zu meiden und davon abzuraten. Er machte aus dem Händeschütteln ein Trotzritual und veranstaltete Auftritte mit Hunderten Anhängern, mit denen er Selfies machte. Er behauptete, für 90 Prozent der infizierten Brasilianer verlaufe die Krankheit symptomfrei. Im Alter von 65 Jahren sei er nicht gefährdet, weil er früher Athlet gewesen sei. Er schlug vor, nur Senioren und Vorerkrankte zu isolieren. Er behauptete, Brasilianer würden sich „nie etwas einfangen“, selbst wenn sie ins Abwasser tauchten. Sie besäßen schon Antikörper, um das Virus aufzuhalten. Den Gouverneuren, die Ausgangssperren anordneten, warf er vor, Brasilien zu „zerstören“, und versuchte aktiv, ihre Maßnahmen zu blockieren. Dies verstärkte Proteste und Opposition.
Der Gouverneur von Rio de Janeiro gewann einen Rechtsstreit mit Bolsonaro und durfte weiterhin Flughäfen und Autobahnen seines Bezirks schließen. Der Gouverneur von São Paulo drohte mit Strafanzeigen gegen die Bundesregierung, falls sie seine Maßnahmen gegen die Pandemie unterlaufe. Grund dafür war das Steigerungstempo der Infektionen, nicht die absolute Zahl der bis dahin Infizierten. Deshalb warnte der Gesundheitsminister, das Gesundheitssystem des Landes werde bis Ende April 2020 zusammenbrechen. Bolsonaro dagegen fürchtete die wirtschaftlichen Folgen der Schließungen und warnte vor Chaos, Massenarbeitslosigkeit und Hunger. Politologen deuten seine Haltung als Versuch, andere für die Folgen des Lockdowns verantwortlich zu machen. Die feindselige Abwehr von Wissenschaft, Medien und Realitätssinn sei aber auch ideologisch in seinem Populismus angelegt.
Nachdem sein Gesundheitsminister Luiz Henrique Mandetta Ausgangsbeschränkungen gefordert hatte, entließ Bolsonaro ihn. Thomas Fischermann (Die Zeit) beschrieb den Rauswurf, das Leugnen und Herunterspielen der Gefahren durch COVID-19 als kaltes Machtkalkül wider besseres Wissen. Bolsonaro wisse, dass er die Bevölkerung nicht wirksam schützen könne, ohne die Wirtschaft zu gefährden, vor allem nicht die Armen in den Favelas. Daher tue er alles zum Machterhalt, damit er die Verantwortung auf andere abschieben könne. Seine Wähler aus der Mittelschicht hingegen würden von sich aus geeignete Maßnahmen zum Eigenschutz ergreifen.
Brasiliens Staatsregierung reagierte nur zögernd auf die Pandemie, schloss die Staatsgrenzen spät und nahm die USA von Einreiseverboten für Besucher aus Risikogebieten aus. Nur einige Bundesstaaten verhängten teilweise strengere Maßnahmen, deren eindämmende Wirkung jedoch wegen Bolsonaros Haltung bezweifelt wurde.
Deswegen war Brasilien laut tagesschau.de bis mindestens 26. März 2020 der einzige Staat in Südamerika, dessen Regierung keine binnenstaatlichen Maßnahmen gegen die Pandemie verhängte. Experten erwarteten daher damals schwerste Folgen und hohe Todesraten, besonders unter den Armen der dicht besiedelten städtischen Favelas (Slums) und den indigenen Völkern im Amazonas-Gebiet.
Als Reaktion auf ein Video Bolsonaros im Oktober löschte Facebook das Video, YouTube verhängte eine einwöchige Sperre. In dem Video hatte Bolsonaro behauptet, die COVID-Impfstoffe würden das Risiko einer Ansteckung nicht verringern, dafür aber andere Infektionskrankheiten verursachen. Zudem hatte er „offizielle Berichte“ der britischen Regierung zitiert, wonach vollständig Geimpfte schneller ein Immunschwächesyndrom entwickeln würden. Die britische Regierung bestritt die Existenz dieser Berichte. Ein brasilianischer Ärzteverband teilte mit, über einen Zusammenhang zwischen den Corona-Impfstoffen und AIDS gebe es keine Erkenntnisse.

### Mexiko
Im Februar 2020 erreichte die Pandemie Mexiko. Staatspräsident Andrés Manuel López Obrador weigerte sich konstant, die Bevölkerung mit korrekten Informationen darüber zu versorgen. Nach dem ersten COVID-19-Fall im Land behauptete er gegen alle bekannten Fakten: „Gemäß den verfügbaren Informationen ist es [das Virus] nicht schrecklich oder tödlich. Es ist nicht einmal so schlimm wie die Grippe.“ Anfang März, als Mexikos Gesundheitsbehörden räumliche Distanzierung empfahlen, widersprach er ihnen öffentlich direkt: „Da gibt es jene, die sagen, wegen des Coronavirus sollen wir aufhören uns zu umarmen. Aber wir sollten umarmen. Nichts wird passieren.“ Er selbst missachtete demonstrativ die Ratschläge der eigenen Gesundheitsexperten und setzte seine Massenauftritte im ganzen Land fort, wo er Anhänger umarmte, küsste und ihnen die Hände schüttelte.
Am 24. März 2020 verhängten viele Regionen und Kommunen in Mexiko Versammlungssperren, schlossen Bars, Restaurants und Kinos und rieten dringend, möglichst zuhause zu bleiben. Daraufhin veröffentlichte Obrador auf Twitter ein Video, in dem er die Mexikaner ermutigte: „Wenn ihr die Mittel dazu habt, geht weiter mit eurer Familie in Restaurants zum Essen. Das wird die Wirtschaft stärken.“
Wegen Obradors Haltung unterließ seine Regierung angemessene Maßnahmen zur Verhütung und zum Entdecken von Infektionen. Mitte März protestierten Arbeiter im Nationalinstitut für Atemwegserkrankungen gegen das Fehlen klarer Vorgehensweisen gegen COVID-19 und die verspätete Reaktion des Gesundheitsministers auf die Pandemie. Ärzte beklagten, dass die Verweigerungshaltung der Regierung den Zugang zu Tests derart begrenzt habe, dass die tatsächliche Zahl der Infizierten unmöglich feststellbar sei. Diese liege fast sicher weit über der offiziellen Statistik, die bis 26. März 2020 475 COVID-19-Fälle und sechs Tote auswies.
Auf Fragen zu seinem Verhalten und zu den Sorgen des medizinischen Personals erklärte Obrador: Journalisten zögen Vorteile aus der Pandemie, um zu verzerren, zu alarmieren und die Regierung zugunsten der Opposition anzugreifen. Die Konservativen würden sich freuen, wenn er sich anstecke, „damit sie uns alles vorwerfen können.“
Bis 23. März 2020 erreichten mexikanische Nichtregierungsorganisationen drei Gerichtsurteile, die feststellten, Obradors Regierung habe bezüglich der Pandemie versagt, und sie anwiesen, für Tests und Behandlungsmöglichkeiten zu sorgen. Am 24. März räumte die Regierung erstmals ein, dass sich das Virus in Mexiko ausbreite. Weil viele Mexikaner an Adipositas und Diabetes mellitus leiden und somit zu den laut WHO besonders gefährdeten Risikogruppen gehören, erwartet die Pan American Health Organization bis zu 700.000 Schwerkranke in Mexiko, die Beatmung brauchen. Da dort derzeit nur 2500 Intensivbetten und 5500 Beatmungsgeräte vorhanden sind, werden hohe Todesraten befürchtet. Auch Migranten in Lagern entlang der Landesgrenzen und Häftlinge gehören zu den am stärksten betroffenen Risikogruppen in Mexiko.
Die WHO und Menschenrechtsgruppen wie Human Rights Watch kritisierten Obrador daher scharf und mahnten, seine Regierung müsse ihrer Verpflichtung zu akkurater Aufklärung und Schutz der Bevölkerung nachkommen. Alles andere führe nur zu vermeidbarem Tod.

### USA
US-Präsident Donald Trump hat in dreijähriger Amtszeit bis 20. Januar 2020 nach der Buchführung der Washington Post 16.241 falsche oder irreführende öffentliche Aussagen gemacht.
Auch nach den ersten Todesfällen in den USA (ab 21. Januar 2020) und dem am 14. März 2020 ausgerufenen nationalen Notstand trat er fast täglich mit Abwiegeln, Falschangaben, Lügen, Wunschdenken und Verzerrungen in Bezug auf die Pandemie hervor.
| Datum                      | Aussage | Einordnung |
| -------------------------- | --- | --- |
| 22. Januar 2020            | Nach dem ersten Todesfall in den USA fragt ein Reporter, ob Trump besorgt sei: „Nein, überhaupt nicht. Wir haben es total unter Kontrolle. Es ist eine Person, die aus China kam, und wir haben es im Griff. Es wird alles gut.“ | |
| 30. Januar 2020            | Trump verbietet Einreisen aus China und sagt bei einem Wahlkampfauftritt: „Wir haben sehr wenig Probleme in diesem Land im Augenblick – nur fünf [Corona-Tote]. Wir denken, es wird sehr gut ausgehen.“ | Die WHO erklärt einen globalen Gesundheitsnotstand. |
| 2. Februar 2020            | „Wir haben so ziemlich ausgeschlossen, dass es [das Virus] aus China kommt.“ | In den folgenden 48 Stunden erkranken 40 Passagiere der Diamond Princess, darunter acht US-Bürger, an COVID-19. Am 4. Februar stellt Japan das Kreuzfahrtschiff mit 3600 Personen an Bord unter Quarantäne. |
| 7. Februar 2020            | Das Virus werde sich abschwächen ab April, im warmen Wetter, das einen „sehr negativen Effekt“ auf diesen Virustyp habe. | Laut WHO kann das Virus sich in allen Klimaregionen und Wetterlagen verbreiten. Saisonaler Rückgang lässt sich erst später feststellen. |
| 14. Februar 2020           | „Wir haben eine sehr kleine Zahl von infizierten Leuten im Land. Ungefähr 12. Vielen davon gehts besser, einige sind voll erholt. So sieht’s ziemlich gut für uns aus.“ | Bis zum 20. Februar meldet die WHO 77.000 Infizierte weltweit. |
| 24. Februar 2020           | Das Virus „ist sehr stark unter Kontrolle.“ Der Aktienmarkt „beginnt sehr gut auszusehen für mich!“ | Der Dow Jones Industrial Average stürzt um mehr als 1000 Punkte ab. Trump fordert 1,25 Milliarden US-Dollar Soforthilfe vom Kongress. |
| 26. Februar 2020           | „Wenn man 15 Leute [COVID-19-Fälle] hat, und die 15 in ein paar Tagen heruntergehen auf fast Null, dann haben wir einen ziemlich guten Job gemacht.“ | Gesundheitsminister Alex Azar gab kurz zuvor den Experten Recht, die seit mehr als einem Monat vorhergesagt hatten: „Wir werden mehr Fälle in den USA sehen“. Die ersten Infektionsfälle ohne klare Herkunft tauchen in den USA auf. |
| 27. Februar 2020           | Es werde eines Tages „wie durch ein Wunder“ verschwinden. | Chefvirologe Anthony Fauci warnte kurz darauf vor einem rapiden Anstieg der Infektionen, der dann eintrat. |
| 2. März 2020               | Pharma-Unternehmen „werden Impfstoff haben, denke ich, relativ bald.“ | Zuvor hatten Berater Trump bei einem Treffen mit Pharmavertretern erklärt, es könne 12 bis 18 Monate dauern, einen Impfstoff zu entwickeln. Er antwortete, er bevorzuge eine Dauer von wenigen Monaten. |
| 4. März 2020               | Barack Obama und Joe Biden „haben nichts dagegen getan“ (zur Schweinegrippe). Obama habe über Tests eine Entscheidung getroffen, die sich jetzt als „sehr schädlich“ erwiesen habe. | Obamas Regierung wollte private Labortests von einer Genehmigung der FDA abhängig machen, setzte dies aber nicht um. Das von den Demokraten beherrschte Repräsentantenhaus der Vereinigten Staaten bewilligt 8,3 Milliarden Soforthilfen gegen das Virus, weit mehr, als Trump beantragte.                                                                            |
| 4. März 2020               | „Ich denke, die 3,4 %-Zahl ist wirklich eine falsche Zahl. Nun ist das bloß mein Gefühl, aber es beruht auf vielen Gesprächen… weil viele Leute das haben, und es ist sehr mild, es geht ihnen sehr schnell besser, sie gehen nichtmal zum Arzt, sie rufen ihn nichtmal an. Man hört nie über diese Leute, also kann man sie nicht zur Corona-Grippe zählen. Ich persönlich würde sagen, die Zahl liegt weit unter ein Prozent.“ | Die WHO teilte zuvor mit, dass die globale Todesrate der Pandemie nach allen verfügbaren Zahlen an diesem Tag bei 3,4 Prozent lag. Sie verwies erneut auf den enormen Unterschied zur Todesrate bei Grippe (0,1 Prozent). |
| 6. März 2020               | „Jeder, der einen Test braucht, kriegt einen Test. Sie sind da. Die haben die Tests. Und sie sind wunderschön.“ | Testkapazitäten fehlen landesweit und in vielen Bundesstaaten. Einen Tag vorher hatte Vizepräsident Mike Pence zugegeben, es gebe derzeit nicht genug Tests für den erwarteten Bedarf. |
| 8. März 2020               | „Ich habe nicht die geringste Sorge.“ | Bis dahin waren 729 US-Bürger als infiziert gemeldet und 26 daran gestorben. Die WHO hatte das globale Infektionsrisiko benannt. |
| 9. März 2020               | „So viel Fake News!“ „Wir haben es sehr gut im Griff.“ | Am 9. März kommt es zum stärksten Börsenkrach an der Wall Street seit der Finanzkrise 2008. |
| 10. März 2020              | „Es wird weggehen. Bleibt einfach ruhig. Es wird weggehen.“ | Bis dahin waren weltweit ~4000 Menschen an COVID-19 gestorben. Mehr als 1200 US-Bürger waren am Folgetag infiziert. Erwartet wurde eine Infektion von bis zu 100 Millionen US-Bürgern. Dazu Trump am selben Tag: „Alles verschiedene Zahlen. Sehr große Zahlen, und auch ein paar kleine, nebenbei.“                                                                  |
| 11. März 2020              | Die privaten Versicherungsgesellschaften hätten zugesagt, alle Zuzahlungen für Coronabehandlungen zu erlassen, den Versicherungsschutz auf diese auszudehnen, und überraschende medizinische Rechnungen zu verhüten. | Die Versicherer wollten nur auf Zuzahlungen bei Virustests verzichten und dafür Rabatte gewähren. Erst das zweite Coronagesetz des US-Kongresses zwang sie zur Übernahme der Testkosten. Die Bundesregierung zwang sie nicht, Folgebehandlungen abzudecken und COVID-19-Patienten die Kosten für andere Tests und Diagnosen zu erlassen.                              |
| 11. März 2020              | Die USA würden „alle Reisen von Europa aussetzen, außer vom Vereinigten Königreich, für die nächsten 30 Tage“. Das Verbot betreffe „nicht nur die riesige Menge von Handel und Frachten, sondern verschiedene andere Dinge, wenn wir Zustimmung kriegen.“ | US-Bürger, legale Dauergäste, ihre Familien und Bürger aus EU-Staaten außerhalb des Schengen-Raums dürfen weiter einreisen. Am Folgetag twittert Trump, Handel und Frachten seien nicht betroffen. Später dehnt er das Einreiseverbot auf Großbritannien und Irland aus.                                                                                              |
| 12. März 2020              | Alle einreisenden US-Bürger würden auf COVID-19 geprüft. Infizierte würden nicht auf Inlandsflüge gelassen und in Quarantäne gehalten. | Testkapazitäten fehlen überall im Land. Weder werden alle einreisenden US-Bürger getestet noch Infizierte zu Quarantäne verpflichtet. |
| 13. März 2020              | Obamas Reaktion auf das H1N1-Virus 2009 „war ein völliges Desaster, mit Tausenden Toten, und keiner Tat von Bedeutung, um das Testproblem zu lösen, bis jetzt“. | Tests waren 2009 kein Problem, sondern verzögerte Impfstoffproduktion. Obama erklärte 14 Tage nach dem ersten H1N1-Fall einen Gesundheitsnotstand. Trump erklärte den Notstand mehr als 60 Tage nach dem ersten COVID-19-Fall in den USA. |
| 13. März 2020              | Google baue eine Website, die US-Bürgern Testbedarf und die nächste Teststelle aufzufinden helfen solle. | Google wusste nichts davon. Verily wollte die fragliche triage website aufbauen, aber nur für den Raum um San Francisco. Google versprach nachträglich, eine separate Website für Trumps Erwartung zu schaffen. |
| 17. März 2020              | „Ich habe immer gewusst, dass dies eine reale, eine Pandemie ist. Ich fühlte, es sei eine Pandemie, lange bevor es so genannt wurde. Ich habe es immer als sehr ernst betrachtet.“ | Siehe 7. und 27. Februar und öfter. Trump verglich die Pandemie noch Wochen nach ihrer Ankunft in den USA mit der gewöhnlichen Grippe. |
| 17. März 2020              | Trump behauptet, die WHO habe keine Infektionstests angeboten und ihre Tests seien „schlecht“. | Laut WHO hatten drei unabhängige Labore ihren Test als gültig bewertet. Der Corona-Koordinator des Weißen Hauses geht von der Zuverlässigkeit der WHO-Tests aus. |
| 19. März 2020              | Die FDA habe dem Einsatz von Chloroquin gegen COVID-19 sehr schnell zugestimmt. | FDA-Vertreter widersprachen rasch: Das Mittel müsse erst klinisch getestet werden. Es sei nicht für COVID-19 zugelassen. Ärzte müssten es individuell für diesen Zweck verschreiben. Fauci sagte am selben Tag: Es gebe kein „magisches Mittel“ gegen COVID-19 und derzeit keine als sicher und wirksam bewiesene Therapie.                                           |
| 20. März 2020              | Er habe den Defense Production Act (DPA) aktiviert. Es arbeiteten bereits „viele Leute sehr hart an Beatmungsgeräten“ und anderem. | Eine Anordnung Trumps nach dem Gesetz an Firmen, bestimmte Produkte herzustellen, erfolgte nicht. Darauf angesprochen, ruderte Trump zurück. Als FEMA-Direktor Pete Gaynor am 24. März bekanntgab, man wolle das Gesetz zum Anfordern von 60.000 Testausrüstungen nutzen, twittert Trump, er werde das nicht tun.                                                     |
| 21. März 2020              | Automobilhersteller hätten zugesagt, medizinische Beatmungsgeräte zu bauen. Sie seien schon dabei. | Ford und General Motors hatten ihre Produktion in Nordamerika gestoppt und erklärt, sie seien Monate von der Herstellung von Beatmungsgeräten entfernt. General Motors begann erst nach Trumps Behauptung, diese zu planen. Elon Musk sagte, seine Firma Tesla könne Beatmungsgeräte bauen, aber nicht sofort.                                                        |
| 23., 24. und 29. März 2020 | Bei fortgesetzter Schließung der Wirtschaft würden Suizide „definitiv in weit größeren Zahlen“ als bei COVID-19 auftreten. | 2017 gab es etwa 47.000 Suizide in den USA. Ende März 2020 schätzte die US-Regierung die zu erwartenden Coronatoten in den USA auf 100.000 bis 240.000. Andere schätzten sie auf 1,1 bis 1,2 Millionen. |
| 24. März 2020              | Der Gouverneur von New York Andrew Cuomo habe 2015 eine Chance verpasst, 16.000 Beatmungsgeräte kostengünstig zu kaufen. | Das Gesundheitsministerium von New York hatte 2015 einen Bedarf von rund 16.000 zusätzlichen Beatmungsgeräten für eine Influenzapandemie vom Ausmaß wie 1918 errechnet, aber daraus keine Kaufempfehlung abgeleitet. Trump hatte die Quelle der Zahl nicht gelesen.                                                                                                   |
| 24. März 2020              | Cuomo habe Todesgremien und Lotterien für New York im Fall einer Pandemie eingerichtet. | Nach den Richtlinien von 2015 sollten Krankenhäuser notfalls ein Triage-Komitee anrufen, das dann über die Zuweisung von Beatmungsgeräten entscheiden würde. Cuomo richtete nie eine Lotterie ein. |
| 24. März 2020              | Trump will das Land bis Ostern öffnen: „Wir können die Kur nicht schlimmer werden lassen als das Problem selber.“ | Chefvirologe Anthony Fauci: „Der Präsident hat das ehrgeizige Ziel, dass wir die Maßnahmen bald zu einem bestimmten Datum aufheben können. Wir haben mit ihm darüber gesprochen und ihm gesagt, wir müssen flexibel sein. Er versteht und akzeptiert das.“ |
| 24./25. März 2020          | Die USA hätten Südkorea beim Testen auf COVID-19 überholt: „Wir bewegen uns proportional sehr rapide nach oben.“ | Am 25. März wurden anteilig fünfmal soviele Südkoreaner auf COVID-19 getestet wie US-Bürger. |
| 26. März 2020              | „Niemand hätte je gedacht, dass ein Ding wie dieses [die Pandemie] hätte geschehen können.“ | Es gab seit 2010 zahlreiche Warnungen vor einer globalen Pandemie und ihren Folgen von Experten außer- und innerhalb der Regierung. 2018 analysierte ein Experte, wie vorbereitet die USA auf eine Pandemie wie Ebolafieber seien, und stellte fest: fast gar nicht.                                                                                                  |
| 26./27. März 2020          | Gouverneure von Bundesstaaten hätten „eine Menge Ausrüstung angefordert, die sie denke ich nicht brauchen.“ „Ich habe ihnen mitgeteilt, sie sollten dankbar sein … Wir haben einen großartigen Job gemacht.“ | |
| 29. März 2020              | Er habe das [vom 26./27. März] „nicht gesagt“. | |
| 29./30. März 2020          | Krankenhäuser würden eine „künstlich aufgeblasene Menge“ an Gesichtsmasken und Ausrüstung anfordern, die eventuell „durch die Hintertür gehen“. Er glaube, „es ist schlimmer als Hamstern“. | Belege fehlen. Cuomo hatte Anfang März nur anekdotisch von vereinzelten Diebstählen in Krankenhäusern berichtet. |
| 30. März 2020              | „Wir erbten einen kaputten Test.“ | Es konnte keinen Test für das Virus geben, bevor es auftrat. China bestätigte seine Existenz am 31. Dezember 2019 und gab das Genom am 7. Januar bekannt. Die Centers for Disease Control and Prevention (CDC) lieferten zuerst verunreinigte Tests an Bundesstaaten und verzögerten die Lieferung bürokratisch. Das kostete die USA mehrere Wochen Zeit beim Testen. |
| 31. März 2020              | „Wir stoppten ganz Europa. Wir begannen mit bestimmten Teilen Italiens, dann ganz Italien. Dann sahen wir Spanien. Dann sagte ich: Stoppt Europa. Wir müssen sie stoppen, hierher zu kommen.“ | Das Einreiseverbot betraf immer nur einen Teil Europas und wurde nicht schrittweise für Einzelstaaten verhängt. |

Die lange Desinformation führte mit dazu, dass die USA Schutzmaßnahmen viel später als andere Staaten ergriffen, Ausgangssperren den Bundesstaaten überließen und Engpässe bei Tests nicht behoben. Ab etwa 10. März hielten Experten einen unkontrollierbaren rapiden Anstieg der Infektionen in den USA daher für unaufhaltsam.
Spätestens ab 11. März 2020 wurde bemerkt, dass Trump gerade dann, als auch einige Republikaner allmählich den Ernst der Lage erkannten, seine Strategie verstärkte: Falschaussagen verbreiten, Experten widersprechen, Verantwortung anderen zuschieben und so tun, als könne er sich aus der Krise bluffen.
Trump hatte die von Obama eingerichtete Pandemie-Taskforce im CDC 2018 weitgehend aufgelöst und nicht erneuert. Seit Dezember 2019 hatte er Fake News von QAnon-Anhängern auf Twitter geteilt und ihnen so riesige Reichweite verschafft. Wie sie greift er Verwaltungsbeamte ständig als „tiefen Staat“ an. Am 14. März gründete der Betreiber der Plattform 8chan, auf der einige rechtsextreme Massenmörder ihre Terroranschläge angekündigt hatten, einen Wahlkampfverein für QAnon-Anhänger. Dazu gehören laut Media Matters mindestens 30 Republikaner, die für den US-Kongress kandidieren. Das FBI stuft QAnon als potenzielle Terrorgefahr ein. Trumps Verhalten zur COVID-19-Pandemie wird auch aus seiner Nähe zu dieser Szene erklärt, für die die empirische Realität „optional, in der Regel lästig“ sei. Seine Reaktionsmuster (Abwiegeln, die Schuld auf andere schieben, inkonsistent selektive Einreiseverbote verhängen, sich selbst loben, Verwirrung stiften) haben laut Christian Stöcker (Der Spiegel) erheblich zur Eskalation der Krise beigetragen. Die exponentiell wachsende Zahl der Todesopfer der Pandemie hätten sowohl die fortgesetzte Realitätsverleugnung Trumps und seiner Anhänger als auch die eklatanten Schwächen des US-Gesundheitssystems aufgedeckt: 28 Millionen US-Bürger sind nicht krankenversichert, ebenso elf Millionen nicht eingebürgerte Einwanderer, eine unbekannte Zahl hat kein Anrecht auf Lohnfortzahlung im Krankheitsfall.
Am 11. April 2020 berichtete die New York Times (NYT), Trump habe seit Dezember 2019 genaue Informationen über die Gefahr der Pandemie und erforderliche Gegenmaßnahmen erhalten, diese aber monatelang ignoriert. Bei einer Pressekonferenz, die eigentlich über administrative Maßnahmen zur Pandemie informieren sollte, zeigte Trump daraufhin ein Werbevideo, das seine Reaktionen darauf als fehlerlos und weitsichtig darstellte und die Medien der Lügen und Verschleierung der Risiken bezichtigte.
Daraufhin schaltete der Fernsehsender MSNBC die Liveübertragung der Pressekonferenz ab und kündigte an, Regierungspressekonferenzen nur noch zu übertragen, wenn sie ihre vorgesehene Aufgabe erfüllten. Der frühere Herausgeber der NYT Howell Raines erklärte, das Werbevideo sei nach seiner Erfahrung einer der erstaunlichsten Akte von Desinformation seit der Ära des Vietnamkriegs gewesen.
Am 21. April 2020 ließ Trump die Greencard-Genehmigungen für sechs Wochen aussetzen und begründete dies mit Falschbehauptungen: Einwanderer würden das Virus in den USA weiterverbreiten, belasteten das US-Gesundheitssystem und nähmen arbeitslosen US-Bürgern die noch übrigen oder künftigen Jobs weg. Statistisch hatte die heimische US-Bevölkerung jedoch mit weitem Abstand anteilig die meisten Infizierten und Todesfälle, etwa 40-mal mehr als Mexiko. Laut dem Cato Institute besteht keinerlei Zusammenhang zwischen Einwanderung und Infektionsrate in den USA. Einwanderer schaffen in den USA nachweislich mehr Arbeitsplätze für US-Bürger. Das Dekret wurde daher als Wahlkampfaktion eingestuft, mit der Trump wie schon 2016 Einwanderer dämonisiere, um seine Wähler zu mobilisieren, und Handeln vortäusche, um von fehlenden, falschen und gescheiterten Maßnahmen gegen die Pandemie abzulenken.
Bei seinen Pressekonferenzen zur Pandemie bevorzugt Trump oft Journalisten von OAN, da deren Fragen ihn positiv darstellen, und lobt OAN auch auf Twitter gegenüber anderen Sendern. OAN hatte Trumps Auftritte als Präsidentschaftskandidat live übertragen, die Pizzagate-These gegen Hillary Clinton gestützt und verbreitet für Trump günstige Falschmeldungen. Der Medienforscher Phil Napoli (Duke University) und der Historiker Julian Zelizer (Princeton University) halten Trumps Werbung für einen unseriösen Sender bei gleichzeitigen Angriffen auf seriöse Sender inmitten einer Pandemie für historisch beispiellos. Trotz aller üblichen Konflikte mit der Presse habe keiner seiner Vorgänger so offen Desinformation unterstützt. Das gefährde die Bevölkerung physisch, weil sie akkurate und zuverlässige Information über das Virus und seine Behandlung brauche. Trump schwäche gerade jene Medien, die diese Informationen bringen könnten, und erschwere damit auch die Rückkehr zu einer Art Normalität.

### Deutschland
Am 14. März 2020 warnte Gesundheitsminister Jens Spahn auf Twitter unter dem Titel „!Achtung Fake News!“ vor dem Gerücht, die Bundesregierung werde bald „massive weitere Einschränkungen des öffentlichen Lebens ankündigen. Das stimmt NICHT!“ Am 16. März kündigte die Bundesregierung exakt solche Maßnahmen an. Am Abend erklärte Spahn, er habe angesichts vieler Falschmeldungen zeigen wollen, dass die Grundversorgung gesichert bleibe. Er habe gewusst, dass Einschränkungen kommen, nur nicht wann. Spahns Tweet wurde daher von vielen Seiten scharf kritisiert: Er habe das Vertrauen in die Regierung stark beschädigt und den Kampf gegen wirkliche Corona-Fake-News erschwert. Der Tweet sei Paradebeispiel einer Fake News gewesen und habe den Sinn der neuen Maßnahmen indirekt in Frage gestellt, weil eine in 48 Stunden so stark erhöhte Infektionsgefahr nicht plausibel erscheine.
Am 13. März 2022 behauptete Gesundheitsminister Karl Lauterbach im Zuge seiner Warnungen vor Lockerungen der Maßnahmen auf Twitter, Deutschland habe jetzt die höchste Inzidenz Europas, obwohl mehrere europäische Staaten eine zum Teil deutlich höhere hatten.

### Serbien
Zwischen dem 19. März und dem 1. Juni 2020 starben in Serbien 632 Menschen, die positiv auf das Coronavirus getestet wurden. Dies geht aus internen Unterlagen des dortigen staatlichen COVID-19-Informationssystems hervor, die von Balkan Insight veröffentlicht wurden. Offiziell bekanntgegeben wurde aber nur die Zahl von 244 Toten. Auch gab es zwischen dem 17. und dem 20. Juni 2020 mindestens 300 Neuinfektionen pro Tag, bekanntgegeben wurden aber für diesen Zeitraum, der unmittelbar vor den serbischen Parlamentswahlen lag, nur höchstens 97 tägliche Neuinfektionen. Der am 15. März 2020 verhängte Ausnahmezustand wurde am 6. Mai 2020 aufgehoben; Medien und Öffentlichkeit wurden danach auf die offizielle Webseite zum Coronavirus verwiesen. Das Batut-Institut, das die Veröffentlichungen zur Pandemie in Serbien koordiniert, sowie andere offizielle Stellen verweigerten auf Nachfragen von BalkanInsight zur Differenz von veröffentlichten und internen Zahlen die Auskunft.

### Iran
Im Iran verfolgen die Behörden laut Reporter ohne Grenzen jede Berichterstattung zur Pandemie, inhaftieren und verhören Journalisten und Bürger, die offizielle Zahlen und das Krisenmanagement der Regierung anzweifeln. Das Regime verdächtigt die USA als Urheber des Virus; es sei vielleicht Ergebnis einer „amerikanischen biologischen Kriegsführung“, bei der auch Israel mitwirke. Der Oberste Führer Ali Khamenei wies Hilfslieferungen aus den USA als „Methode, das Virus noch weiter zu verbreiten“, strikt zurück. Es sei „speziell für Iran entwickelt worden, unter Verwendung der genetischen Daten von Iranern“. In seiner Neujahrspredigt hatte er die Pandemie am 22. März 2020 zunächst noch auf das Wirken böser Geister (Dschinns) zurückgeführt. Später hieß es auf seiner Webseite, es gebe „keinen Zweifel“, dass „Juden und insbesondere Zionisten“ eine besondere „Beziehung zum Teufel und zu Geistern“ hätten. Zusätzlich wird in iranischen Schulbüchern behauptet, dass westliche Medien die Pandemie vorsätzlich übertrieben hätten mit dem Ziel, eine breite Teilnahme an den Feierlichkeiten zum Gedenken an die iranische Revolution zu verhindern.

### Weitere Staaten
Die Diktaturen Nordkorea, Turkmenistan und Tadschikistan haben bis 10. April 2020 keinen einzigen COVID-19-Fall gemeldet. Die turkmenischen Behörden müssen das Wort „Coronavirus“ vermeiden, damit sich möglichst wenig Informationen über die Pandemie im Land verbreiten. Der Präsident Gurbanguly Berdimuhamedow befahl seinen Ministern, Steppenraute abzubrennen, deren Rauch angeblich Viren vernichten soll. Der tadschikische Präsident feierte Ende März mit 12.000 Schülern und Studenten das traditionelle Frühjahrsfest Nouruz. Er lobte sein Volk für das Einhalten strenger Hygiene, ohne vor Ansteckungsgefahren zu warnen.
Die Verteidigungsministerin von Simbabwe erklärte die Pandemie unter dem Beifall ihrer Anhänger zu einem „Werk Gottes, der Länder bestraft, die uns mit Sanktionen belegt haben“.
In Österreich behauptete die Landessanitätsdirektion von Tirol entgegen Experten noch am 5. März 2020, eine Infektion mit dem Virus in Skigebieten sei „aus medizinischer Sicht sehr unwahrscheinlich“. Österreichs Regierung gab Warnungen mehrerer europäischer Staaten nicht an Tiroler Behörden weiter, so dass weitere Urlauber anreisten und sich ansteckten. Erst am 13. März 2020 erklärte Kanzler Sebastian Kurz unter internationalem Druck, das Tiroler Paznauntal mit den Orten Ischgl und St. Anton am Arlberg würden isoliert. Viele Urlauber verließen die Orte am selben Tag auf eigenen Wegen und verbreiteten so das Virus in vielen Teilen Europas.
Der Präsident von Belarus, Aljaksandr Lukaschenka, gab die Empfehlung aus, gegen das Coronavirus Wodka zu trinken und in die Sauna zu gehen.
Venezuelas Präsident Nicolás Maduro empfahl Thymian-Extrakt zur Heilung von COVID-19 und Vorbeugung gegen die Krankheit. Daraufhin schränkte Facebook die Seite Maduros wegen der Verbreitung von Falschinformation ein und löschte ein entsprechendes Video.
John Magufuli, Präsident von Tansania, rief dazu auf, zu beten und traditionelle afrikanische Kräutermedizin zu verwenden.
Er entließ den Leiter des staatlichen Gesundheitslabors, in dem die PCR-Tests durchgeführt wurden und erklärte danach, in seinem Land gäbe es keine Coronaviren mehr. Erst seine Nachfolgerin Samia Suluhu Hassan erkannte die Pandemie an und gab zu, dass es auch in Tansania COVID-19-Fälle gibt.

## Wissenschaftliche Einordnung
Ein Wissenschaftlerteam der Universität Oxford untersuchte 225 Einzelthesen zu COVID-19, die vom 1. Januar bis 31. März 2020 in Umlauf gebracht und vom International Fact-Checking Network (IFCN) und Google Fact Checking Tools als falsch oder irreführend beurteilt wurden. Hauptergebnisse waren:
- Die Gesamtmenge der Falschmeldungen wuchs in dieser Frist entsprechend der Menge unabhängiger englischsprachiger Faktenchecks um mehr als 900 %.
- 59 % der 225 Beispiele verzerrten, verbogen, rekontextualisierten und überarbeiteten vorhandene, oft zutreffende Informationen. 38 % waren vollständig erfunden, meist mit einfachen Mitteln („billige Fakes“).
- Die rekonfigurierten Falschmeldungen stellten 87 %, die freien Erfindungen 12 % der Interaktionen auf sozialen Medien.
- 80 % der Falschaussagen kamen von gewöhnlichen Leuten („von unten“) und wurden wenig geteilt. 20 % kamen von Politikern und Prominenten („von oben“), stellten aber 69 % der Interaktionen dazu.
- Einige „von unten“ erstellte Falschaussagen erhielten große Reichweite im Netz, vermutlich noch größere durch private Chats und SMS-Botschaften.
- 39 % der Aussagen beziehen sich auf Maßnahmen von Regierungen, WHO und UNO.
- 88 % der Beispiele erschienen auf sozialen Medien, 9 % auch im Fernsehen, 8 % wurden von Nachrichtensendern, 7 % von anderen Webseiten publiziert.
- Twitter ließ 59, YouTube 27, Facebook 24 % aller von Faktenchecks als falsch gekennzeichneten Inhalte stehen.

Cristina Tardáguila, Ko-Leiterin des IFCN, nannte COVID-19 „die größte Herausforderung, mit der Faktenchecks jemals konfrontiert waren“.
Bei einer Umfrage des Pew Research Centers in den USA nahmen rund 29 % der Befragten an, COVID-19 sei im Labor gezüchtet worden. 43 % glaubten an einen natürlichen Ursprung, 25 % gaben an, es nicht zu wissen, 1 % meinte, das Virus existiere gar nicht. 37 % der Anhänger von Verschwörungsmythen wählten laut Umfrage die Republikaner, 21 % die Demokraten.
Eine Studie, die im Canadian Journal of Political Science veröffentlicht wurde, sieht in den USA eine starke Korrelation zwischen dem Konsum konservativer, rechtsgerichteter Medienkanäle und dem Glauben an Falschinformation zu COVID-19. Zu den betroffenen Medienkanälen werden Breitbart und Fox News gezählt. Diese griffen Falschinformationen zu COVID-19 häufiger auf als der Durchschnitt der Medienkanäle.
Der Kognitionswissenschaftler John Cook vergleicht die Reaktionen und Rhetorik der Regierung Donald Trumps zur Pandemie mit Wissenschaftsleugnung, besonders mit der Klimawandelleugnung: Beide verliefen in denselben fünf Stadien von „Es geschieht nicht“ über „es ist nicht unsere Schuld“, „es ist nicht so schlimm“, „Lösungen sind zu teuer“ bis zu „es ist zu spät“. Auch der Psychologe Stephan Lewandowsky verweist auf ähnliche Reaktionsmuster und die zum Teil identischen Betreiber. Sie sähen das Virus wie den Klimawandel als Bedrohung für die Wirtschaft und deren grundsätzliche Funktionsweise an.
Die Sozialpsychologin Pia Lamberty beschrieb die Pandemie als „Prototyp von Kontrollverlust“, auf den viele Menschen mit Verschwörungstheorien reagierten. Das Sehen von eventuell nicht vorhandenen Erklärungsmustern sei eine zu erwartende Reaktion auf das Gefühl, keinen Einfluss auf die Ereignisse zu haben, um für sich Kontrolle wiederzugewinnen. Lamberty/Nocun wiesen zudem darauf hin, dass ein Virus „eine abstrakte und unsichtbare Bedrohung“ darstelle, wohingegen „der angebliche Verursacher der mutmaßlichen Verschwörung […] konkret und in seiner oder ihrer imaginierten Boshaftigkeit vorhersehbar“ sei. Auch das mache den Glauben an Verschwörungstheorien attraktiv.
Michael Butter, ein anerkannter deutscher Forscher zu Verschwörungstheorien, erklärte in einem Interview:
- Seit der Pandemie gebe es zwar wie in jeder unsicheren Zeit sehr viele solcher Theorien, aber kaum substantiell Neues, sondern Rückgriffe auf bekannte Muster.
- Die Feindbilder seien austauschbar: Von Antiamerikanismus geprägte Menschen sähen die USA, von Rassismus gegen Asiaten geprägte Menschen China als Urheber des Virus, andere die Pharmaindustrie, das internationale Finanzkapital oder den „tiefen Staat“. Das Virus diene immer „als neues Klötzchen eines bestehenden Baukastens“.
- Behauptungen vermeintlicher Experten seien eine problematische wissenschaftliche Meinung, aber noch keine Verschwörungstheorien. So lasse etwa Wolfgang Wodarg typischerweise Gegenmeinungen etablierter Wissenschaftler weg oder stelle sie als abwegig hin, behaupte aber nicht, dass die Regierung die angebliche Hysterie für ein größeres Ziel bewusst schüre und wissenschaftliche Fakten gezielt verdrehe.
- Erst wenn Plattformen wie Rubikon, KenFM oder Russia Today solche Meinungen aufgreifen und ins eigene Narrativ einbauen, werde daraus eine Verschwörungstheorie. Fast die Hälfte der dort publizierten Texte frage, wer hinter der Coronakrise stecke, wem sie nütze, um die vermeintlichen „eigentlichen Drahtzieher“ zu identifizieren.
- Staatsbehörden müssten daher von Anfang an offen kommunizieren, auf die ständig sich ändernde Faktenlage hinweisen und keine Zukunftsgewissheit vorgaukeln. Politiker müssten den Eindruck von Selbstprofilierung vermeiden.
- Jeder, der mit großer Reichweite umstrittene Positionen zur Pandemie vertritt, müsse bedenken, dass es dabei um Leben oder Tod geht. Dass etwa die Virologin Karin Mölling ihre legitime wissenschaftliche Position auf KenFM dargestellt habe, sei unverantwortlich: Sie müsse wissen, dass ihre Meinung dort für verschwörungstheoretische Zwecke benutzt und selbst zum Teil dieser Verschwörungstheorien gemacht werde.
- Verschwörungstheoretiker sähen Wissenschaftler auch aus völlig fachfremden Bereichen als hochwillkommene Kronzeugen und erwähnten sie daher ständig mit ihren akademischen Titeln. Daher sei wichtig: „Glauben Sie nicht jedem, der einen Doktortitel hat.“
- Trotz der Krise habe der Bevölkerungsanteil derer, die an Verschwörungstheorien zum Virus glauben, in Deutschland offenbar kaum zugenommen. Wodargs Thesen sei auch im Internet rasch widersprochen, sein Einfluss sofort zurückgedrängt worden.
- Internetkonzerne gingen konsequenter als früher gegen Falschnachrichten vor und bieten der WHO kostenlose Werbefläche. Daher würden viele Fake News über andere Kanäle verbreitet, etwa WhatsApp.
- Seriöse Medien hätten beim derzeitigen Konsens in Wissenschaft und Politik über die Pandemie einen guten Stand.
- Medien sollten trotz ihrer Logik, zuerst das Neue zu präsentieren, immer zuerst den bekannten wissenschaftlichen Konsens darstellen und erst danach den kursierenden Unsinn erwähnen. Früh präsentierte Fakten könnten unsichere Menschen gegen Fake News besser immunisieren. Bei überzeugten Verschwörungstheoretikern würden schlüssige Gegenbeweise ihre Überzeugung eher noch festigen. Impfgegner würden eine kommende Impfung gegen COVID-19 voraussichtlich bekämpfen.[317]

Die IT-Kommunikationsforscher Katharina Bader und Martin Steinbach erklärten die rasante Verbreitung von Desinformationen zu COVID-19 aus dem menschlichen Grundbedürfnis, Gefahren einzuschätzen. Das Social Distancing vergrößere das Gefährdungspotenzial solcher Thesen, weil viele mehr Zeit im Netz verbringen. Bildungsarbeit, Zusammenarbeit mit Internetplattformen und stärkere Eigenverantwortung der Nutzer, erst nach Belegen zu fragen, bevor sie eine Botschaft weitersenden, könnten dem entgegenwirken.
Nach Einschätzung des Konfliktforschers Maik Fielitz und des Sozialwissenschaftlers Holger Marcks war bei dem Bevölkerungsteil, der diesem „alternativen Wissen“ folgte, „jenes Misstrauen gegenüber den herkömmlichen Medien zu spüren, das die extreme Rechte in den Jahren zuvor in den sozialen Medien befeuert hatte“.
Der Philosoph Marco Meyer meint, die Neigung, an Fehlinformationen im Zusammenhang mit der COVID-19-Pandemie zu glauben, sei durch bestimmte Charaktereigenschaften bestimmt, die den Erwerb von Wissen behindern könnten. Zu diesen „epistemischen Lastern“ rechnet er Gleichgültigkeit gegenüber der Wahrheit und Starrheit bezüglich der eigenen Glaubensgrundsätze.

## Gegenmaßnahmen

### WHO und UNO
Am 2. Februar 2020 stellte die WHO eine „massive Infodemie“ (Informationsschwemme mit teilweise falschen oder irreführenden Informationen) zur COVID-19-Pandemie fest, in der sich akkurate und falsche Berichte mischten. Dies erschwere vielen Menschen das Auffinden zuverlässiger Quellen und benötigter Ratgeber. Wegen des hohen Bedarfs an zeitnaher und vertrauenswürdiger Information schuf die WHO eine direkte, rund um die Uhr erreichbare Hotline und entsprechende Webseiten für myth-busting (Mythen-Entkräftung). Zudem prägte die WHO den Begriff der „Infodemiologie“ als der Wissenschaft, die sich mit dem Management von Infodemien beschäftigt.
WHO-Generaldirektor Tedros Adhanom Ghebreyesus erklärte am 3. Februar 2020, WHO-Mitarbeiter suchten ständig im Internet nach Gerüchten und Fehlinformationen, um diese zu korrigieren und Gesundheitsschäden durch falsche Empfehlungen, Medikamente oder Vorsorgemaßnahmen abzuwenden. Er gab die Zusammenarbeit mit Google bekannt, damit bei Suchanfragen zu COVID-19 die Informationen der WHO als erstes Ergebnis angezeigt werden. Auch Facebook, Twitter, WeChat und TikTok hätten analoge Maßnahmen zur Eindämmung von Falschinformationen ergriffen.
Am 15. Februar 2020 bekräftigte Ghebreyesus auf der Münchner Sicherheitskonferenz, die WHO bekämpfe neben der Pandemie auch die ebenso gefährliche „Infodemie“. Fake news verbreiteten sich schneller und leichter als das Virus und seien ebenso gefährlich. Dagegen arbeite die WHO mit großen Suchmaschinenanbietern und Medienkonzernen zusammen. Er rief alle Regierungen, Unternehmen und Nachrichtenorganisationen auf, angemessen Alarm zu schlagen, ohne Hysterie zu schüren. Facebook, Twitter und Google bestätigten Anfang Februar 2020 ihre Zusammenarbeit mit der WHO gegen Falschinformationen zur Pandemie.
Am 15. April 2020 warnte UN-Generalsekretär António Guterres vor einer gefährlichen „Infodemie“ der Desinformation zu COVID-19, die sich viral verbreite, Menschen und Gruppen stigmatisiere. Er forderte die Internetkonzerne auf, mehr dagegen zu tun. Die Welt müsse gemeinsam auch gegen die Krankheit des Hasses vorgehen.

### Wissenschaftler und Mediziner
Am 18. Februar 2020 veröffentlichten 27 führende Wissenschaftler des Gesundheitsbereichs von acht Staaten in der Fachzeitschrift The Lancet eine Solidaritätserklärung an alle mit dem Virus befassten Wissenschaftler in China. Die Autoren erkannten vorbehaltlos an, dass die Adressaten sich intensiv für die Erforschung des Virus, die Entwicklung von Gegenmitteln und Information der Weltöffentlichkeit einsetzen, um Leben zu retten und die Gesundheit weltweit schützen zu helfen. Alle seien gegenüber dieser neuen viralen Gefahr vereint. Die rasche, offene und transparente Weitergabe von Daten zum Ausbruch der Pandemie werde inzwischen von Gerüchten und Falschinformationen zu seiner Herkunft bedroht. Darum verurteilten sie alle gemeinsam Verschwörungstheorien, die eine natürliche Herkunft des Virus bestreiten. Sie verwiesen auf zahlreiche wissenschaftliche Publikationen zum Genom des Virus, die einhellig zu dem Schluss kamen, dass es wie viele Viren vor ihm von Tieren stamme. Verschwörungstheorien erzeugten nur Angst, Gerüchte und Vorurteile, die die globale Zusammenarbeit gegen das Virus aufs Spiel setzten. Sie unterstützten deshalb den Aufruf des Generaldirektors der WHO, ausschließlich wissenschaftliche Beweise und Einheit statt Desinformation und Mutmaßung gelten zu lassen. Man stehe an der Seite der Wissenschaftler und Gesundheitsberufe in China im Kampf gegen das Virus und lade dazu ein, sie zu unterstützen. Man spreche mit einer Stimme und habe keine konkurrierenden Interessen.
In einem von der Kampagnenorganisation Avaaz initiierten offenen Brief, den The New York Times am 7. Mai 2020 abdruckte, forderten mehr als 100 Mediziner aus aller Welt Facebook, Twitter und Google dazu auf, „die Lügen, Verdrehungen und Fantasien, die uns alle bedrohen“, nicht „weiter anzufachen“. Darunter sind vier prominente deutsche Ärzte sowie Notärzte, die täglich Patienten behandeln müssen, die an Fakenews glaubten und etwa Desinfektionsmittel tranken, die Pandemie als „Schwindel“ (hoax) oder das Virus als ungefährlich ansahen und Abstandsregeln nicht einhielten oder Hilfsangebote ausschlugen. Falschinformation habe dazu geführt, dass viele Menschen zu spät ins Krankenhaus kamen und unnötig starben. Darum sei „der Kampf gegen medizinische Fehlinformationen im Internet genauso wichtig wie Ausgangsbeschränkungen und Abstand halten“. Die „Flutwelle an falschen und irreführenden Inhalten“ über das Coronavirus sei „kein isolierter Ausbruch von Desinformation“, sondern Teil eines „globalen Problems“. Krankheiten wie Masern, die schon als ausgerottet galten, lebten „dank Impfgegner-Propaganda wieder auf“. Das Personal in Krankenhäusern und Gesundheitsämtern auf der ganzen Welt kenne sich „nur zu gut mit den tatsächlichen Auswirkungen dieser Infodemie“ aus. Fehlinformationen verschlechterten die Moral „eines ohnehin schon unter großem Druck stehenden Berufsstandes“, während die Behandlungskosten „das ohnehin übermäßig beanspruchte Budgets noch mehr belasten“. Die bisherigen Maßnahmen der Internetkonzerne seien „bei weitem nicht genug“, da sie „sowohl die Verbreitung von Ideen erleichtern als auch davon profitieren“. Wegen ihrer „unvergleichlichen Machtposition“ seien sie dafür verantwortlich, „der tödlichen Verbreitung von Fehlinformationen entgegenzuwirken, um zu verhindern, dass soziale Medien unsere Gesellschaft kränker machen“. Es gehe darum, „Leben zu retten und das Vertrauen in die wissenschaftlich fundierte Gesundheitsversorgung wiederherzustellen.“ Darum forderten die Unterzeichner:
- Richtigstellungen an jede Person zu senden, die auf einer Plattform mit Gesundheitsfehlinformationen in Kontakt kam, und ihr „eine gut konzipierte und unabhängig überprüfte Korrektur“ anzuzeigen,
- Lügen, Webseiten und Gruppen, die sie verbreiten, in den Benutzer-Feeds herabzustufen,
- schädliche Fehlinformationen sowie Seiten und Kanäle der „Wiederholungstäter“ aus den inhaltsempfehlenden Algorithmen herauszunehmen.

Die Unterzeichner lobten bisherige Kennzeichnungen und Entfernungen von Falschinformationen, bemängelten aber, dass deren Prüfung oft erst nach millionenfacher Abrufung statt vorher erfolge. Deshalb sollten Nutzern auch rückwirkende Richtigstellungen mitgeteilt werden.

### Portale für Aufklärung und Faktenchecks
Die rasche Ausbreitung des neuen Virus schuf einen enormen Zeitdruck und wissenschaftliche Unsicherheit. Die ständig sich ändernde Nachrichtenlage erschwerte den Überblick über gesicherte Erkenntnisse zu COVID-19, begünstigte Gerüchte und Falschmeldungen. Dem traten Faktenchecker und öffentlich-rechtliche Medien mit Richtigstellungen und allgemeinverständlicher Aufklärung entgegen. Laut Netzpolitik.org gelten dafür im deutschsprachigen Raum als besonders zuverlässig:
- Der gemeinnützige Verein Correctiv unternimmt eigene wie auch kooperative Recherchen zu tagesaktuellen Anfragen an ihn. Qualifizierte Teams prüfen Punkt für Punkt Minderheitspositionen und kategorisieren sie als richtig, irreführend, unbelegt oder falsch. Zudem können Bürger in einem CrowdNewsroom melden, wo und wann ihnen welche Falschaussagen begegnen.
- Der österreichische Verein Mimikama konzentriert sich darauf, Falsch- und Betrugsmeldungen in sozialen Medien griffig zu kontern und die Fakten dazu klarzustellen, etwa zu kursierenden Kettenbriefen mit Gesundheitstipps.
- Der ARD-Faktenfinder begegnet Falschaussagen im Netz mit eigenen Hintergrundrecherchen, die ausführlicher und detaillierter sind als Tagesnachrichten.
- Der „#Faktenfuchs“ des Bayerischen Rundfunks bietet überregionale und regionale Faktenchecks.

Hinzu kommen Anlaufpunkte für wissenschaftliche Corona-Studien:
- Das Science Media Center Germany bewertet Forschungsergebnisse durch Wissenschaftler und macht sie Journalisten und Laien als Factsheets zugänglich. Es begegnet damit der Tendenz vieler Forscher, Artikel zu COVID-19 wegen des Zeitdrucks als Preprints ohne Peer-Review außerhalb etablierter Fachzeitschriften zu veröffentlichen.
- Neben der WHO haben das RKI und das Bundesgesundheitsministerium große Portale für COVID-19 eröffnet.[329]

### Internetkonzerne
Am 30. Januar 2020 startete Google zusammen mit der WHO einen „SOS Alert“, der bei Suchanfragen zu COVID-19 sofort WHO-Aufklärungsseiten und die wichtigsten Gesundheitstipps an oberste Stelle setzt. Dies gibt zuverlässigen Informationen Vorrang, um Desinformation verringern zu helfen. Auch Twitter wollte seine Suchfunktion entsprechend justieren. Die Änderung wurde als Hinweis gedeutet, dass die großen Internetkonzerne sehr wohl anpassungsfähig sind, wenn die Lage es erfordert.
Ende Februar 2020 entfernte der Onlineversandhändler Amazon mehr als eine Million angebliche Schutz- oder Heilmittel gegen die Virusinfektion aus seinem Angebot.
Facebook, Google, YouTube, LinkedIn, Microsoft, Reddit und Twitter vereinbarten im März 2020 erstmals eine Zusammenarbeit, um gefährliche Gerüchte über das Virus zu entfernen und ihre Verbreitung zu stoppen. Facebook hatte schon vorher zugesagt, von führenden Gesundheitsbehörden als „physisch gefährlich“ geflaggte Inhalte zu entfernen. Anfang März 2020 gewährte Facebook der WHO kostenfreien Webspace für Informationen zur Pandemie.
Trotz ihrer Zusagen löschten Facebook, Twitter und YouTube bis April 2020 kaum Falschaussagen von Spitzenpolitikern und griffen weiterhin kaum redaktionell in Inhalte ein, um sich als politisch neutral darzustellen. Erst nachdem Donald Trumps Berater Rudy Giuliani, Venezuelas Präsident Nicolás Maduro und Brasiliens Präsident Jair Bolsonaro Chloroquin als zuverlässiges Heilmittel gegen COVID-19 dargestellt hatten, löschten sie diese Falschaussage. Fast identische und viele andere Falschaussagen Donald Trumps ließen sie jedoch stehen. Twitter ließ Trumps Tweet von einer „Corona-Grippe“ und Elon Musks Falschaussage stehen, Kinder seien „praktisch immun“ gegen COVID-19. Facebook und Twitter wollten weder Verschwörungstheorien gegen Anthony Fauci noch ein manipuliertes Video der Trumpkampagne über Joe Biden löschen. Sie setzten damit ihre Linie fort, offenkundig unwahre Wahlwerbung zu erlauben. Dagegen entfernte Facebook im März einen Tag lang irrtümlich Tausende Posts von seriösen Medien wie Politico und dem Sydney Morning Herald.
Nach einer Datenrecherche des IT-Experten Philip Kreißel und ARD-Medien erreichten 19 Desinformationsvideos auf YouTube bis 11. April 2020 rund zwölf Millionen Klicks und wurden auf Facebook 300.000 Mal geteilt. Sucharit Bhakdis Videobotschaft an Angela Merkel vom 29. März 2020 wurde rund 2,2 Millionen Mal angeschaut, mehr als 100.000 Mal bewertet und vielfach positiv aufgegriffen. Journalistische Faktenchecks zu diesen Videos wurden zwanzig Mal seltener geteilt. Coronavideos auf Webseiten, die auch sonst Verschwörungstheorien verbreiten, sahen 45 Millionen.
Nach einer von Thorsten Quandt vorgestellten Universitätsstudie verbreiten „alternative Medien“ meist diffuse Mischungen von zutreffenden und erfundenen Tatsachen und verzerren die Faktenlage durch Gerüchte und einzelne Verschwörungstheorien. Die Maßnahmen der Internetkonzerne gelten daher als unzureichend.
Laut Facebook wurden 40 Millionen Posts im März 2020 mit Warnhinweisen vor Falschmeldungen markiert. Die Kampagnenorganisation Avaaz fand jedoch in Stichproben, dass die Warnungen erst bis zu 22 Tage nach Faktenchecks angezeigt wurden und bei 40 % Fehlinformationen ausblieben. Daraufhin wollte Facebook ab 16. April 2020 seine Maßnahmen verschärfen. Ein Facebookbanner verweist alle Nutzer, die mit potentiell gesundheitsschädlichen Falschinformationen interagierten, auf die WHO-Webseite gegen Corona-Mythen. Zwei Milliarden Nutzer sollen das Banner schon gesehen, 350 Millionen davon bisher angeklickt haben. Verschwörungstheorien und politische Fakenews nahm Facebook weiter davon aus.
Am 11. Mai 2020 kündigte Twitter an, Tweets mit gesundheitsschädlichen Falschinformationen zum Coronavirus zu löschen und weniger gefährliche Angaben mit einem Verweis auf vertrauenswürdige Quellen zu versehen. Besonders beachtet werden sollen Angaben, die zu mehr Ansteckungen führen könnten. Nach der Übernahme durch den Milliardär Elon Musk im Oktober 2022 wurden diese Maßnahmen allerdings wieder aufgehoben.

### Europäische Union
Nach einem Treffen am 15. März 2020 mit Věra Jourová, derzeit Vizepräsidentin der EU-Kommission, sagten Vertreter von Facebook, Google, Twitter und Microsoft zu, zuverlässige Nachrichtenquellen prominenter darzustellen, verbotene oder schädliche Inhalte zu entfernen und vor „irreführender Werbung“ zu schützen. Am 31. März 2020 drängte die Kommissionschefin Ursula von der Leyen die Konzerne, mehr gegen Desinformation zu COVID-19 zu tun. Twitter versprach, strenger gegen Falschaussagen zu Behandlungsmethoden oder angeblich nicht Betroffene vorzugehen, nicht aber, künftig auch derartige Falschaussagen von Donald Trump und europäischen Rechtspopulisten zu löschen. Auch Google und Facebook sagten dies auf Nachfrage von Netzpolitik.org nicht zu.
Der Europäische Auswärtige Dienst (EAD) veröffentlichte am 1. April 2020 einen Kurzbericht und hob hervor: „Einige staatliche und staatlich unterstützte Akteure versuchen, die Krise auszunutzen, um geopolitische Interessen voranzutreiben, indem häufig die Glaubwürdigkeit der Europäischen Union und ihrer Partner in Frage gestellt wird.“ Dies habe „potenziell schädlichen Folgen für die öffentliche Gesundheit und eine wirksame Krisenkommunikation“. Im Trend seien globale Behauptungen, dass die EU zerfalle, ebenso wie Falschinformationen zum Ursprung des Virus. In der EU würden unter anderem „Online-Plattformen weiterhin Desinformationen und Verschwörungstheorien im Zusammenhang mit dem Coronavirus monetarisieren“, China fördere „nicht belegte Theorien über die Herkunft des Coronavirus“.
Der EAD thematisierte in diesem Zusammenhang neben der Falschinformation auch die Gewichtung und Interpretation von Fakten: In China würden die chinesischen Hilfen an einige europäische und afrikanische Staaten betont, in Russland russische Hilfen an Italien. Teils werde eine fehlende Unterstützung innerhalb der EU hervorgehoben. Im mittleren Osten, in der Türkei und im Westbalkan werde die EU kritisiert oder als unfähig zu gegenseitiger Hilfe dargestellt.

### Deutschland
Verschiedene Politiker forderten weitergehende Schritte zur Eindämmung von Desinformation. Niedersachsens Innenminister Boris Pistorius forderte, unwahre Behauptungen über die medizinische und sonstige Versorgung der Bevölkerung, Ursache, Ansteckungswege, Diagnose und Therapie von COVID-19 zu verbieten und ihre Verbreitung mit Bußgeldern zu bestrafen. – Andere halten die bestehenden, auch im Internet geltenden Gesetze gegen Betrug und Verleumdung für ausreichend. Bundesjustizministerin Christine Lambrecht sagte, „Fakten und ein gesundes Misstrauen“ sowie zuverlässige Nachrichtenquellen hülfen gegen Fake News und Gerüchte am besten.
Angebote von Bund und Ländern für Coronasoforthilfen wurden rasch für Betrugsmanöver im Netz missbraucht. So fand das Landeskriminalamt Nordrhein-Westfalen Mitte April 2020 mehr als 90 gefälschte Webseiten, die sich als Antragsseiten für solche Soforthilfen ausgaben, um Daten zu fischen und dann mit anderen Kontodaten Anträge zu stellen. Darunter war die vollständige Kopie der Webseite des Landeswirtschaftsministeriums. Landespolitiker riefen dazu auf, keine Anträge mehr über das Internet zu stellen, solange die Webseitenersteller nicht eindeutig identifizierbar seien.

### Justiz
Das Folketing Dänemarks beschloss am 2. April 2020 mit großer Mehrheit ein Gesetz, das schärfere Strafen gegen Diebstahl und Betrugsversuche in Bezug auf COVID-19-Hilfen vorsieht. Danach kann die dänische Polizei Webseiten bei Urkundenfälschungen, Betrug und Betrugsabsichten, Handel mit vermeintlichen Medikamenten („Wundermitteln“) gegen COVID-19, Fake-Shops sowie Seiten mit Gewaltaufrufen auch ohne vorherigen Gerichtsentscheid sperren lassen. Die Sperrung muss sie dann innerhalb von 24 Stunden bei Gericht prüfen lassen. Der Gesetzesbeschluss wurde als umfassende Zensur aller gegen Regierungs-„Vorgaben“ verstoßenden Informationen fehlgedeutet, richtet sich aber nicht gegen Informationen, sondern gegen Geschäfte mit falschen Hygiene- und Heilmitteln. Die Fehldeutung stammt von einem dänischen Ernährungsberater, der ungehindert weiter antisemitische Verschwörungslegenden im Netz verbreitet.